# Liste von Söhnen und Töchtern Moskaus
Dies ist eine Liste bekannter Persönlichkeiten, die in Moskau (bzw. in Orten, die heute zum Stadtgebiet Moskaus gehören) geboren wurden. Ob sie im Weiteren in Moskau gewirkt haben, ist ohne Belang. Die Liste erhebt keinen Anspruch auf Vollständigkeit.

## 13. bis 15. Jahrhundert
- Iwan I. (1288–1341), Großfürst von Wladimir und Großfürst von Moskau
- Alexius (≈1296–1378), Metropolit von Moskau und ganz Russland von 1354 bis 1378
- Wassili II. (1415–1462), Großfürst von Moskau (1425–1462)
- Nil Sorski (1433–1508), russisch-orthodoxer Heiliger
- Iwan III. der Große (1440–1505), Großfürst von Moskau (1462–1505)
- Basilius der Selige (1468–1552), russisch-orthodoxer Heiliger
- Helena (1476–1513), polnische Königin von 1501 bis 1506
- Wassili III. (1479–1533), Moskauer Großfürst von 1505 bis 1533
- Makarij von Moskau (um 1482–1563), 1526 bis 1542 Erzbischof von Weliki Nowgorod und ab 1542 bis zu seinem Tod Patriarch von Moskau und der ganzen Rus
- Dmitri Iwanowitsch der Enkel (1483–1509), Moskauer Thronfolger bis 1502

## 16. Jahrhundert
- Philipp II. (1507–1569), Metropolit von Moskau und der ganzen Rus
- Iwan Fjodorow (1510/25–1583), der erste namentlich bekannte russische Drucker
- Iwan IV. (der Schreckliche) (1530–1584), russischer Zar von 1547 bis 1584
- Fjodor Krestjanin (~1540–1607), Kirchensänger und Komponist
- Boris Godunow (1552–1605), russischer Zar von 1598 bis 1605
- Iwan Iwanowitsch (Zarewitsch) (1554–1581), Sohn von Zar Iwan IV.
- Fjodor I. (1557–1598), russischer Zar von 1584 bis 1598
- Michail Schein (um 1570–1634), Heerführer, Staatsmann und Bojar
- Dmitri Iwanowitsch (1582–1591), russischer Kronprinz bis 1591
- Fjodor II. (1589–1605), Sohn von Boris Godunow, russischer Zar von April bis Juni 1605
- Michael I. (1596–1645), russischer Zar von 1613 bis 1645

## 17. Jahrhundert
- Jewdokia Streschnewa (1608–1645), Gemahlin von Zar Michael I. von Russland
- Maria Miloslawskaja (1624–1669), russische Zarengattin bis 1669
- Alexei I. (1629–1676), russischer Zar von 1645 bis 1676
- Feodossija Morosowa (1632–1675), Bojarin und Unterstützerin Awwakums
- Andrei Winius (1641–1717), Übersetzer für Niederländisch im Range eines Duma-Djak und erster russischer Postmeister
- Wassili Golizyn (~1644–1714), Staatsmann
- Natalja Naryschkina (1651–1694), Gemahlin von Zar Alexei I.
- Boris Scheremetew (1652–1719), Generalfeldmarschall der russischen Armee unter Peter dem Großen im Nordischen Krieg
- Iwan Tatischtschew (1652–1730), Schiffbauunternehmer
- Sofia Alexejewna (1657–1704), Regentin von Russland von 1682 bis 1689
- Fjodor III. (1661–1682), Zar des Zarentums Russland (1676–1682)
- Marfa Apraxina (1664–1716), als zweite Gemahlin von Fjodor III. Zarin von Russland
- Theodor Andreas Potocki (1664–1738), polnischer römisch-katholischer Bischof
- Iwan V. (1666–1696), russischer Zar von 1682 bis 1696
- Adam Weide (1667–1720), General der Infanterie im Großen Nordischen Krieg
- Jewdokija Lopuchina (1669–1731), erste Frau Peters I.
- Jacob Daniel Bruce (1669–1735), schottischer Militär in Russland
- Peter I. (der Große) (1672–1725), russischer Zar von 1682 bis 1725 und von 1721 bis 1725 erster Kaiser des Russischen Reiches
- Alexander Menschikow (1673–1729), Staatsmann, Generalissimus der russischen Armee und ein Vertrauter des Zaren Peter I.
- Natalja Romanowna (1673–1716), Großfürstin von Russland
- Michail Golizyn (1675–1730), Feldmarschall
- Johann Deodat Blumentrost (1676–1756), Mediziner
- Boris Kurakin (1676–1727), Staatsmann und Diplomat
- Michail Golizyn (1684–1764), Senator, Diplomat und Generaladmiral
- Michail Petrowitsch Bestuschew-Rjumin (1688–1760), Diplomat
- Alexander Golowkin (1688–1760), Gesandter in Berlin, Paris und Den Haag
- Michail Semzow (1688–1743), Architekt
- Alexei Petrowitsch (1690–1718), russischer Kronprinz bis 1718
- Katharina Iwanowna (1691–1733), Herzogin von Mecklenburg-Schwerin, Tochter des Zaren Iwan V., älteste Schwester von Kaiserin Anna von Russland
- Laurentius Blumentrost der Jüngere (1692–1755), Mediziner und Leibarzt des Zaren Peter des Großen
- Anna I. (1693–1740), Kaiserin von Russland von 1730 bis 1740
- Alexei Bestuschew-Rjumin (1693–1766), Staatsmann
- Andrei Nartow (1693–1756), Drechsler, Mechaniker und Erfinder
- Platon Mussin-Puschkin (1698–1743), Staatsmann

## 18. Jahrhundert

### 1701–1750
- Iwan Ramburg (1701–1789), Schiffbauer
- Semjon Wolkonski (1703–1768), Generalleutnant
- Alexei Jewlaschew (1706–1760), Architekt
- Anna Petrowna (1708–1728), Großfürstin, Tochter Peter des Großen und Mutter von Peter III.
- Elisabeth I. (1709–1762), Tochter von Zar Peter dem Großen; von 1741 bis 1762 Kaiserin von Russland
- Stepan Krascheninnikow (1711–1755), Entdecker und Geograf
- Michail Wolkonski (1713–1788), General en chef in der Kaiserlich-russischen Armee und Oberbefehlshaber von Moskau
- Alexander Sumarokow (1717–1777), Dichter, Schriftsteller und Dramatiker
- Joachim von Sievers (1719–1778), deutsch-baltischer General in russischen Diensten und Vizegouverneur von Estland
- Wassili Dolgoruki-Krimski (1722–1782), General und Staatsmann
- Pjotr Rumjanzew-Sadunaiski (1725–1796), Feldmarschall
- Iwan Schuwalow (1727–1797), Graf, Kunstmäzen und Universitätsgründer
- Alexander Bibikow (1729–1774), Staatsmann und Generalleutnant
- Anton Barsow (1730–1792), Philologe, Übersetzer und Hochschullehrer
- Michail Soimonow (1730–1804), Staatsbeamter und Präsident des Bergkollegiums
- Alexander Suworow (1730–1800), Heerführer und Nationalheld
- Alexander Stroganow (1733–1811), Großgrundbesitzer, Kunstsammler und Politiker
- Fjodor Rokotow (um 1736–1808), Porträtmaler
- Matwei Kasakow (1738–1812), Architekt
- Matwei Afonin (1739–1810), Chemiker, Botaniker und Hochschullehrer
- Johann Georg von Browne (1742–1794), kaiserlicher Generalfeldzeugmeister, k. k. wirklicher Geheimer Rat und 2. Graf Browne of Camus
- Pjotr Inochodzew (1742–1806), Astronom und Astronomiehistoriker
- Alexei Naryschkin (1742–1800), Militär, Diplomat und Staatsmann
- Carl Peter von Tresckow (1742–1811), preußischer Generalmajor
- Eudoxia von Biron (1743–1780), Herzogin von Kurland
- Alexei Mussin-Puschkin (1744–1817), Staatsbeamter, Historiker, Büchersammler und Kunstsammler
- Semjon Woronzow (1744–1832), Diplomat und Autor
- Denis Fonwisin (1745–1792), Satiriker und Komödiendichter
- Alexander Wassiltschikow (1746–1813), Aristokrat und Generaladjutant ihrer Majestät Katharina II.
- Christoph Casimir Lerche (1749–1825), Generalstabsarzt und Leibarzt des russischen Kaisers Alexander I.
- Alexander Radischtschew (1749–1802), Jurist und literarischer Philosoph

### 1751–1760
- Alexander Kurakin (1752–1818), Staatsmann
- Alexander Rimski-Korsakow (1753–1840), General in den Koalitionskriegen
- Nikolai Wolkonski (1753–1821), Fürst, General der Infanterie und Militärgouverneur von Archangelsk
- Alexander Schischkow (1754–1841), Staatsmann, Staatssekretär und Minister für Volksbildung, Admiral, Literaturkritiker und Memoirenschreiber
- Sila Sandunow (1756–1820), Schauspieler und Unternehmer
- Pjotr Strachow (1757–1813), Physiker, Hochschullehrer und Rektor der Universität Moskau (MGU)
- Rodion Kasakow (1758–1803), Architekt
- Dmitri Lobanow-Rostowski (1758–1838), Politiker, General der Infanterie und Militärkommandeur
- Nikolai Arsenjew (1760–1830), Wirklicher Staatsrat und Gouverneur
- Jakow Lobanow‑Rostowski (1760–1831), Politiker, Geheimrat und Generalgouverneur

### 1761–1770
- Alexei Olenin (1763–1843), Artillerieoffizier, Staatssekretär und Historiker
- Pjotr Sokolow (1764–1835), Philologe und Hochschullehrer
- Grigori Ugrjumow (1764–1823), Maler
- Alexander Labsin (1766–1825), Schriftsteller, Mystiker, Freimaurer, Übersetzer und Herausgeber des Sionski Westnik (“Zionsboten”)
- Andrei Melenski (1766–1833), Architekt des Klassizismus
- Daniil Kaschin (1769–1841), Komponist
- Iwan Krylow (1769–1844), Fabeldichter
- Wassili Stassow (1769–1848), Architekt
- Alexander Balaschow (1770–1837), Militär und Politiker
- Sergei Titow (1770–1825), Komponist und Cellist
- Dmitri Wolkonski (1770–1835), Fürst, Generalleutnant, Senator und Gouverneur von Danzig

### 1771–1780
- Alexander Golizyn (1773–1844), Staatsmann des Russischen Reiches, Jugendfreund des Zaren Alexander I. und dessen einflussreicher Freund und Ratgeber
- Iwan Pnin (1773–1805), Aufklärer, Poet und Publizist
- Tatjana Schlykowa-Granatowa (1773–1863), Balletttänzerin und Opernsängerin
- Peter von Oubril (1774–1848), Diplomat
- Andrei Iwanow (1775–1848), Maler
- Sofja Stroganowa (1775–1845), Hofdame, Unternehmerin und Mäzenin
- Alexei Jermolow (1777–1861), General und Diplomat
- Andrei Gortschakow (1779–1855), General
- Michael Friedrich Adams (1780–1838), deutsch-russischer Botaniker und Naturwissenschaftler
- Alexei Wenezianow (1780–1847), Maler

### 1781–1790
- Nikita Wolkonski (1781–1844), Generalmajor
- Sofja Swetschina (1782–1857), Hofdame und Schriftstellerin
- Denis Dawydow (1784–1839), Kriegsschriftsteller und Dichter
- Anna Orlowa-Tschesmenskaja (1785–1848), Hofdame und Mäzenin
- Alexei Orlow (1786–1861), General der russischen Armee und Staatsmann
- Sergei Uwarow (1786–1855), Politiker und Literaturwissenschaftler
- Pawel Kisseljow (1788–1872), Staatsmann
- Johann Christian Kroneberg (1788–1838), Altphilologe und Hochschullehrer
- Michail Orlow (1788–1842), Generalmajor und Dekabrist
- Dmitri Daschkow (1789–1839), Minister und Literat
- Alexander Tschernyschow (1786–1857), General, Diplomat und Staatsmann
- Pawel Gagarin (1789–1872), Politiker, Wirklicher Geheimrat, Vorsitzender des Ministerkomitees und Vizepräsident des Reichsrates
- Matwej Dmitrijew-Mamonow (1790–1863), Staatsmann und Literat, Organisator und Chef des Mamonowschen Regimentes
- Dmitri Wolkonski (1790–1838), Fürst und Generalmajor

### 1791–1800
- Nikolai Wassiltschikow (1792–1855), Bojar und Generalmajor
- Pjotr Wjasemski (1792–1878), Literaturkritiker
- Pawel Pestel (1793–1826), einer der führenden Dekabristen
- Pjotr Tschaadajew (1794–1856), Philosoph
- Alexander Gribojedow (1795–1829), Diplomat und Dichter
- Michail Murawjow-Wilenski (1796–1866), Militär und Staatsmann
- Dmitri Dolgorukow (1797–1867), Diplomat und Dichter
- Anton Delwig (1798–1831), Dichter
- Iwan Puschtschin (1798–1859), Richter (Kollegienassessor), Autor und Dekabrist
- Sofija Schtscherbatowa (1798–1885), Hofdame, Philanthropin und Mäzenin
- Alexander Puschkin (1799–1837), Dichter und der Begründer der modernen russischen Literatur
- Nikolai Bobrischtschew-Puschkin (1800–1871), Leutnant und Dekabrist

## 19. Jahrhundert

### 1801–1810
- Michail Bykowski (1801–1885), Architekt, Restaurator und Hochschullehrer
- Alexander Gagarin (1801–1857), Militär und Generalgouverneur des Kaukasus
- Wiktor Panin (1801–1874), Großgrundbesitzer, Jurist und Justizminister
- Alexander Warlamow (1801–1848), Komponist
- Iwan Annenkow (1802–1878), Leutnant und Dekabrist
- Pawel Bobrischtschew-Puschkin (1802–1865), Leutnant, Poet und Dekabrist
- Alexander Guriljow (1803–1858), Komponist
- Wladimir Odojewski (1803–1869), Schriftsteller und Komponist
- Grigori Schtschurowski (1803–1884), Mediziner, Geologe und Hochschullehrer
- Alexei Chomjakow (1804–1860), Dichter, Publizist, Theologe und Philosoph
- Wassili Dolgorukow (1804–1868), Generaladjutant, General der Kavallerie, Kriegsminister und Chef der Geheimpolizei
- Pawel Melnikow (1804–1880), Ingenieur, Hochschullehrer, Eisenbahn-Pionier und erster Verkehrsminister Russlands
- Ludwig von Reinhard (1804–1866), württembergischer Diplomat und Gesandter
- François Nicholas Riss (1804–1886), französischer Maler
- Peter Felix Brock (1805–1875), Staatsmann, Finanzminister und aktiver Geheimrat
- Lew Puschkin (1805–1852), Alexander Puschkins jüngerer Bruder; Major
- Dmitri Wenewitinow (1805–1827), Dichter und Philosoph der Romantik
- Alexander Armfeld (1806–1868), Mediziner und Professor an der Universität Moskau
- Iwan Kirejewski (1806–1856), Philosoph und Schriftsteller
- Andrei Murawjow (1806–1874), Kirchenhistoriker, geistlicher Schriftsteller und Reisender
- Nikolaj von Brunnow (1808–1885), Generalmajor
- Warwara Nikolajewna Repnina-Wolkonskaja (1808–1891), Schriftstellerin
- Iwan Buttatz (1809–1876), russischer Architekt, Brückenbau-Ingenieur und Hochschullehrer
- Sinaida Jussupowa (1809–1893), Hofdame aus dem Adelsgeschlecht der Naryschkins
- Alexander Loganowski (1810–1855), Bildhauer und Hochschullehrer
- Nikolai Pirogow (1810–1881), Chirurg und Pädagoge

### 1811–1820
- Karl Friedrich Beaudry (1812–1894), Maler
- Wassili Botkin (1812–1869), Schriftsteller, Literaturkritiker, Westler, Mitglied des Stankewitsch-Kreises
- Alexandre Dubuque (1812–1898), russischer Pianist, Komponist und Musikpädagoge französischer Abstammung
- Alexander Herzen (1812–1870), Philosoph, Schriftsteller und Publizist
- Jewdokija Rostoptschina (1812–1858), Übersetzerin, Dramaturgin, Schriftstellerin und Lyrikerin
- Alexander von Villers (1812–1880), österreichischer Schriftsteller und Diplomat
- Pawel Annenkow (1813–1887), Literaturkritiker
- Michail Lermontow (1814–1841), Dichter und Vertreter der romantischen Literatur
- Iwan Auerbach (1815–1867), deutschstämmiger Geologe und Mineraloge
- Pawel Fedotow (1815–1852), Maler
- Jewgenija Tur (1815–1892), Schriftstellerin
- Pjotr Walujew (1815–1890), Staatsmann und Schriftsteller
- Alexander Beljajew (1816–1863), Bildhauer
- Dmitri Miljutin (1816–1912), Kriegsminister, Generalfeldmarschall und Militärschriftsteller
- Alexander Suchowo-Kobylin (1817–1903), Schriftsteller und Dramatiker
- Alexander II. (1818–1881), Kaiser von Russland von 1855 bis 1881
- Michail Katkow (1818–1887), Publizist
- Nikolai Miljutin (1818–1872), Staatsmann
- Kosma Soldatjonkow (1818–1901), Unternehmer, Mäzen und Herausgeber
- Pauline Henckel von Donnersmarck (1819–1884), französische Kurtisane
- Sergei Lewizki (1819–1898), Fotograf
- Ippolito Monighetti (1819–1878), Architekt und Aquarellist
- Michail Dostojewski (1820–1864), Publizist, Schriftsteller, Übersetzer und Literaturkritiker
- Pawel Rjabuschinski (1820–1899), Unternehmer und Mäzen
- Sergei Solowjow (1820–1879), Historiker

### 1821–1830
- Fjodor Dostojewski (1821–1881), Schriftsteller
- Apollon Maikow (1821–1897), Dichter
- Pawel Sykow (1821–1887), Architekt und Hochschullehrer
- Apollon Grigorjew (1822–1864), Lyriker und Literaturkritiker
- Lew Mei (1822–1862), Dichter
- Timofei Morosow (1823–1889), Unternehmer und Mäzen
- Alexander Ostrowski (1823–1886), Dramatiker
- Dmitri Tolstoi (1823–1889), Historiker und Staatsmann
- Arthur von Mohrenheim (1824–1906), Diplomat
- Dmitri Rowinski (1824–1895), Politiker, Kunstgeschichtler und Kunstsammler
- Maria Romanowa (1825–1846), russische Großfürstin und Mitglied des Hauses Romanow-Holstein-Gottorp
- Sofja Suchowo-Kobylina (1825–1867), Malerin
- Pjotr Campioni (1826–1878), Architekt und Unternehmer
- Elisabeth Romanowa (1826–1845), russische Großfürstin und Herzogin von Nassau
- Konstantin Pobedonoszew (1827–1907), Staatsmann, Jurist, Denker, und Publizist
- Katharina Romanowa (1827–1894), russische Großfürstin und durch Heirat Herzogin zu Mecklenburg-Strelitz
- Pjotr Bessonow (1828–1898), Philologe und Geschichtsforscher
- Wassili Arsenjew (1829–1915), russisch-baltischer Adliger
- Fjodor Dmitrijew (1829–1894), Jurist und Hochschullehrer
- Konstantin Flawizki (1830–1866), Historienmaler
- Marija Morosowa (1830–1911), Unternehmerin und Mäzenin
- Nikolai Newrew (1830–1904), Maler des russischen Realismus
- Alexei Sawrassow (1830–1897), Landschaftsmaler

### 1831–1840
- Alexei Koslow (1831–1901), Philosoph und Publizist
- Dmitri Arsenjew (1832–1915), russisch-baltischer Adliger und Admiral
- Sergei Botkin (1832–1889), Mediziner
- Pawel Tretjakow (1832–1898), Kaufmann, Kunstmäzen und Kunstsammler
- Alexander Wassiltschikow (1832–1890), Bojar, Kunstsammler und Direktor der Eremitage
- Dmitri Agrenew-Slawjanski (1834–1908), Sänger
- Lew Iwanow (1834–1901), Choreograf
- Nikolai Naidjonow (1834–1905), Unternehmer, Bankier, Mäzen und Heimatforscher
- Sergei Tretjakow (1834–1892), Unternehmer, Kunstsammler und Mäzen
- Wassili Besekirski (1835–1919), Geiger, Komponist, Dirigent und Musikpädagoge
- Andrei Faminzyn (1835–1918), Biologe und Pflanzenphysiologe
- Nikolai Rubinstein (1835–1881), Pianist, Dirigent, Musikpädagoge und Komponist
- Dmitri Tschitschagow (1835–1894), Architekt und Hochschullehrer
- Michail Schachowskoi-Glebow-Streschnew (1836–1892), Generalleutnant und Gouverneur
- Sergei Amossow (1837–1886), Maler des russischen Realismus
- Pawel Korff (1837–1913), Großgrundbesitzer, Geheimrat und Amtsträger
- Nikolai Lawerezki (1837–1907), Bildhauer und Hochschullehrer
- Alexandra Makowskaja (1837–1915), Malerin
- Michail Nikolajewitsch Tschitschagow (1837–1889), Architekt und Hochschullehrer
- Jewgenija Konradi (1838–1898), Publizistin und Frauenrechtlerin
- Dmitri Sowetkin (1838–1912), Maschinenbauingenieur
- Alexander Wesselowski (1838–1906), Literaturwissenschaftler
- Konstantin Makowski (1839–1915), Maler
- Wilhelm Junker (1840–1892), deutsch-russischer Afrikaforscher
- Michail Karinski (1840–1917), Logiker und Philosoph
- Plato von Ustinow (1840–1917), adeliger Gutsherr und später deutscher Edelmann

### 1841–1850
- Konstantin Bykowski (1841–1906), Architekt des Eklektizismus, Restaurator und Hochschullehrer
- Pjotr Kropotkin (1842–1921), Anarchist, Geograph und Schriftsteller
- Alexander Wojeikow (1842–1916), Meteorologe
- Nikolai Zinger (1842–1918), Geodät, Kartograf und Astronom sowie Generalleutnant im Russischen Kaiserreich
- Artemi Ober (1843–1917), russischer Bildhauer
- Geo Heinrich Plate (1844–1914), deutscher Geschäftsmann
- Adelaida Simonowitsch (1844–1933), Pädagogin
- Sofja Tolstaja (1844–1919), Autorin, Ehefrau Leo Tolstois
- Grigor Ardzrouni (1845–1892), armenischer Schriftsteller
- Olga Fedtschenko (1845–1921), Botanikerin
- Wladimir Makowski (1846–1920), Maler
- Walentina Serowa (1846–1924), Komponistin und Musikkritikerin
- Nikolai von Astudin (1847–1925), Landschaftsmaler
- Konstantin Andrejew (1848–1921), Mathematiker
- Sofja Kuwschinnikowa (1847–1907), Malerin
- Joseph Girgensohn (1848–1933), deutscher Lehrer und Historiker
- Max Hoeppener (1848–1924), deutsch-baltischer Architekt
- Wsewolod Miller (1848–1913), Historiker, Ethnograph und Linguist
- Warwara Morosowa (1848–1917), Unternehmerin und Mäzenin
- Pawel Schelaputin (1848–1914), Unternehmer und Mäzen
- Nikolai Wesselowski (1848–1918), Archäologe, Orientalist und Hochschullehrer
- Carl Ziese (1848–1917), deutscher Ingenieur
- Alexander Pomeranzew (1849–1918), Architekt und Stadtbaumeister
- Sofja Kowalewskaja (1850–1891), Mathematikerin

### 1851–1860

#### 1851
- Wladimir Gringmuth (1851–1907), deutsch-russischer Klassischer Philologe, Schullehrer, Publizist, Literaturkritiker und Politiker des Monarchismus
- Rosa Kerschbaumer-Putjata (1851–1923), russisch-österreichische Augenärztin
- Sergei Nikitin (1851–1909), Geologe und Paläontologe

#### 1852
- Nikolai Alexejew (1852–1893), Unternehmer, Mäzen und Moskauer Stadthaupt
- Alexandra Alexejewa (1852–1903), Unternehmerin und Mäzenin
- Sergei Schachowskoi (1852–1894), Diplomat

#### 1853
- Maria Jermolowa (1853–1928), Theaterschauspielerin
- Iwan Obolenski (1853–1910), General und Politiker; Generalgouverneur Finnlands 1904–1905
- Pjotr Schtschukin (1853–1912), Textilunternehmer und Sammler
- Wladimir Solowjow (1853–1900), Religionsphilosoph und Dichter

#### 1854
- Sergei Arsenjew (1854–1922), Diplomat
- Aristarch Belopolski (1854–1934), Astronom und Astrophysiker
- Nikolai Lissowski (1854–1920), Bibliograph und Hochschullehrer
- Alexei Pawlow (1854–1929), Geologe und Paläontologe
- Sergei Schtschukin (1854–1936), Kunstmäzen

#### 1855
- Nikolai Nassonow (1855–1939), Zoologe

#### 1856
- Nikolai Delone (1856–1931), Physiker, Mathematiker und Hochschullehrer
- Michail Iljinski (1856–1941), Chemiker
- Alexander Iswolski (1856–1919), Diplomat und Staatsmann

#### 1857
- Valentin Bianchi (1857–1920), Zoologe
- Alexei Ewer (1857–1926), General der Kaiserlich Russischen Armee
- Friedrich Hanssen (1857–1919), deutscher Linguist
- Alexander Makarow (1857–1918), Politiker
- Sergei Swerbejew (1857–1922), Diplomat

#### 1858
- Caran d’Ache (1858–1909), französischer Karikaturist
- Anatoli Gunst (1858–1919), Architekt, Schauspieler
- Roman Klein (1858–1924), Architekt und Hochschullehrer
- Sergei Korowin (1858–1908), Maler und Illustrator

#### 1859
- Alexander Gorbow (1859–1939), Chemiker und Hochschullehrer
- Erast Hiatsintov (1859–1910), estnisch-russischer Politiker und der erste nicht-deutsche Bürgermeister von Tallinn
- Nikolai Kassatkin (1859–1930), Maler
- Grigori Kotow (1859–1942), Architekt, Restaurator und Lehrer
- Sergei Maljutin (1859–1937), Maler und Architekt
- Pawel Miljukow (1859–1943), Politiker und Historiker
- Wladimir Palladin (1859–1922), Botaniker
- Robert Wipper (1859–1954), Historiker
- Sergei Wolnuchin (1859–1921), Bildhauer

#### 1860
- Michail Charusin (1860–1888), Jurist und Ethnograph
- Nikolai Gondatti (1860–1946), Ethnograph
- Anton Klamroth (1860–1929), deutscher Porträtmaler
- Wladislaw Klembowski (1860–1921), General der Infanterie und Armeekommandant im Ersten Weltkrieg
- Wladimir Malmberg (1860–1921), Professor in Dorpat und Moskau
- Sergei Morosow (1860–1944), Unternehmer und Mäzen
- Jewgeni Schtschepkin (1860–1920), Historiker, Hochschullehrer und Politiker
- Nikolai Tichomirow (1860–1930), Chemiker und Raketentechniker

### 1861–1870

#### 1861
- Georgi Catoire (1861–1926), Komponist
- Fjodor Kolbe (1861–?), Architekt
- Konstantin Korowin (1861–1939), Maler, Bühnenbildner und Pädagoge

#### 1862
- Iwan Arsenjew (1862–1930), Mönch, Erzpriester, theologischer Schriftsteller und Kirchenhistoriker
- Adolf Wilhelm Erichson (1862–1940), schwedisch-russischer Architekt
- Oskar Freiwirth-Lützow (1862–1925), Künstler, arbeitete im Stil des bürgerlichen Realismus
- Nikolai Judenitsch (1862–1933), General und Oberbefehlshaber der russischen Kaukasus-Armee
- Georgi Konjus (1862–1933), Komponist
- Sergei Nilus (1862–1929), Schriftsteller

#### 1863
- Alexander Golowin (1863–1930), Maler
- Nikolai von Meck (1863–1929), Eisenbahnunternehmer und Mäzen
- Konstantin Stanislawski (1863–1938), Schauspieler, Regisseur, Theaterreformer und Vertreter des Naturalismus

#### 1864
- Alexander Gretschaninow (1864–1956), Komponist
- Nikolai Kischkin (1864–1930), Mediziner und Politiker
- Nikolai Schutzmann (1864–1937), Architekt, Bildhauer und Ingenieur
- Boris de Tannenberg (1864–1914), französischer Erzieher, Romanist und Hispanist russischer Abstammung

#### 1865
- Alexei Bachruschin (1865–1929), Unternehmer, Mäzen und Gründer des Moskauer Theatermuseums
- Jewgeni Bauer (1865–1917), Filmregisseur
- Nikolai Charusin (1865–1900), Ethnograph und Hochschullehrer
- Alexander Meister (1865–1938), Geologe, Petrograph und Mineraloge
- Eduard Stucken (1865–1936), deutscher Schriftsteller

#### 1866
- Wera Charusina (1866–1931), Ethnographin, Schriftstellerin und Hochschullehrerin
- Margarita Eichenwald (1866–1957), russisch-US-amerikanische Sopranistin und Gesangspädagogin
- Wjatscheslaw Iwanow (1866–1949), Philologe, Dichter und Autor
- Wassily Kandinsky (1866–1944), Maler, Graphiker und Kunsttheoretiker
- Nikita Lasarew (1866–1932), Architekt und Bauunternehmer
- Pjotr Lebedew (1866–1912), Physiker
- Alexander Naidjonow (1866–1920), Bankier und Unternehmer
- Teresa Ries (1866–1956), österreichische Bildhauerin und Malerin russischer Herkunft
- Alexei Sewerzow (1866–1936), Zoologe und Paläontologe

#### 1867
- Georges Darzens (1867–1954), französischer Chemiker
- Nikolai Efros (1867–1923), Journalist und Theaterkritiker
- Wladimir Ipatjew (1867–1952), Chemiker
- Nikolai Kischner (1867–1935), Chemiker
- Sergei Kostinski (1867–1936), Astronom
- Nikolai Romanow (1867–1948), Kunsthistoriker und Museumsdirektor
- Wladimir Sherwood (1867–1930), Architekt

#### 1868
- Arnold Feuereisen (1868–1943), deutschbaltischer Archivar
- Robert Luther (1868–1945), deutscher Chemiker
- Michail Pokrowski (1868–1932), Historiker und Marxist

#### 1869
- Sergei Botkin (1869–1945), Diplomat
- Hermann Decker (1869–1939), deutscher Chemiker und Hochschullehrer
- Dmitri Jegorow (1869–1931), Mathematiker
- Juli Konjus (1869–1942), Violinist und Komponist
- Jean-Martin Naef (1869–1954), Schweizer Politiker und Unternehmer
- Hans Pfitzner (1869–1949), deutscher Komponist und Dirigent
- Iwan Rerberg (1869–1932), Architekt und Bauingenieur
- Eduard Thomann (1869–1955), schweizerischer Eisenbahningenieur

#### 1870
- Michail Bontsch-Brujewitsch (1870–1956), Generalleutnant der Kaiserlich Russischen Armee
- Wladimir Fritsche (1870–1929), Literatur- und Kunstwissenschaftler
- Arseni Koreschtschenko (1870–1921), Komponist
- Michail Morosow (1870–1903), Industrieller, Historiker und Kunstsammler
- Karl Nötzel (1870–1945), deutsch-russischer Schriftsteller und Sozialphilosoph
- Michail Schaternikow (1870–1939), Physiologe

### 1871–1880

#### 1871
- Wladimir Apyschkow (1871–1939), Architekt und Hochschullehrer
- Irma Goldberg (1871–nach 1939), Chemikerin
- Lew Eduardowitsch Konjus (Lev Conus, Leon Conus; 1871–1944), Pianist, Musikpädagoge und Komponist
- Iwan Morosow (1871–1921), Kunstsammler
- Sofja Panina (1871–1956), Philanthropin, Mäzenin und Politikerin
- Wladimir Pokrowski (1871–1931), Architekt, Restaurator und Hochschullehrer
- Pawel Rjabuschinski (1871–1924), Unternehmer, Bankier und Politiker
- Sergei Sernow (1871–1945), Zoologe, Hydrobiologe und Hochschullehrer
- Leonid Sherwood (1871–1954), Bildhauer und Hochschullehrer
- Adolf Stein (1871–1945), deutscher Journalist und Schriftsteller
- Kurt Wildhagen (1871–1949), deutscher Gelehrter, sokratischer Lehrer und Herausgeber der Werke von Iwan Turgenew
- Wazlaw Worowski (1871–1923), Revolutionär und Diplomat

#### 1872
- Raissa Adler (1872–1962), österreichische Frauenrechtlerin russischer Herkunft
- Hanny Brentano (1872–1940), österreichische Publizistin und Schriftstellerin
- Alexander Chruschtschow (1872–1932), Ökonom und Politiker
- Paul Juon (1872–1940), Schweizer Komponist russischer Abstammung
- Martyn Ljadow (1872–1947), Revolutionär und Historiker
- Emili Medtner (1872–1936), Publizist und Literatur- und Musikkritiker
- Nikolai Schilow (1872–1930), Chemiker
- Wladimir Schuljatikow (1872–1912), Philologe, Philosoph und Revolutionär
- Alexander Skrjabin (1872–1915), Pianist und Komponist
- Sergei Steinberg (1872–1940), Metallurg, Metallkundler und Hochschullehrer
- Boris Sworykin (1872–1942), Maler und Illustrator
- Sergei Wassilenko (1872–1956), Komponist und Dirigent

#### 1873
- Nikolai Andrejew (1873–1932), Bildhauer, Grafiker und Bühnenbildner
- Wladimir Bontsch-Brujewitsch (1873–1955), Revolutionär, Bolschewik, Staatsmann, Ethnograph, Historiker und Publizist
- Waleri Brjussow (1873–1924), Dichter
- Fjodor Kjoneman (1873–1937), Pianist, Musikpädagoge und Komponist
- Georgi Meister (1873–1938), Biologe, Pflanzenzüchter und Hochschullehrer
- Iwan Schmeljow (1873–1950), Schriftsteller
- Lew Tschugajew (1873–1922), Chemiker
- Julius Nicolaus Weisfert (1873–1942), deutscher Journalist und Redakteur

#### 1874
- Iwan Moskwin (1874–1946), Schauspieler und Regisseur für Theater und Film
- Tatjana Schtschepkina-Kupernik (1874–1952), Schriftstellerin, Dichterin, Dramatikerin und Übersetzerin
- Sergei Schtscherbatow (1874–1962), Aristokrat, Maler, Mäzen und Kunstsammler
- Sergei Subatow (1874–1917), Polizeibeamter
- Boris Warnecke (1874–1944), Klassischer Philologe

#### 1875
- Alexei Abrikossow (1875–1955), Pathologe
- Iwan Alexandrow (1875–1936), Ingenieur
- Anton Eichenwald (1875–1952), Komponist, Dirigent und Ethnograph
- Konstantin Juon (1875–1958), Maler, Bühnenbildner und Kunsttheoretiker
- Alexander Konowalow (1875–1949), Politiker
- Sergei Legat (1875–1905), Balletttänzer

#### 1876
- Ernst-August Köstring (1876–1953), deutscher Diplomat und Militär
- Sergei Mstislawski (1876–1943), Schriftsteller, Anthropologe und Sozialrevolutionär

#### 1877
- Alexius I. (1877–1970), Moskauer Patriarch von 1945 bis 1970
- Simon Frank (1877–1950), Philosoph
- Alexander Goedicke (1877–1957), Organist, Pianist und Komponist
- Eugen Gunst (1877–1950), russischer Komponist, Musikschriftsteller und -pädagoge sowie Jurist deutscher Herkunft
- Alexander Medtner (1877–1961), Geiger, Dirigent, Komponist und Hochschullehrer
- Nikolai Ossipow (1877–1934), Arzt, Psychoanalytiker und Begründer der „Moskauer Psychoanalytischen Gesellschaft“
- Alexei Remisow (1877–1957), Schriftsteller
- Alexander Stebut (1877–1952), Agrarwissenschaftler, Bodenkundler, Pflanzenzüchter und Hochschullehrer
- Margarete von Wrangell (1877–1932), deutsch-baltische Agrikulturchemikerin und die erste ordentliche Professorin an einer deutschen Hochschule

#### 1878
- Wladimir Bechtejew (1878–1971), Maler
- Nikolai Danilin (1878–1945), Chorleiter, Dirigent und Musikpädagoge
- Iwan Jefimow (1878–1959), Bildhauer und Hochschullehrer
- Michail Kedrow (1878–1941), Politiker und Tschekist
- Pjotr Lasarew (1878–1942), Physiker, Geophysiker, Biophysiker und Hochschullehrer
- Wiktor Nogin (1878–1924), Revolutionär und Politiker
- Nikolai Popow (1878–1929), Pilot
- Lew Tschorny (1878–1921), Anarchist
- Pjotr Uspenski (1878–1947), Esoteriker und Schriftsteller, im Westen bekannt als P. D. Ouspensky
- Sofja Warsar (1878–1957), Astronomin
- Fritz Wildhagen (1878–1956), Schriftsteller und Landschaftsmaler, Vertreter des Impressionismus

#### 1879
- Nikolai Alexejew (1879–1964), Jurist, Philosoph und einer der Ideologen des Eurasismus
- Wladimir Arschinow (1879–1955), Mineraloge und Hochschullehrer
- Alexei Gontscharow (1879–1913), Schachmeister und Rechtsanwalt
- Alexander Moser (1879–1958), Chemiker
- Georgi Tschulkow (1879–1939), Schriftsteller, Literaturkritiker und Dichter des Symbolismus

#### 1880
- Alexander Arnstam (1880–1969), Künstler (Maler und Zeichner), Bühnenbildner, Filmarchitekt und Kostümbildner
- Andrei Bely (1880–1934), Dichter und Theoretiker des Symbolismus
- Natalja Brassowa (1880–1952), Gräfin
- Ilja Fondaminski (1880–1942), Revolutionär und Herausgeber
- Ida Hoff (1880–1952), US-amerikanisch-schweizerische Ärztin und Frauenrechtlerin
- George Jaffé (1880–1965), US-amerikanischer Physiker und Chemiker
- Jewgeni Masing (1880–1944), Maschinenbauingenieur und Hochschullehrer
- Nikolai Medtner (1880–1951), Komponist und Pianist
- Olga Meerson (1880–1929/1930), Malerin, Schülerin von Henri Matisse
- Wladimir Nenarokow (1880–1953), Schachmeister
- Wjatscheslaw Oltarschewski (1880–1966), Architekt
- Boris Raikow (1880–1966), Biologe und Historiker der Naturwissenschaften
- Michail Rjabuschinski (1880–1960), Bankier und Kunstsammler
- Nikolai Sapunow (1880–1912), Maler
- Wladimir Sensinow (1880–1953), Politiker, Publizist und Revolutionär
- Arkadi Timirjasew (1880–1955), Physiker und Philosoph
- Sergei Tschetwerikow (1880–1959), Entomologe, Genetiker und Evolutionsbiologe
- Tatjana Warscher (1880–1960), Archäologin

### 1881–1890

#### 1881
- Ernest Beaux (1881–1961), Parfümeur
- Simeon Bellison (1881–1953), US-amerikanischer Klarinettist und Musikpädagoge
- Emanuel Goldberg (1881–1970), Chemiker
- Platon Kerschenzew (1881–1940), Politiker, Historiker und Kunsttheoretiker
- Nikolai Ladowski (1881–1941), Architekt und Hochschullehrer
- Olga Preobraschenskaja (1881–1971), Schauspielerin, Filmregisseurin und Hochschullehrerin
- Jakow Protasanow (1881–1945), Filmregisseur
- Leonid Sabanejew (1881–1968), Musikkritiker, Musikwissenschaftler und Komponist

#### 1882
- Anna Abrikossowa (1882–1936), prominente Katholikin der Russischen Griechisch-katholischen Kirche
- Jelena Beckmann-Schtscherbina (1882–1951), Pianistin
- Lidija Breslawez (1882–1967), Zytologin und Zytogenetikerin
- Juli Hurwitz (1882–1953), Mathematiker und Hochschullehrer
- Elsa Mahler (1882–1970), Schweizer Slawistin und Volkskundlerin und die erste Professorin der Universität Basel
- Georgi Motowilow (1882–1963), Bildhauer
- Dmitri Rjabuschinski (1882–1962), Physiker und Hochschullehrer
- Erich Seuberlich (1882–1946), deutsch-baltischer Genealoge
- Dmitri Smirnow (1882–1944), Sänger (Tenor)
- Władysław Starewicz (1882–1965), russischer Puppentrickfilmer polnischer Abstammung
- Nikolai Suchanow (1882–1940), Schriftsteller, Journalist und Politiker
- Margarita Woloschin (1882–1973), Malerin und Schriftstellerin in Deutschland

#### 1883
- Konstantin Eggert (1883–1955), Schauspieler, Regisseur und Drehbuchautor
- Theodor Paul Erismann (1883–1961), schweizerisch-österreichischer Psychologe
- Pawel Filonow (1883–1941), Maler, der der Russischen Avantgarde zuzurechnen ist
- Ilja Golosow (1883–1945), Architekt
- Olga Gsowskaja (1883–1962), Schauspielerin
- Iwan Iljin (1883–1954), Philosoph, Schriftsteller und Publizist
- Rudolf Kaempfe (1883–1962), deutscher General der Artillerie im Zweiten Weltkrieg
- Lew Kamenew (1883–1936), Politiker
- Michail Kersin (1883–1979), Bildhauer und Hochschullehrer
- Alexander Nekrassow (1883–1957), Physiker, Mathematiker und Hochschullehrer
- Leo Pungs (1883–1979), deutscher Elektrotechniker und Radiopionier
- Alexander Schischkow (1883–1920), Revolutionär

#### 1884
- Valentina Arenzvari (1884–1943), armenische Schauspielerin
- Wladimir Arkadjew (1884–1953), Physiker
- Viktor Hofmann (1884–1911), Dichter, Schriftsteller und Übersetzer
- Warwara Jakowlewa (1884–1941), Politikerin
- Solomon Lefschetz (1884–1972), US-amerikanischer Mathematiker
- Michael Rachlis (1884–1953), deutscher Architekt, Innenarchitekt und Bühnenbildner
- Boris Rossinski (1884–1977), Testpilot
- Maximilian Schick (1884–1968), russisch-deutscher Literaturwissenschaftler und Übersetzer
- Fedor Stepun (1884–1965), russisch-deutscher Literat, Soziologe, Philosoph und Politiker
- Wladimir Suchodski (1884–1966), Physikochemiker und Hochschullehrer
- Wassili Watagin (1884–1969), Tiermaler, Bildhauer und Hochschullehrer

#### 1885
- Wladimir Bakaleinikoff (1885–1953), Bratschist, Dirigent und Komponist
- Boris Koroljow (1885–1963), Bildhauer und Grafiker
- Max Levien (1885–1937), deutsch-russischer Kommunist
- Dmitri Melkich (1885–1943), Komponist
- Alexei Nekrassow (1885–1950), Kunsthistoriker und Hochschullehrer
- Alexander Palladin (1885–1972), Biochemiker und Akademiepräsident
- Fjodor Rjabuschinski (1885–1910), Mäzen
- Eugen Rosai (1885–1956), Clown, Zirkusartist, Dompteur und Zirkusunternehmer
- Yosef Sprinzak (1885–1959), israelischer Politiker, Zionist und der erste Sprecher der Knesset und amtsführender Präsident Israels
- Wladimir Tatlin (1885–1953), Maler
- Nikolai Toporkoff (1885–1965), Kameramann
- Anna Trojanowskaja (1885–1977), Künstlerin
- Alexander Wolkow (1885–1942), Filmregisseur
- Olga Zuberbiller (1885–1975), Mathematikerin und Hochschullehrerin

#### 1886
- Wladislaw Chodassewitsch (1886–1939), Dichter
- Robert Falk (1886–1958), Maler
- Wladimir Faworski (1886–1964), Künstler
- Jacques Handschin (1886–1955), Schweizer Organist und Musikwissenschaftler
- Gustav Hilger (1886–1965), deutscher Diplomat
- Nadeschda Obuchowa (1886–1961), Opernsängerin
- Kasia von Szadurska (1886–1942), deutsche Malerin und Grafikerin

#### 1887
- Tobias Akselrod (1887–1938), Revolutionär und 1919 Mitglied der Münchener Räteregierung
- Pawel Buryschkin (1887–1955), Unternehmer und Politiker
- Jewgeni Flint (1887–1975), Kristallograf und Hochschullehrer
- Adhémar Gelb (1887–1936), deutscher Psychologe
- David Keilin (1887–1963), britischer Biologe
- Issaak Mendelewitsch (1887–1952), Bildhauer
- Alexander Minkin (1887–1955), Diplomat
- Wera Pestel (1887–1952), Malerin und Bühnenbildnerin
- Nikolai Rynin (1887–1942), Raumfahrtingenieur
- Alexei Schubnikow (1887–1970), Mathematiker und Physiker
- Wassili Schuchajew (1887–1973), Maler
- Nikolai Wawilow (1887–1943), Botaniker, Genetiker und Forschungsreisender

#### 1888
- Anatoli Alexandrow (1888–1982), Komponist
- Ossip Brik (1888–1945), Literaturkritiker
- Nikolai Bucharin (1888–1938), Politiker und marxistischer Wirtschaftstheoretiker
- Abram Efros (1888–1954), Kunstkritiker, Dichter und Übersetzer
- Natalja Krandijewskaja-Tolstaja (1888–1963), Lyrikerin
- Nikolai Ognew (1888–1938), Schriftsteller
- Marietta Schaginjan (1888–1982), sowjetische Schriftstellerin armenischer Abstammung
- Sonja Schlesin (1888–1956), südafrikanische Bürgerrechtlerin und Mitarbeiterin Mohandas Gandhis
- Iwan Sidorin (1888–1982), Metallurg, Metallkundler und Hochschullehrer
- Alexander N. Vyssotsky (1888–1973), Astronom

#### 1889
- Alexander Antonow (1889–1922), Bauernaufstands-Anführer
- Joseph N. Ermolieff (1889–1962), russischer Filmproduzent mit Karrieren im zaristischen Russland, in Westeuropa und in den Vereinigten Staaten
- Victor Kahn (1889–1971), französischer Schachspieler russischer Herkunft
- Vera Karalli (1889–1972), Tänzerin, Choreografin und Stummfilmschauspielerin
- Paul Karrer (1889–1971), Schweizer Chemiker und Nobelpreisträger
- Alissa Koonen (1889–1974), Schauspielerin
- Ljubow Popowa (1889–1924), Malerin, die zur Russischen Avantgarde zählte
- Boris Schirjaew (1889–1959), Dissident und Schriftsteller
- Wladimir Sokoloff (1889–1962), Filmschauspieler, ausgewandert nach Deutschland, später Frankreich und USA
- Wladimir Taganzew (1889–1921), Geograph und Hochschullehrer

#### 1890
- Mischa Bakaleinikoff (1890–1960), Filmkomponist
- Nikolai Bobrinski (1890–1964), Zoologe
- Moische Broderson (1890–1956), Schriftsteller
- Alexei Granowski (1890–1937), Theater- und Filmregisseur
- Konstantin Melnikow (1890–1974), Architekt, der zur Avantgarde der Konstruktivisten gezählt wird
- Boris Pasternak (1890–1960), Schriftsteller und Literaturnobelpreisträger
- Nikolai Trubetzkoy (1890–1938), Linguist und Ethnologe sowie der Begründer der Phonologie
- Assja Turgenieff (1890–1966), russisch-schweizerische Grafikerin, Glasschleiferin und Eurythmistin
- Wera Warsanofjewa (1890–1976), Geologin, Hochschullehrerin und Schriftstellerin

### 1891–1900

#### 1891
- Lilja Brik (1891–1978), Regisseurin und Bildhauerin
- Nikolai Dokutschajew (1891–1944), Architekt und Stadtplaner
- Martha Friedl-Meyer (1891–1962), Schweizer Chirurgin
- Nikolai Golowanow (1891–1953), Dirigent und Komponist
- Sergei Judin (1891–1954), Chirurg
- Nadeschda Krandijewskaja (1891–1963), Bildhauerin
- Wiktor Kulebakin (1891–1970), Elektroingenieur, Kybernetiker und Hochschullehrer
- Nikolai Sinesubow (1891–1956), Maler
- Robert Spies (1891–1982), deutscher Tennisspieler
- Sergei Wawilow (1891–1951), Physiker; Präsident der Sowjetischen Akademie der Wissenschaften von 1945 bis 1951

#### 1892
- Alexander Aljechin (1892–1946), Schachspieler und der 4. Schachweltmeister
- Georgi Asagarow (1892–1957), Filmregisseur und Schauspieler
- Wladimir Klimow (1892–1962), Konstrukteur von Flugzeugmotoren
- Dmitri Menschow (1892–1988), Mathematiker
- Sergei Obradowitsch (1892–1956), Schriftsteller
- Konstantin Paustowski (1892–1968), Schriftsteller und Journalist
- Maxim Sergijewski (1892–1946), Philologe
- Iwan Wesselowski (1892–1977), Ingenieur und Wissenschaftshistoriker
- Paul Wirz (1892–1955), Schweizer Ethnologe
- Marina Zwetajewa (1892–1941), Dichterin und Schriftstellerin

#### 1893
- Olga Baklanowa (1893–1974), Schauspielerin der späten Stummfilm- und frühen Tonfilmzeit
- Wiktor Balichin (1893–1953), Architekt
- Boris Beloussow (1893–1970), Chemiker und Biophysiker
- Arcady Boytler (1893–1965), Filmregisseur, Schauspieler, Filmproduzent und Drehbuchautor
- Wiktor Deni (1893–1946), Satiriker, Karikaturist und Plakatkünstler
- Sergei Efron (1893–1941), Dichter
- Wladimir Feldman (1893–1938), GPU-Offizier
- Nina Genke-Meller (1893–1954), ukrainisch-russische Künstlerin
- Serge Ivanoff (1893–1983), Maler
- Boris Ioganson (1893–1973), Maler und Hochschullehrer
- Andrei Minakow (1893–1954), Physiker und Hochschullehrer
- Sergei Protopopow (1893–1954), Komponist
- Boris Wwedenski (1893–1969), Physiker und Hochschullehrer

#### 1894
- Wladimir Engelhardt (1894–1984), Biochemiker
- Sergei Jewsejew (1894–1956), Komponist
- Nikolai Kolli (1894–1966), Architekt und Hochschullehrer
- Xenofont Kotscheschkow (1894–1978), Chemiker
- Julija Kun (1894–1980), Bildhauerin
- Wladimir Lidin (1894–1979), Schriftsteller, Bibliophiler und Literaturprofessor
- Michail Alexejewitsch Meandrow (1894–1946), Offizier
- Wassili Sarubin (1894–1972), Geheimdienstoffizier
- Anna Sbrujewa (1894–1965), Prähistorikerin
- Olga Schor (1894–1978), Kunsthistorikerin und Literaturwissenschaftlerin
- Wera Swjaginzewa (1894–1972), Dichterin und Übersetzerin
- Alexei Tschitscherin (1894–1960), Dichter und Futurist
- Anastassija Zwetajewa (1894–1993), Schriftstellerin

#### 1895
- Serafima Brjussowa (1895–1958), Neurochirurgin
- Sergei Golunski (1895–1962), Diplomat und Völkerrechtler
- Nikolai Grigorjew (1895–1938), Schachspieler und -Komponist
- Maria Korchinska (1895–1979), polnisch-russisch-britische Harfenistin
- Léonide Massine (1895–1979), Tänzer und Choreograf
- Wassili Netschajew (1895–1956), Komponist
- Fjodor Ozep (1895–1949), Regisseur und Drehbuchautor
- Dagmara Rauser-Tschernoussowa (1895–1996), Mikropaläontologin
- Nikolai Schatski (1895–1960), Geologe
- Walter Spies (1895–1942), deutscher Musiker und Maler
- Alexei Tscherjomuchin (1895–1958), Flugzeugkonstrukteur

#### 1896
- Tatjana Baryschewa (1896–1979), Theater- und Filmschauspielerin
- Nikolai Bernstein (1896–1966), Physiologe
- Nikolai Brujewitsch (1896–1987), Maschinenbauingenieur
- Roman Jakobson (1896–1982), Philologe, Linguist und Semiotiker
- Esfir Konjus (1896–1964), Kinderärztin, Hygienikerin und Hochschullehrerin
- Sophroni Sacharow (1896–1993), russisch-orthodoxer Archimandrit und Klostergründer
- Georg Sachs (1896–1960), deutscher und US-amerikanischer Metallurge
- Korneli Selinski (1896–1970), Literaturwissenschaftler und Publizist
- Elsa Triolet (1896–1970), russisch-französische Schriftstellerin und die Ehefrau von Louis Aragon
- Wladimir Vogel (1896–1984), Schweizer Komponist deutsch-russischer Herkunft

#### 1897
- Elena Liessner-Blomberg (1897–1978), Malerin, Grafikerin und Textilkünstlerin
- Nikolai Kotschergin (1897–1974), Grafiker und Buchillustrator
- Lili Körber (1897–1982), österreichische Schriftstellerin
- Wiktor Lasarew (1897–1976), Kunsthistoriker und Autor
- Leo Monosson (1897–1967), deutscher Schlagersänger der Weimarer Zeit
- Tatjana Strukowa (1897–1981), Theater- und Filmschauspielerin
- Wladimir Wachmistrow (1897–1972), Pilot und Luftfahrtingenieur
- Wassili Wolski (1897–1946), Generaloberst der Panzertruppen

#### 1898
- M. Agejew (1898–1973), Schriftsteller
- Alexander Antonow (1898–1962), Schauspieler
- Constantin Bakaleinikoff (1898–1966), Filmkomponist
- Wassili Kasin (1898–1981), Schriftsteller
- Alexei Kelberer (1898–1963), Schauspieler und Synchronsprecher
- Marija Knebel (1898–1985), Schauspielerin, Regisseurin und Hochschullehrerin
- Katarzyna Kobro (1898–1951), polnische Bildhauerin
- Marija Krawtschunowskaja (1898–1978), Schauspielerin
- Wassili Lebedew-Kumatsch (1898–1949), Liederdichter, Texter von Estrada-Schlagern, Satiriker und Autor von Film-Drehbüchern
- Wadim Schawrow (1898–1976), Flugzeugkonstrukteur
- Helena Timofejew-Ressowski (1898–1973), Genetikerin
- Boris Ottokar Unbegaun (1898–1973), Slawist

#### 1899
- Konstantin Bartaschewitsch (1899–1975), Schauspieler
- Nikolai Batalow (1899–1937), Schauspieler
- Eugene Berman (1899–1972), US-amerikanischer Maler
- Leo Borchard (1899–1945), Dirigent und kurzzeitiger Leiter der Berliner Philharmoniker
- Walentina Brumberg (1899–1975), Animationsfilmerin
- Jewgenija Bugoslawskaja (1899–1960), Astronomin und Hochschullehrerin
- Sophie-Carmen Eckhardt-Gramatté (1899–1974), Klavier- und Violinvirtuosin sowie Komponistin
- Leonid Leonow (1899–1994), Schriftsteller und Dramatiker
- Alexandra Panowa (1899–1981), Schauspielerin und Synchronsprecherin
- Erna Pomeranzewa (1899–1980), Folkloristin, Ethnographin und Hochschullehrerin
- Robert von Radetzky (1899–1989), deutscher Lyriker und Politiker
- Alexander Samoschkin (1899–1977), Künstler, Autor und Museumsdirektor
- Marija Sokolowa (1899–1981), Ikonenmalerin, Restauratorin und Nonne
- Leo Spies (1899–1965), deutscher Komponist und Dirigent
- Sergei Troizki (1899–1962), Theater- und Filmschauspieler sowie Theaterregisseur
- Boris Tschagin (1899–1987), Philosoph und Historiker
- Georg Witt (1899–1973), deutscher Filmproduzent

#### 1900
- Sinaida Brumberg (1900–1983), Animationsfilmerin
- Andrei Burow (1900–1957), Architekt und Hochschullehrer
- David Croll (1900–1991), kanadischer Anwalt, Offizier und Politiker
- Nikolai Erdman (1900–1970), Dramatiker
- Iwan Iwanow-Wano (1900–1987), Zeichentrickfilmregisseur, Drehbuchautor und künstlerischer Leiter
- Waldemar Klingelhöfer (1900–?/nach 1956), deutscher Opernsänger und SS-Sturmbannführer
- Bohdan Lachert (1900–1987), polnischer Architekt
- Nikolai Nekrassow (1900–1938), Esperanto-Schriftsteller und -Übersetzer
- Serge Poliakoff (1900–1969), Maler
- Michail Scharow (1900–1981), Schauspieler
- Maxim Schtrauch (1900–1974), Schauspieler
- Nikolai Timofejew-Ressowski (1900–1981), Genetiker
- Kazimierz Wiłkomirski (1900–1995), polnischer Komponist, Cellist, Dirigent und Musikpädagoge

## 20. Jahrhundert

### 1901–1910

#### 1901
- Alexander Andronow (1901–1952), Physiker
- Nina Bari (1901–1961), Mathematikerin
- Sergei Bernstein (1901–1958), Bauingenieur
- Sergei Danilin (1901–1978), Navigator
- Michail Dubinin (1901–1993), Chemiker
- Boris Ephrussi (1901–1979), russischstämmiger französischer Genetiker
- Elsa Fischer-Treyden (1901–1995), deutsch-russische Produktdesignerin
- Wladimir Geptner (1901–1975), Zoologe
- Peter Goullart (1901–1975), Reisender, Entdecker und Autor
- Tatjana Gsovsky (1901–1993), Balletttänzerin
- Wladimir Lugowskoi (1901–1957), Dichter
- Michail Matorin (1901–1976), Grafiker
- Pjotr Nowikow (1901–1975), Mathematiker
- Sergei Obraszow (1901–1992), Puppentheater-Künstler
- Marina Postnikowa-Lossewa (1901–1985), Kunsthistorikerin
- Wiktor Prosorowski (1901–1986), Gerichtsmediziner
- Wladimir Pyschnow (1901–1984), Aerodynamiker
- Juri Rumer (1901–1985), Physiker
- Sergei Sewerin (1901–1993), Biochemiker
- Julija Solnzewa (1901–1989), Filmschauspielerin und -regisseurin
- Boris Sterligow (1901–1971), Flugnavigator

#### 1902
- Anna Alichowa (1902–1989), Historikerin
- Michail Alpatow (1902–1986), Kunsthistoriker
- Boris Barnet (1902–1965), Filmregisseur, Schauspieler und Boxer
- Sergei Borodin (1902–1974), Schriftsteller
- Andrei Botschwar (1902–1984), Metallkundler und Hochschullehrer
- Boris Derjagin (1902–1994), Chemiker und Physiker
- Hermann Greife (1902–unbekannt), deutscher NS-Ostwissenschaftler und Autor
- Roman Jurjew-Lunz (1902–1985), Theater- und Filmschauspieler sowie Estrada-Künstler
- Iwan Katajew (1902–1937), Schriftsteller
- Alexandre Kojève (1902–1968), russisch-französischer Philosoph
- Sergei Konjus (1902–1988), Pianist und Komponist
- André Lanskoy (1902–1976), russisch-französischer Maler
- Wladimir Lindenberg (1902–1997), russisch-deutscher Arzt
- Josef Link (1902–1947), deutscher Maler, Zeichner und Grafiker
- Konrad Marc-Wogau (1902–1991), schwedischer Philosoph
- Tatjana Schtschapowa (1902–1954), Phykologin und Hochschullehrerin
- Andrei Schtschegljajew (1902–1970), Ingenieur und Hochschullehrer
- Boris Semenkow (1902–1963), Grafiker und Schriftsteller
- Wiktor Spizyn (1902–1988), Chemiker
- Nikolai Starostin (1902–1996), Fußball- und Eishockeyspieler, Fußballtrainer und -funktionär
- Konstantin Tschet (1902–1977), Kameramann
- Wladimir Vogel (1902–1929), Schauspieler
- Wsewolod Wedrow (1902–1983), Aerodynamiker und Hochschullehrer
- Michał Wiłkomirski (1902–1989), polnischer Geiger, Bratschist und Musikpädagoge

#### 1903
- Erwin Bockelmann (1903–1971), deutscher Mineralölindustrieller
- Otto Keppe (1903–1987), estnischer Architekt
- Alexander Kossarew (1903–1939), Parteifunktionär
- Alexei Leontjew (1903–1979), Psychologe
- Georgi Milljar (1903–1993), Schauspieler
- Boris Poplawski (1903–1935), Schriftsteller
- Madja Ruperti (1903–1981), Schweizer Malerin
- Pjotr Schdanow (1903–1949), Elektroingenieur und Hochschullehrer
- Paul Sheriff (1903–1960), britischer Artdirector und Szenenbildner
- Nikolai Alexandrowitsch Sokolow (1903–2000), Künstler, Mitglied der Gruppe Kukryniksy
- Wladimir Sutejew (1903–1993), Kinderbuchautor und Illustrator
- Pawel Tager (1903–1971), Erfinder im Bereich des Tonfilms
- Wladimir Wlassow (1903–1986), Komponist

#### 1904
- Michail Barschtsch (1904–1976), Architekt und Hochschullehrer
- Iwan Bobrow (1904–1952), Schauspieler
- Wassili Bokarew (1904–1966), Schauspieler
- Konstantin Fljorow (1904–1980)Paläontologe, Museumsleiter, Tierillustrator und Paläokünstler
- Igor Fomin (1904–1989), Architekt und Hochschullehrer
- Jewgenija Ginsburg (1904–1977), Historikerin
- Arcadius Rudolf Lang Gurland (1904–1979), deutscher Politikwissenschaftler
- Sinaida Jerschowa (1904–1995), Radiochemikerin
- Boris Kochno (1904–1990), Dichter, Tänzer und Librettist
- Wladimir Koslow (1904–1975), Chemiker
- Tatjana Peltzer (1904–1992), Schauspielerin
- Konstantin Poliwanow (1904–1983), Physiker
- Lidija Rjumina (1904–1982), Schauspielerin
- Robert Stupperich (1904–2003), deutscher evangelischer Theologe
- Maria Wiłkomirska (1904–1995), polnische Pianistin, Kammermusikerin und Musikpädagogin
- Alexander Zelikow (1904–1984), Metallurg, Umformtechniker und Hochschullehrer

#### 1905
- Iwan Artobolewski (1905–1977), Maschinenbauingenieur
- Lew Atamanow (1905–1981), sowjetisch-armenischer Trickfilmregisseur
- Peter Bendel (1905–1989), Maler
- Max H. Berling (1905–1999), deutscher Architekt
- Oleg Eiges (1905–1992), Komponist und Pianist
- Jelena Maximowa (1905–1986), Schauspielerin
- Nikolai Michailow (1905–1982), Ethnograph
- Konstantin Nemoljajew (1905–1965), Schauspieler
- Nikolai Pegow (1905–1991), sowjetischer Politiker (KPdSU)
- Lew Potjomkin (1905–1989), Theater- und Filmschauspieler
- Wiktor Saparin (1905–1970), Science-Fiction-Autor
- Fjodor Schaljapin (1905–1992), Schauspieler
- Andrei Smirnow (1905–1982), Politiker und Diplomat
- Daisy Spies (1905–2000), Tänzerin und Choreographin
- Heinrich Freiherr von Stackelberg (1905–1946), deutscher Ökonom
- Wadim Trapesnikow (1905–1994), Elektroingenieur, Kybernetiker und Hochschullehrer
- Serhij Wsechswjatskyj (1905–1984), Astronom und Hochschullehrer

#### 1906
- Boris Andrejew (1906–1987), Sportschütze
- Nikolai Artamonow (1906→1965), Raketeningenieur
- Nikolai Astrow (1906–1992), Chefkonstrukteur leichter sowjetischer Militärfahrzeuge
- Agnija Barto (1906–1981), Dichterin, Kinderbuch- und Drehbuchautorin
- Anatoli Beljajew (1906–1967), Metallurg
- Irina Iwanowa (1906–1987), Quartärforscherin und Paläontologin
- Alexander Jakowlew (1906–1989), Flugzeugkonstrukteur, Chefingenieur des Konstruktionsbüros Jakowlew
- Nikolai Lebedew (1906–1977), Schauspieler
- Klaus Mehnert (1906–1984), deutscher Professor für politische Wissenschaften und Publizist
- Vera Menchik (1906–1944), tschechisch-britische Schachspielerin; erste Schachweltmeisterin in der Geschichte
- Nikolai Michailow (1906–1982), Journalist, Diplomat und Politiker
- Georgi Popow (1906–1968), Politiker, Minister
- Pjotr Sawin (1906–1981), Schauspieler

#### 1907
- Wladimir Beloussow (1907–1990), Geologe
- Werner Bockelmann (1907–1968), deutscher Jurist und Politiker
- Sergei Dikowski (1907–1940), Schriftsteller
- Walentin Fabrikant (1907–1991), Physiker und Hochschullehrer
- Vital Gawronski (1907–1989), Schweizer Volkswirtschaftler und Publizist
- Wladimir Karpow (1907–1986), Chemiker, Technologe und Professor
- Wassili Markow (1907–1997), Theater- und Filmschauspieler sowie Schauspiellehrer
- Lew Oborin (1907–1974), Pianist
- Juri Pobedonoszew (1907–1973), Raketenkonstrukteur und Hochschullehrer
- Miliza Prochorowa (1907–1959), Landschaftsarchitektin
- Pjotr Raschewski (1907–1983), Mathematiker
- Hans-Wilhelm Scheidt (1907–?), deutscher Nationalsozialist
- Wiktor Schestakow (1907–1987), Mathematiker, Informatiker und Hochschullehrer
- Dmitri Sjornow (1907–1971), Physiker und Hochschullehrer
- Konstantin Wolkow (1907–?), Science-Fiction-Autor

#### 1908
- Wiktor Abakumow (1908–1954), Politiker und Generaloberst des MGB
- Alexei Arbusow (1908–1986), Dramatiker
- Victor Babin (1908–1972), russisch-amerikanischer Pianist und Komponist
- Dmitri Blochinzew (1908–1979), Physiker
- Michail Bondarjuk (1908–1969), Flugzeugtriebwerks- und Raketentriebwerkskonstrukteur
- Wladimir Efroimson (1908–1989), Genetiker
- Alexander Golitzen (1908–2005), US-amerikanischer Art-Director
- Anatoli Kubazki (1908–2001), Schauspieler
- Stefanija Kudrjawzewa (1908–1990), Agronomin
- Boris Leven (1908–1986), US-amerikanischer Artdirector und Szenenbildner
- Olga Menchik (1908–1944), tschechisch-britische Schachmeisterin
- Michail Muratow (1908–1982), Geologe
- Boris Polewoi (1908–1981), Schriftsteller und Journalist
- Lew Pontrjagin (1908–1988), Mathematiker
- Nikolai Rjumin (1908–1942), Schachmeister
- Boris Rybakow (1908–2001), Historiker und Archäologe
- Irina Saruzkaja (1908–1990), Geomorphologin, Kartografin und Hochschullehrerin
- Nikolai Schukow (1908–1973), Grafiker
- Michail Somow (1908–1973), Ozeanologe und Polarforscher

#### 1909
- Georgi Afanassjew (1909–1971), Schachkomponist
- Alexander Aljoschin (1909–1987), Theater- und Filmschauspieler sowie Estrada-Sänger
- Lew Arzimowitsch (1909–1973), Physiker
- Wladimir Barmin (1909–1993), Ingenieur
- Juri Dombrowski (1909–1978), Schriftsteller
- Wera Dulowa (1909–2000), Harfenistin und Hochschullehrerin
- Johannes Boris Gurewitsch (1909–1996), russisch-deutscher Maler, Grafiker und Wandgestalter
- Edward Hartwig (1909–2003), polnischer Fotograf
- Wiktor Iwanow (1909–1968), Plakatkünstler
- Anatoli Komarowski (1909–1955), Violinist
- Alexander Korotkow (1909–1961), Generalmajor des Auslandsnachrichtendienstes Ministerstwo Gosudarstwennoi Besopanosti (MGB)
- Anatoli Lewin (1909–1991), Luftfahrtingenieur
- Jewgenija Melnikowa (1909–2001), Schauspielerin
- Olga Rubzowa (1909–1994), Schachspielerin, fünffache Meisterin der Sowjetunion und Weltmeisterin (1956–1958)
- Michel Sarach (1909–2000), russisch-französischer Rechtsanwalt, Unternehmer, Herausgeber sowie Volkskundler der Karäer
- Wladimir Stockmann (1909–1968), Ozeanograph
- Alexander Ustinow (1909–1995), Fotograf, Fotojournalist und Autor
- Oleg Zinger (1909–1997), russisch-deutscher Maler, Graphiker und Illustrator

#### 1910
- Sergei Anochin (1910–1986), Testpilot
- Georgi Gause (1910–1986), Mikrobiologe
- Jewgeni Golubew (1910–1988), Komponist
- Juri Jelagin (1910–1987), Musiker und Schriftsteller
- Sussanna Karpatschowa (1910–1998), Chemikerin
- Vera Krafft (1910–2003), russisch-deutsche Malerin
- Pjotr Kropotkin (1910–1996), Geologe und Geophysiker
- Wiktor Maslow (1910–1977), Fußballspieler und -trainer
- Aleksejs Purkalns (1910–nach 1945), lettischer Fußballspieler
- Waldemar von Radetzky (1910–1990), deutsch-baltischer SS-Sturmbannführer
- Alfred Rammelmeyer (1910–1995), deutscher Slawist und Literaturwissenschaftler

### 1911–1920

#### 1911
- Yuri Arbatsky (1911–1963), staatenloser Komponist und Folklorist
- Nikolai Gorlow (1911–1989), Theater- und Filmschauspieler
- Gawriil Katschalin (1911–1995), Fußballspieler und -trainer
- Andor Lilienthal (1911–2010), Schachgroßmeister
- Alexei Ljapunow (1911–1973), Informatiker und Mathematiker
- Irena Malkiewicz (1911–2004), Theater- und Filmschauspielerin
- Wera Obolenskaja (1911–1944), Widerstandskämpferin in Frankreich
- Ernst Risch (1911–1988), Schweizer Indogermanist, Altphilologe und Fachdidaktiker der Alten Sprachen
- Natalja Semper (1911–1995), Schriftstellerin und Ägyptologin
- Olga Tajoschnaja (1911–2007), Bildhauerin
- Henri Troyat (1911–2007), französischer Schriftsteller und Intellektueller
- Wladimir Wafiadi (1911–1986), Physiker und Hochschullehrer
- Olga Wiklandt (1911–1995), Theater- und Filmschauspielerin

#### 1912
- Rudolf Alexander Agricola (1912–1990), deutscher Bildhauer
- Friedrich Beermann (1912–1975), deutscher General und Politiker
- Raissa Demenizkaja (1912–1997), Geologin und Geophysikerin
- Ariadna Efron (1912–1975), Übersetzerin und Malerin
- Anatoli Garanin (1912–1989 oder 1990 oder 1991), Fotograf
- Alexander Iwanow-Kramskoi (1912–1973), Gitarrist, Komponist, Dirigent und Musikpädagoge
- Nadeshda Ludwig (1912–1990), russischstämmige deutsche Slawistin
- Andreas Nabholz (1912–2005), Schweizer Veterinärmediziner
- Boris Pokrowski (1912–2009), Opernregisseur und Pädagoge
- Alexander Radunski (1912–1982), Balletttänzer und -meister
- Marina Raskowa (1912–1943), Pilotin im Zweiten Weltkrieg

#### 1913
- Boris Afanassjew (1913–1983), Eishockeytorwart und -trainer sowie Fußballspieler
- Lew Altschuler (1913–2003), Physiker
- Mejer Bokschtein (1913–1990), Mathematiker
- George Costakis (1913–1990), griechischer Kunstsammler
- Wenedikt Dschelepow (1913–1999), Physiker
- Alexander Ischlinski (1913–2003), Wissenschaftler-Mechaniker und Mathematiker
- Juri Jefremow (1913–1999), Geograph und Schriftsteller
- Wladimir Kirillin (1913–1999), Physiker und Hochschullehrer
- Josef Kölble (1913–1990), deutscher Verwaltungsjurist
- Julian Krein (1913–1996), Komponist, Pianist und Musikwissenschaftler
- Alexander Kusnezow (1913–1982), Schachkomponist
- Nikolai Latyschew (1913–1999), Fußballschiedsrichter
- Alexis Lichine (1913–1989), französischer Weinhändler und Autor
- Leonid Makarov (1913–1990), Tischtennisfunktionär
- Sergei Michalkow (1913–2009), Schriftsteller; Autor der Texte der russischen und der sowjetischen Hymne
- Alexandre Prigogine (1913–1991), belgischer Mineraloge und Ornithologe
- Lew Rahr (1913–1980), Publizist

#### 1914
- Alexander Argow (1914–1995), israelischer Komponist
- Georgi Babakin (1914–1971), Raumfahrtingenieur
- Boris Carmi (1914–2002), russisch-israelischer Fotograf
- Dominique Desanti (1914–2011), französische Journalistin und Schriftstellerin
- Nina Dychowitschnaja (1914–2006), Bauingenieurin
- Waleri Faminski (1914–1993), Fotograf
- Alexander Feklisow (1914–2007), Funktechniker und Offizier des NKWD
- Anatols Imermanis (1914–1998), lettischer Schriftsteller und Maler
- Jekaterina Katukowa (1914–2015), ZK-Stenotypistin, Feldscherin und Schriftstellerin
- Noor Inayat Khan (1914–1944), britische Widerstandskämpferin im Zweiten Weltkrieg
- Alexander Kitaigorodski (1914–1985), Physiker
- Kirill Kondraschin (1914–1981), Dirigent
- Natasha Kroll (1914–2004), russisch-britische Designerin
- Sergei Kulagin (1914–1981), Schauspieler
- Jewgeni Sergejew (1914–1997), Geologe und Hochschullehrer
- Wolodymyr Serhjejew (1914–2009), sowjetischer Raketenkonstrukteur
- Galina Tajoschnaja (1914–1982), Bildhauerin und Skirennläuferin
- George Michael Volkoff (1914–2000), kanadischer Physiker

#### 1915
- Andrei Bannikow (1915–1985), Zoologe und Naturschützer
- Wera Bulatowa (1915–2014), Architekturhistorikerin
- Jewgeni Dolmatowski (1915–1994), Dichter und Liedtexter
- Anatoli Dudorow (1915–1997), Schauspieler und Filmregisseur
- Michail Galanin (1915–2008), Physiker
- Nikolai Kotschetkow (1915–2005), Chemiker und Hochschullehrer
- Roman Padlewski (1915–1944), polnischer Komponist, Geiger, Pianist, Musikwissenschaftler und -kritiker
- Wladimir Pizek (1915–2000), Theater- und Filmschauspieler
- Igor Poletajew (1915–1983), Kybernetiker
- Tatjana Wlassowa (1915–2008), Geographin und Hochschullehrerin

#### 1916
- Aleksandrs Buhs (1916–vor 1945), lettischer Fußballspieler
- Aleksander Gieysztor (1916–1999), polnischer Historiker
- Witali Ginsburg (1916–2009), Physiker und Nobelpreisträger
- Nina Gorjunowa (1916–1971), Chemikerin und Hochschullehrerin
- Nikolai Peiko (1916–1995), Komponist
- Natalija Schwedowa (1916–2009), Linguistin und Hochschullehrerin
- Nina Sokolowa (1916–1995), Entomologin, Hydrobiologin und Hochschullehrerin
- Kyra Stromberg (1916–2006), deutsche freie Publizistin, Schriftstellerin und Übersetzerin
- Ada Tschechowa (1916–1966), deutsche Schauspielerin und Managerin russischer Herkunft
- Eugène „Genia“ Walaschek (1916–2007), Schweizer Fußballspieler
- Deba Wieland (1916–1992), deutsche Journalistin

#### 1917
- Michail Anikuschin (1917–1997), Bildhauer
- Urie Bronfenbrenner (1917–2005), US-amerikanischer Entwicklungspsychologe
- Sergei Fomin (1917–1975), Mathematiker
- Wadim Gippenreiter (1917–2016), Fotograf und Skiläufer
- Galina Grigorjewa (1917–1969), Theater- und Filmschauspielerin
- Georgi Gurewitsch (1917–1998), Schriftsteller
- Leonid Hurwicz (1917–2008), US-amerikanischer Ökonom und Nobelpreisträger
- Nikolai Korobow (1917–2004), Mathematiker
- Nikolai Koroljow (1917–1974), Boxer
- Lidija Koroljowa (1917–1999), Theater- und Filmschauspielerin sowie Synchronsprecherin
- Irina Kruglikowa (1917–2008), Althistorikerin, Prähistorikerin und Hochschullehrerin
- Nikita Moissejew (1917–2000), Mathematiker, Physiker und Hochschullehrer
- Ilya Prigogine (1917–2003), russisch-belgischer Physikochemiker, Philosoph und Nobelpreisträger
- Tatjana Rjabuschinskaja (1917–2000), Balletttänzerin
- Jewgeni Sababachin (1917–1984), Physiker
- Marina Sacharowa (1917–1998), Geologin, Geochemikerin und Hochschullehrerin
- Georgi Sazepin (1917–2010), Teilchen- und Astrophysiker
- George Zoritch (1917–2009), Tänzer

#### 1918
- Sara Doluchanowa (1918–2007), Kontraltistin
- Wiktor Filatow (1918–2009), Restaurator und Hochschullehrer
- Tatjana Kaschdan (1918–2009), Architektin und Architekturhistorikerin
- Wiktor Lasarew (1918–2007), Schauspieler
- Sergej Machonin (1918–1995), tschechoslowakischer Theaterkritiker, Literaturkritiker, Publizist und Redakteur, Dramaturg und Übersetzer
- Ira Oberberg (* 1918), deutsche Filmeditorin
- Raissa Orlowa-Kopelewa (1918–1989), Schriftstellerin und Amerikanistin
- Anatoli Tarassow (1918–1995), Eishockeyspieler und -trainer
- Victor Vicas (1918–1985), russisch-französischer Regisseur und Drehbuchautor
- Alexander Winogradow (1918–1988), Sportler, der sowohl Fußball als auch Eishockey spielte

#### 1919
- Jelena Kwitnizkaja (1919–1981), Architektin, Kunsthistorikerin und Hochschullehrerin
- Wladimir Naef (1919–2006), Schweizer Schachkomponist
- Anne Ancelin Schützenberger (1919–2018), französische Psychotherapeutin und Psychologin
- Wladimir Simagin (1919–1968), Schachspieler

#### 1920
- Konstantin Beskow (1920–2006), Fußballspieler und -trainer
- Wladimir Charitonow (1920–1981), Dichter und Liedermacher
- Karen Chatschaturjan (1920–2011), Komponist
- Andrei Faidysch-Krandijewski (1920–1967), Bildhauer
- Aharon Jariv (1920–1994), israelischer Politiker und General
- Lasar Karelin (1920–2005), Schriftsteller und Dramaturg
- Nikolai Kirsanow (1920–1999), Brückenbau-Ingenieur und Hochschullehrer
- Tatjana Makarowa (1920–1944), Bomberpilotin
- Anton Antonow-Owsejenko (1920–2013), Historiker und Dissident
- Leo Steinberg (1920–2011), US-amerikanischer Kunsthistoriker und Kunstkritiker
- Naum Wilenkin (1920–1991), Mathematiker
- Leonid Wladimirski (1920–2015), Illustrator

### 1921–1930

#### 1921
- Jewgeni Babitsch (1921–1972), Eishockeyspieler
- Alewtina Bilinkina (1921–1951), Vulkanologin und Geologin
- Boris Bunejew (1921–2015), Filmregisseur
- Arje Eliav (1921–2010), israelischer Politiker
- Lew Wladimirowitsch Ginsburg (1921–1980), Germanist, Schriftsteller und Übersetzer
- George Herrmann (1921–2007), US-amerikanischer Ingenieurwissenschaftler und Bauingenieur
- Wladimir Keilis-Borok (1921–2013), Geophysiker und Erdbebenforscher
- Alexei Komarow (1921–2013), Ruderer
- Alexander Kronrod (1921–1986), Mathematiker und Informatiker
- Lidija Litwjak (1921–1943), Jagdfliegerin im Zweiten Weltkrieg
- Dmitri Ochozimski (1921–2005), Physiker, Mathematiker und Hochschullehrer
- Juri Oserow (1921–2001), Filmregisseur
- Juri Parfionowitsch (1921–1990), Tibetologe
- Alexei Postnikow (1921–1995), Mathematiker
- Marina Ried (1921–1989), deutsch-russische Schauspielerin
- Wladimir Rodimuschkin (1921–1986), Ruderer
- Andrei Sacharow (1921–1989), Kernphysiker, Dissident und Nobelpreisträger
- Artjom Sergejew (1921–2008), Adoptivsohn von Josef Stalin und Generalmajor der Roten Armee.
- Wassili Smyslow (1921–2010), Schachgroßmeister und Bariton; siebter Schachweltmeister
- Wassili Stalin (1921–1962), General, Sohn von Josef Stalin
- Jewgeni Tschelyschew (1921–2020), Indologe und Hochschullehrer
- Anatoli Tschernjajew (1921–2017), sicherheitspolitischer Berater Michail Gorbatschows
- Alexander Tschudakow (1921–2001), Physiker
- Boris Wainschtein (1921–1996), Kristallograph
- Wiktor Wawilow (1921–1999), Physiker
- Wladimir Wolkow (1921–1986), Zehnkämpfer und Weitspringer

#### 1922
- Irina Antonowa (1922–2020), Kunsthistorikerin und Direktorin des Puschkin-Museums
- Irina Baldina (1922–2009), Malerin
- Boris Bunkin (1922–2007), Raketenkonstrukteur
- Wladimir Druschnikow (1922–1994), Theater- und Filmschauspieler sowie Synchronsprecher
- Wladimir Etusch (1922–2019), Theater und -Filmschauspieler
- Irina Gawitsch (1922–2006), Geologin und Hochschullehrerin
- Mark Grajew (1922–2017), Mathematiker
- Alexander Kazhdan (1922–1997), russisch-US-amerikanischer Byzantinist
- Marionella Koroljowa (1922–1942), Schauspielerin
- Sofja Miliband (1922–2017), Orientalistin und Bibliografin
- Gleb Rahr (1922–2006), Journalist und Kirchenhistoriker
- Lydia Roppolt (1922–1995), österreichische Malerin
- Iulian Rukawischnikow (1922–2000), Bildhauer
- Sigurd Schmidt (1922–2013), Historiker und Ethnograph
- Wladimir Serjogin (1922–1968), Testpilot

#### 1923
- Gleb Axelrod (1923–2003), Pianist und Musikpädagoge
- Spartak Beljajew (1923–2017), Physiker
- Wiktor Bontsch-Brujewitsch (1923–1987), Physiker und Hochschullehrer
- Nikolai Brandt (1923–2015), Festkörperphysiker und Hochschullehrer
- Jakow Estrin (1923–1987), Schachmeister und der 7. Fernschachweltmeister
- Kamill Frautschi (1923–1997), Violinist und Gitarrenpädagoge
- Oleg Golubizki (1923–1995), Theater- und Film-Schauspieler sowie Synchronsprecher
- Eduard Grigoljuk (1923–2005), Ingenieurwissenschaftler
- Tamara Jarenko (1923–2011), Theater- und Filmschauspielerin
- Gennadi Markow (1923–2018), Ethnologe
- Jakow Neistadt (1923–2023), Schachspieler
- Michail Perlman (1923–2002), Turner
- Georgi Salnikow (1923–2015), Komponist und Professor
- Tatjana Sawarenskaja (1923–2003), Architektin, Stadtplanerin, Architekturhistorikerin und Hochschullehrerin
- Nikolai Tarassow (1923–1994), Jurist, Diplomat und Völkerrechtler
- Lew Ustinow (1923–2009), Autor und Dramaturg
- Jan Vogeler (1923–2005), deutsch-sowjetischer Philosoph und Hochschullehrer
- Kim Yaroshevskaya (1923–2025), kanadische Schauspielerin, Autorin und Drehbuchautorin russischer Herkunft

#### 1924
- Anatoli Alexin (1924–2017), russisch-israelischer Schriftsteller, Lyriker und Dramatiker
- Nina Aljoschina (1924–2012), Architektin
- Mark Boguslawski (1924–2017), Rechtswissenschaftler
- Michail Bongard (1924–1971), Biophysiker und Kybernetiker
- Igor Borissow (1924–2003), Ruderer
- Rewol Bunin (1924–1976), Komponist
- Julija Drunina (1924–1991), Dichterin
- Wiktor Galizki (1924–1981), theoretischer Physiker
- Aaron Gurewitsch (1924–2006), Kulturwissenschaftler und Mediävist
- Sergei Jablonski (1924–1998), Mathematiker und Kybernetiker
- Wjatscheslaw Keworkow (1923–2017), „back channel“ für den direkten Kontakt zwischen der Führung der Sowjetunion und der Bundesrepublik Deutschland
- Wiktor Kirillow-Ugrjumow (1924–2007), Kernphysiker und Hochschullehrer
- Juri Klimontowitsch (1924–2002), Physiker
- Jelisaweta Klutschewskaja (1924–2000), Malerin
- Pawel Kondratjew (1924–1984), Schachspieler und -trainer
- Tatjana Liosnowa (1924–2011), Filmregisseurin
- Tatjana Lipatowa (* 1924), Chemikerin und Hochschullehrerin
- Bulat Okudschawa (1924–1997), Dichter und Chansonnier
- Juri Orlow (1924–2020), Physiker
- Wladimir Ostrogorski (1924–2017), Journalist, Redakteur und Publizist
- Irina Poplawskaja (1924–2012), sowjetische bzw. russische Schauspielerin, Filmregisseurin, Drehbuchautorin, Hochschullehrerin und Schriftstellerin
- Lew Skornjakow (1924–1989), Mathematiker
- Nikolai Sologubow (1924–1988), Eishockeyspieler
- Wladimir Weisberg (1924–1985), Maler
- Michail Zetlin (1924–1966), Mathematiker, Biophysiker und Kybernetiker

#### 1925
- Irina Archipowa (1925–2010), Opernsängerin
- Olga Arossewa (1925–2013), Schauspielerin
- Wiktor Awdjuschko (1925–1975), Schauspieler
- Leonid Berlin (1925–2001), Bildhauer und Grafiker
- Wladimir Boltjanski (1925–2019), Mathematiker
- Juli Daniel (1925–1988), Schriftsteller und Übersetzer
- Wjatscheslaw Daschitschew (1925–2016), Politologe und Historiker
- Alexei Guryschew (1925–1983), Eishockeyspieler
- Wladimir Kontschiz (1925–2001), Generaloberst
- Wladimir Krjukow (* 1925), Ruderer
- Jelena Ljubimowa (1925–1985), Geologin und Geophysikerin
- Inna Ljutomskaja (* 1925), Architektin
- Genrich Nowoschilow (1925–2019), Flugzeugkonstrukteur, Doktoringenieur und Professor
- Maja Plissezkaja (1925–2015), Balletttänzerin und Choreografin
- Juras Požela (1925–2014), russisch-litauischer Physiker
- Margarita Scharowa (1925–2019), Schauspielerin
- Juri Sergejew (1925–2024), Eisschnellläufer
- Andrei Sinjawski (1925–1997), Schriftsteller, Literaturhistoriker und Literaturkritiker
- Juri Trifonow (1925–1981), Schriftsteller
- Boris Tschaikowski (1925–1996), Komponist
- Tatjana Tschwiljowa (1925–2000), Mineralogin, Petrografin und Petrologin
- Alexei Tupolew (1925–2001), Flugzeugkonstrukteur
- Wiktor Uralski (1925–2009), Theater- und Filmschauspieler
- Konstantin Wanschenkin (1925–2012), Dichter

#### 1926
- Swetlana Allilujewa (1926–2011), Tochter von Josef Stalin
- Anatoli Baranzew (1926–1992), Theater- und Filmschauspieler, Schauspiellehrer und Synchronsprecher
- Jekaterina Derewschtschikowa (1926–2006), Film- und Theaterschauspielerin
- Lew Djomin (1926–1998), Kosmonaut
- Wladimir Feinberg (1926–2010), Physiker
- Wladimir Fjodorow (1926–1992), Bildhauer
- Andrei Gaponow-Grechow (1926–2022), Physiker und Hochschullehrer
- Boris Joffe (1926–2022), Physiker
- Georgi Katys (1926–2017), Kosmonautenanwärter
- David Kirschniz (1926–1998), Physiker
- Jewgeni Leonow (1926–1994), Schauspieler, Volkskünstler der UdSSR
- Jewgeni Ljadin (1926–2011), Fußballtrainer und -spieler
- Sergei Polikanow (1926–1994), Physiker
- Jewgeni Samsonow (1926–2014), sowjetischer Ruderer, Olympiazweiter und russischer Rudertrainer
- Galina Schirmunskaja (1926–2010), Architektin
- Raphael Shapiro (1926–1993), sowjetisch-israelischer Ingenieur und Erfinder
- Esteban Volkov (1926–2023), mexikanischer Chemiker und Enkel des russischen Revolutionärs Leo Trotzki (1879–1940)
- Alexander Wokatsch (1926–1989), Theater-, Filmschauspieler, Theaterregisseur, Verdienter Künstler und Volkskünstler der RSFSR

#### 1927
- Grigori Barenblatt (1927–2018), Mathematiker
- Oleg Bogomolow (1927–2015), Wirtschaftswissenschaftler
- Leonid Bogdanow (1927–2021), Säbelfechter
- Felix Browder (1927–2016), US-amerikanischer Mathematiker
- Wsewolod Burzew (1927–2005), Computerarchitekt
- Michail Genin (1927–2003), Schriftsteller, Satiriker, Humorist und Denker
- Boris Gostew (1927–2015), sowjetischer Finanzminister (1985–1989)
- Wladimir Iljuschin (1927–2010), Testpilot
- Oleg Jefremow (1927–2000), Schauspieler und Theaterregisseur
- Friedrich Karpelewitsch (1927–2000), Mathematiker
- Juri Kasakow (1927–1982), Schriftsteller
- Wladimir Komarow (1927–1967), Kosmonaut, der erste Mensch, der bei einer Weltraummission starb
- Lidija Krassawina (* 1927), Finanzökonomin und Hochschullehrerin
- Lidija Maiorowa (1927–2008), Grafikerin und Graveurin
- Jewgeni Morgunow (1927–1999), Schauspieler, Autor, Regisseur und Produzent
- Stanislaw Neuhaus (1927–1980), Pianist
- Tamara Nossowa (1927–2007), Theater- und Filmschauspielerin
- Jelena Ossipowa (1927–2018), Philosophin und Hochschullehrerin
- Timir Pinegin (1927–2013), Sportsegler und Olympiasieger 1960
- Wladimir Ritus (* 1927), Physiker
- Wadim Sagladin (1927–2006), Politikwissenschaftler, Berater Gorbatschows
- Robert Tschumak (1927–1984), Schauspieler und Synchronsprecher

#### 1928
- Alexei Abrikossow (1928–2017), Physiker und Nobelpreisträger
- Rimma Aldonina (* 1928), Architektin, Städtebauerin, Schriftstellerin und Dichterin
- Lew Barkow (1928–2013), Physiker und Hochschullehrer
- Galina Bykowa (1928–2017), Restauratorin
- Alexander Gorschkow (1928–1993), Speerwerfer
- Juri Jakowlew (1928–2013), Schauspieler
- Wera Jurassowa (1928–2023), Physikerin und Hochschullehrerin
- Juri Kagan (1928–2019), Theoretischer Physiker und Hochschullehrer
- Pawel Kasakow (1928–2012), Fußballschiedsrichter
- Boris Kusnezow (1928–1999), Fußballspieler und Olympiasieger 1956
- Galina Minaitschewa (1928–2025), Turnerin und dreifache Olympiasiegerin 1952
- Anahit Perichanjan (1928–2012), Historikerin, Iranistin und Hochschullehrerin
- Nikolai Portugalow (1928–2008), Journalist und Politiker
- Olga Rossolimo (1928–2015), Mammalogin
- Juri Safronow (1928–2001), Autor
- Dmitri Schirkow (1928–2016), Physiker
- Alexander Silajew (1928–2005), Kanute
- Wladimir Sokolow (1928–1998), Biologe
- Jewgeni Swetlanow (1928–2002), Dirigent, Komponist und Pianist
- Wladimir Toporow (1928–2005), Sprach- und Religionswissenschaftler
- Wiktor Werschinin (1928–1989), Radrennfahrer
- Semjon Wilenski (1928–2016), Schriftsteller
- Witali Wygodski (1928–1998), Ökonom

#### 1929
- Jewgeni Ambarzumow (1929–2010), Politiker und Diplomat
- Wladimir Antoschin (1929–1994), Schachgroßmeister
- Jewgeni Brago (1929–2024), Ruderer
- Fjodor Bunkin (1929–2016), Physiker
- Wladimir Bytschkow (1929–2004), Filmregisseur
- Jewgeni Fedossow (* 1929), Kybernetiker und Hochschullehrer
- Sergei Godunow (1929–2023), Mathematiker
- Lew Gorkow (1929–2016), Physiker
- Wera Gornostajewa (1929–2015), Pianistin und Klavierpädagogin
- Wjatscheslaw Iwanow (1929–2017), Philologe und Indogermanist
- Lew Jaschin (1929–1990), Fußball- und Eishockeytorwart
- Gerta Kandaurowa (1929–2013), Physikerin und Hochschullehrerin
- Nikolai Karpow (1929–2013), Eishockeyspieler und -trainer
- Julij Krelin (1929–2006), Schriftsteller und Chirurg
- Kiwa Maidanik (1929–2006), Historiker und Politologe
- Sergo Mikojan (1929–2010), Historiker armenischer Abstammung
- Ilja Pjatetskij-Shapiro (1929–2009), israelischer Mathematiker
- Juri Prochorow (1929–2013), Mathematiker
- Juri Prokoschkin (1929–1997), Elementarteilchenphysiker und Hochschullehrer
- Irina Russanowa (1929–1998), Archäologin
- Ljudmila Sokolowa (1929–2015), Fernsehmoderatorin und Schauspielerin
- Alexandra Superanskaja (1929–2013), Sprachwissenschaftlerin
- Ljudmila Sykina (1929–2009), Volksmusik-Sängerin
- Irina Tokmakowa (1929–2018), Dichterin, Kinderbuchautorin, Übersetzerin und Drehbuchautorin
- Dmitri Ukolow (1929–1992), Eishockeyspieler
- Lew Zypurski (1929–1985), Radrennfahrer

#### 1930
- Leonid Abalkin (1930–2011), Ökonom
- Wladimir Andrejew (1930–2020), Theater- und Filmschauspieler, Theaterregisseur, künstlerischer Leiter und Schauspiellehrer
- Juri Apressjan (1930–2024), Linguist und Lexikograph
- Anatoli Bulakow (1930–1994), Boxer
- Wassili Dawydow (1930–1998), Psychologe
- Aharon Dolgopolsky (1930–2012), israelischer Linguist
- Natan Ejdelman (1930–1989), Schriftsteller und Historiker
- Natalija Filippowa (1930–2018), Acarologin und Parasitologin
- Julija Gippenreiter (* 1930), Psychologin
- Juri Gololobow (1930–2015), Chemiker
- Alexander Gurewitsch (1930–2023), Plasmaphysiker
- Jegor Jakowlew (1930–2005), Journalist und Schriftsteller
- Wsewolod Jegorow (1930–2001), Physiker, Mathematiker und Hochschullehrer
- Alexander Juschkewitsch (1930–2012), Mathematiker
- Anatoli Kalaschnikow (1930–2007), Graphikkünstler
- Nadeschda Kalugina (1930–1990), Dipterologin
- Nikolai Karetnikow (1930–1994), Komponist
- Juri Kopylow (1930–1998), Eishockeyspieler
- Jewgeni Korolkow (1930–2014), Boden- und Geräteturner
- Anatoli Kusnezow (1930–2014), Schauspieler
- Lew Kusnezow (1930–2015), Säbelfechter
- Tatjana Makarowa (1930–2009), Mediävistin
- Jewgeni Malinin (1930–2001), Dirigent, Musikpädagoge und Geiger
- Anatoli Masljonkin (1930–1988), Fußballspieler und Olympiasieger 1956
- Wiktor Maslow (1930–2023), Mathematiker und mathematischer Physiker
- Wladimir Maximow (1930–1995), Schriftsteller und Dissident
- Igor Netto (1930–1999), Fußballspieler und Olympiasieger 1956
- Juri Plechanow (1930–2002), Geheimdienstmitarbeiter
- Oleg Popow (1930–2016), Clown und Pantomime
- Nikolai Putschkow (1930–2005), Nationaltorhüter im Eishockey
- Michal Reiman (1930–2023), tschechischer Politologe und Historiker
- Wladimir Ryschkin (1930–2011), Fußballspieler und Olympiasieger 1956
- Boris Ryzarew (1930–1995), Filmregisseur und Drehbuchautor
- Jewgenija Sidorowa (1930–2005), Skirennläuferin
- Juri Slotnikow (1930–2016), Maler
- Galina Smirnizkaja (* 1930), Physikerin und Hochschullehrerin
- Boris Stepanow (1930–2007), Boxer
- Wladimir Stogow (1930–2005), Gewichtheber
- Ruslan Stratonowitsch (1930–1997), Physiker und Wahrscheinlichkeitstheoretiker
- Wiktor Tichonow (1930–2014), Eishockeytrainer und -spieler
- Jewgeni Tscherkassow (1930–2013), Sportschütze
- Wladimir Uspenski (1930–2018), Mathematiker
- Anatoli Wedjakow (1930–2009), Geher

### 1931–1940

#### 1931
- Natalja Alijewa (1931–2015), Austronesistin
- Felix Beresin (1931–1980), Mathematiker und Physiker
- Alexander Borowkow (* 1931), Mathematiker
- Wladimir Braginski (1931–2016), Physiker und Hochschullehrer
- Emmanuil Brawerman (1931–1977), Mathematiker, Kybernetiker, Informatiker und Hochschullehrer
- Igor Dsjaloschinski (1931–2021), Physiker
- Lew Durow (1931–2015), Schauspieler, Theaterregisseur und Volkskünstler der UdSSR
- Leonid Gissen (1931–2005), Ruderer
- Renita Grigorjewa (1931–2021), Filmregisseurin, Drehbuchautorin, Filmschauspielerin und Schriftstellerin
- Boris Gurewitsch (1931–1995), Ringer und Olympiasieger 1952
- Anatoli Iljin (1931–2016), Fußballspieler und Olympiasieger 1956
- Emma Jefimowa (1931–2004), Florettfechterin
- Andrei Jerschow (1931–1988), sowjetischer Informatiker
- Nikolai Kamenski (1931–2017), Skispringer
- Leonid Keldysch (1931–2016), Physiker
- Jelena Kusmina (1931–2013), Archäologin
- Alfred Kutschewski (1931–2000), Eishockeyspieler
- Lija Lewitskaja (1931–2009), Turkologin
- Robert Merkulow (1931–2022), Eisschnellläufer
- Mark Midler (1931–2012), Fechter und Fechttrainer; Olympiasieger 1960 und 1964
- Robert Minlos (1931–2018), Mathematiker
- Wiktor Nikiforow (1931–1989), Eishockeyspieler und -trainer
- Juri Nikulin (1931–1988), Hammerwerfer
- Juri Ossipjan (1931–2008), Festkörperphysiker und Hochschullehrer
- Nikita Plaksin (* 1931), Schachkomponist
- Jewgeni Romankewitsch (* 1931), Geophysiker und Meeresforscher
- Gennadi Roschdestwenski (1931–2018), Dirigent
- Inessa Scharowa (1931–2021), Entomologin und Hochschullehrerin
- Galina Sdasjuk (1931–2024), Humangeographin
- Georgi Semjonow (1931–1992), Schriftsteller
- Julian Semjonow (1931–1993), Schriftsteller und Drehbuchautor
- Anatoli Swerew (1931–1986), Maler
- Alexander Tschubarjan (* 1931), Historiker und Wissenschaftsfunktionär
- Arkadi Wainer (1931–2005), Kriminalschriftsteller
- Anatoli Wituschkin (1931–2004), Mathematiker
- Wiktor Zarjow (1931–2017), Fußballspieler und -trainer
- Wladimir Zimmerling (1931–2017), Bildhauer

#### 1932
- Alexander Askoldow (1932–2018), Filmregisseur und Schriftsteller
- Alexander Beljawski (1932–2012), Schauspieler
- Swetlana Bersina (1932–2012), Afrikanistin
- Alexei Dessjattschikow (1932–2018), Langstreckenläufer
- Natalja Dontschenko (1932–2022), Eisschnellläuferin
- Fjodor Druschinin (1932–2007), Bratschist und Komponist
- Alla Gerber (* 1932), Politikerin, Journalistin und Filmkritikerin
- Anatoli Issajew (1932–2016), Fußballspieler und Olympiasieger 1956
- Nikolai Kardaschow (1932–2019), Astrophysiker und Vorstand des Space Research Institute der Russischen Akademie der Wissenschaften in Moskau
- Maja Kristalinskaja (1932–1985), Popsängerin
- Oleg Krochin (1932–2022), Physiker
- Wjatscheslaw Kurennoi (1932–1992), Wasserballspieler
- Michail Lawrentjew (1932–2010), Mathematiker
- Nikolai Nekrassow (1932–2012), Dirigent und Hochschullehrer
- Michail Ogonkow (1932–1979), Fußballspieler und Olympiasieger 1956
- Juri Parijski (1932–2021), Astronom
- Galina Popowa (1932–2017), Sprinterin und Weitspringerin
- Dmitri Pospelow (1932–2019), Kybernetiker, Informatiker und Hochschullehrer
- Michail Schatrow (1932–2010), Dramatiker
- Rodion Schtschedrin (* 1932), Komponist und Pianist
- Wladimir Tartakowski (* 1932), Chemiker
- Walentin Tschikin (* 1932), Journalist und Politiker
- Bella Wainberg (1932–2010), Prähistorikerin und Archäologin
- Wiktor Wasjulin (1932–2012), Philosoph
- Wladimir Wetrow (1932–1985), für die NATO spionierender KGB-Offizier, Oberstleutnant des Ersten Direktorats des KGB

#### 1933
- Michail Agurski (1933–1991), Ingenieur, Kybernetiker, Publizist und Hochschullehrer
- Galina Andrejewa (1933–2016), Dichterin
- Juri Baulin (1933–2006), Eishockeyspieler
- Boris Beljajew (* 1933), Kugelstoßer
- Oleg Bessow (* 1933), Physiker
- Dmitri Bilenkin (1933–1987), Geochemiker und Schriftsteller
- Walentin Bubukin (1933–2008), Fußballspieler
- Leokadija Drobischewa (1933–2021), Ethnosoziologin und Hochschullehrerin
- Juri Druschnikow (1933–2008), Schriftsteller, Journalist und Dissident
- Semjon Farada (1933–2009), Schauspieler
- Jelena Gortschakowa (1933–2002), Speerwerferin
- Alexei Jablokow (1933–2017), Biologe und Umweltpolitiker
- Elmira Krylatych (* 1933), Agrarökonomin und Hochschullehrerin
- Igor Kwascha (1933–2012), Schauspieler
- Stanislaw Ljubschin (* 1933), Schauspieler
- Konstantin Loktew (1933–1996), Eishockeyspieler
- Michail Marow (1933–2023), Astronom
- Alexander Mitta (1933–2025), Filmregisseur
- Marija Pissarewa (1933–2023), Leichtathletin
- Walentina Ponomarjowa (1933–2023), Kosmonautenanwärterin
- Kira Powarowa (* 1933), Materialwissenschaftlerin und Hochschullehrerin
- Alexander Priwalow (1933–2021), Biathlet
- Mark Sacharow (1933–2019), Film- und Theaterregisseur sowie Drehbuchautor
- Boris Tatuschin (1933–1998), Fußballspieler und Olympiasieger 1956
- Leonid Tschertkow (1933–2000), Dichter, Prosaschriftsteller, Literaturwissenschaftler und Übersetzer
- Juri Tschesnokow (1933–2010), Volleyballspieler, -trainer und -funktionär
- Sina Walden (1933–2024), deutsche Fernseh- und Buchautorin, Übersetzerin sowie Tierrechtsaktivistin
- Jewgeni Wassjukow (1933–2018), Schachgroßmeister
- Galina Woltschek (1933–2019), Theater- und Filmschauspielerin sowie Theaterregisseurin
- Andrei Wosnessenski (1933–2010), Dichter und Schriftsteller

#### 1934
- Nikolai Bachwalow (1934–2005), Mathematiker
- Boris Batanow (1934–2004), Fußballspieler
- Oleg Bogatikow (1934–2022), Geologe
- Kir Bulytschow (1934–2003), Schriftsteller
- Wladimir Daschkewitsch (* 1934), Komponist
- Natalja Durowa (1934–2007), Artistin, Dompteurin und Schriftstellerin
- Georgi Garanjan (1934–2010), Jazz-Altsaxophonist, Bandleader und Komponist
- Wladimir Grigorjew (1934–1999), Science-Fiction-Autor
- Walentin Iwanow (1934–2011), Fußballspieler, -trainer und Olympiasieger 1956
- Gleb Jakunin (1934–2014), radikaldemokratischer Dissident
- Witali Kowalenko (* 1934), Volleyballspieler
- Sawelij Kramarow (1934–1995), sowjetisch-amerikanischer Filmschauspieler sowie Verdienter Künstler der RSFSR
- Andrei Krassulin (* 1934), Maler und Bildhauer
- Wassili Lanowoi (1934–2021), Theater- und Filmschauspieler
- Otto Lazis (1934–2005), Journalist
- Juri Owtschinnikow (1934–1988), Biochemiker
- Nikolai Platé (1934–2007), Chemiker, Polymerchemiker und Hochschullehrer
- Antonina Ryschowa (1934–2020), Volleyballspielerin
- Alexander Schirwindt (1934–2024), Schauspieler und Regisseur
- Michail Studenezki (1934–2021), Basketballspieler
- Wladimir Tichomirow (* 1934), Mathematiker

#### 1935
- Irina Asisjan (1935–2009), Kunsthistorikerin, Architektin und Malerin
- Marietta Boiko (* 1935), Literatur- und Kulturwissenschaftlerin
- Viktor Brailovsky (* 1935), israelischer Politiker
- Wladimir Breschnew (1935–1996), Eishockeyspieler
- Sergei Chruschtschow (1935–2020), russisch-US-amerikanischer Raumfahrtingenieur und Politikwissenschaftler
- Swetlana Druschinina (* 1935), Filmschauspielerin, Filmregisseurin, Drehbuchautorin und Filmproduzentin
- Juri Entin (* 1935), Lyriker, Lieddichter, Drehbuchautor und Schriftsteller
- Filaret (1935–2021), Metropolit von Minsk und Sluzk, Ökumeniker und Friedensaktivist
- Wsewolod Gantmacher (1935–2015), Physiker und Hochschullehrer
- Georgi Golizyn (* 1935), Physiker und Hochschullehrer
- Jewgeni Golod (1935–2018), Mathematiker
- Leonid Jengibarow (1935–1972), armenischer und sowjetischer Schauspieler, Clown und Pantomime
- Karen Karagesjan (1935–2025), Journalist, Übersetzer und Schriftsteller
- Alexei Koslow (* 1935), Jazz-Saxophonist
- Alexander Lemanski (1935–2007), Raketenkonstrukteur
- Wassili Liwanow (* 1935), Schauspieler
- Alexander Men (1935–1990), russisch-orthodoxer Religionsphilosoph, Priester und Dissident
- Igor Nowikow (* 1935), Astrophysiker und Kosmologe
- Galina Ogurejewa (* 1935), Biogeographin, Geobotanikerin und Hochschullehrerin
- Andrei Salisnjak (1935–2017), Linguist und Hochschullehrer
- Anatoli Sass (1935–2023), Ruderer und Olympiasieger
- Natalija Schachowskaja (1935–2017), Cellistin und Hochschullehrerin
- Leonid Schebarschin (1935–2012), sowjetischer Agent, vom 22. bis 23. August 1991 Vorsitzender des KGB
- Jakow Sinai (* 1935), Mathematiker
- Wladimir Skulatschow (1935–2023), Biochemiker und Hochschullehrer
- Wera Terechowa (1935–2017), Finanzökonomikerin und Hochschullehrerin
- Wiktor Tschischikow (1935–2020), Illustrator und Designer
- Iwan Tschuikow (1935–2020), Maler
- Natalija Turowa (1935–2012), Chemikerin, Physikochemikerin und Hochschullehrerin
- Jewgeni Welichow (1935–2024), Physiker und Hochschullehrer
- Jakow Wladimirow (* 1935), Schachkomponist
- Wladislaw Wolkow (1935–1971), Kosmonaut

#### 1936
- Dilbar Abdurahmonova (1936–2018), russisch-usbekische Violinistin und Dirigentin
- Wiktor Agejew (1936–2023), Wasserballspieler
- Dmitri Anossow (1936–2014), Mathematiker
- Alla Demidowa (* 1936), Theater- und Filmschauspielerin
- Lew Fjodorow (1936–2017), Chemiker
- Oleg Fjodossejew (1936–2001), Weit- und Dreispringer
- Galina Gaida (* 1936), Sprinterin
- Alexander Ginsburg (1936–2002), Journalist, Schriftsteller, Herausgeber und Bürgerrechtler
- Natalja Gorbanewskaja (1936–2013), Dichterin, Übersetzerin, Menschenrechtlerin
- Alexander Granberg (1936–2010), Wirtschaftswissenschaftler, Professor, Mitglied der Sowjetischen bzw. Russischen Akademie der Wissenschaften
- Olga Gruschko (* 1936), Metallurgin und Materialwissenschaftlerin
- Juli Kim (* 1936), Dichter, Komponist, Dramatiker, Drehbuchautor und Barde
- Lija Kogarko (* 1936), Geochemikerin und Petrologin
- Irina Krutikowa (1936–2025), Modedesignerin und Künstlerin
- Leonid Kurawljow (1936–2022), Filmschauspieler
- Juri Luschkow (1936–2019), Politiker und Oberbürgermeister von Moskau (1992–2010)
- Inessa Minejewa (1936–2013), Geochemikerin
- Wiktorija Pelsche (* 1936), Bildhauerin und Porzellanbildnerin
- Gawriil Popow (* 1936), Ökonom und Oberbürgermeister Moskaus (1991–1992)
- Juri Popow (1936–2016), Paläoentomologe und Entomologe
- Edward Radsinski (* 1936), Fernsehjournalist und Historiker
- Alexander Roschal (1936–2007), Schachjournalist
- Natalija Ryndina (1936–2022), Prähistorikerin, Metallkundlerin und Hochschullehrerin
- Karol Sauerland (* 1936), polnischer Germanist und Philosoph
- Nikolai Schamow (* 1936), Skispringer
- Nikolai Schmeljow (1936–2014), Wirtschaftswissenschaftler und Schriftsteller
- Michail Selikin (* 1936), Mathematiker
- Robert Suris (1936–2024), Festkörperphysiker und Hochschullehrer
- Wladislaw Timofejew (1936–2023), Festkörperphysiker und Hochschullehrer
- Natalja Tschlenowa (1936–2009), Prähistorikerin und Archäologin
- Juri Tschurbanow (1936–2013), General und Politiker
- Inga Woronina (1936–1966), Eisschnellläuferin

#### 1937
- Bella Achmadulina (1937–2010), Dichterin, Übersetzerin und Essayistin
- Weniamin Alexandrow (1937–1991), Eishockeyspieler
- Wiada Arutjunowa-Fidanjan (* 1937), Byzantinistin, Armenologin und Kaukasiologin
- Sergei Awerinzew (1937–2004), Literaturwissenschaftler
- Anton Bebler (* 1937), slowenischer Politikwissenschaftler
- Nina Beilina (1937–2018), Violinistin
- Tatjana Cheraskowa (* 1937), Geologin und Hochschullehrerin
- Wjatscheslaw Chrynin (1937–2021), Basketballspieler
- Mikaela Drosdowskaja (1937–1978), Schauspielerin und Synchronsprecherin
- Juli Fait (1937–2022), Filmregisseur
- Juri Falin (1937–2003), Fußballspieler
- Jewgeni Feofanow (1937–2000), Boxer und Bronzemedaillengewinner der Olympischen Spiele 1960
- Peter Franken (1937–1989), deutscher Mathematiker und Hochschullehrer
- Semjon Gindikin (* 1937), Mathematiker
- Oleg Grigorjew (* 1937), Boxer; Olympiasieger 1960
- Alla Grjasnowa (* 1937), Ökonomin und Hochschullehrerin
- Jewgeni Groschew (1937–2013), Eishockeyspieler
- Alexander Gurstein (1937–2020), Astronom, Astrometriker, Archäoastronom und Hochschullehrer
- Gennadi Gussarow (1937–2014), Fußballspieler
- Lidija Iwanowa (* 1937), Turnerin
- Wiktor Jakuschew (1937–2001), Eishockeyspieler
- Juri Jefremow (1937–2019), Astronom
- Boris Jegorow (1937–1994), Kosmonaut und Arzt
- Tamara Jewplowa (* 1937), Florettfechterin und Weltmeisterin
- Wladimir Kadyschewski (1937–2014), theoretischer Physiker, Kernphysiker und Hochschullehrer
- Said Kjamilew (* 1937), Arabist und Orientalist
- Juri Kopajew (1937–2012), Physiker und Hochschullehrer
- Jelena Koroljowa (1937–2008), Schauspielerin
- Wadim Kusmin (1937–2015), theoretischer Physiker
- Walentina Kusnezowa (1937–2010), Funktechnikerin und Polarforscherin
- Wladimir Liberson (1937–1996), sowjetisch-israelischer Schachgroßmeister
- Bruno Mahlow junior (1937–2023), deutscher Politiker (SED/PDS/Die Linke) und Diplomat der DDR
- Umjar Mawlichanow (1937–1999), Säbelfechter, zweimaliger Olympiasieger
- Alexander Medakin (1937–1993), Fußballspieler
- Andrei Michalkow-Kontschalowski (* 1937), Theater- und Filmregisseur
- Boris Midney (* 1937), russischstämmiger US-amerikanischer Jazz-Klarinettist, Saxophonist, Arrangeur und Komponist
- Karol Modzelewski (1937–2019), polnischer Historiker, Schriftsteller und Politiker
- Lev V. Nussberg (* 1937), Architekt
- Walentin Pawlow (1937–2003), Ministerpräsident der Sowjetunion 1991
- Nikolai Petrakow (1937–2014), Wirtschaftswissenschaftler
- Stanislaw Petuchow (* 1937), Eishockeyspieler
- Alla Pokrowskaja (1937–2019), Theater- und Filmschauspielerin, Bühnenregisseurin und Theaterpädagogin
- Wiktor Polterowitsch (* 1937), Ökonom und Mathematiker
- Jewgeni Raikow (1937–2010), Opernsänger
- Wadim Rogowin (1937–1998), Soziologe
- Alexandra Sabelina (1937–2022), Fechterin
- Boris Saizew (1937–2000), Eishockeytorwart
- Alexander Scholkowski (* 1937), Linguist, Literaturwissenschaftler und Schriftsteller
- Eduard Steinberg (1937–2012), Maler
- Sergei Stischow (* 1937), Physiker und Geochemiker
- Eduard Strelzow (1937–1990), Fußballspieler
- Sergo Sutyagin (1937–2021), Architekt
- Alla Jerwandowna Ter-Sarkisjanz (1937–2019), Historikerin
- Marietta Tschudakowa (1937–2021), Literaturwissenschaftlerin und Hochschullehrerin
- Boris Uspenski (* 1937), Vertreter der russischen Semiotik
- Boris Wassiljew (1937–2000), Radrennfahrer
- Alexander Wentzel (* 1937), russischer Mathematiker
- Juri Wolkow (1937–2016), Eishockeyspieler
- Victor Yoran (* 1937), Cellist und Komponist
- Juri Zizinow (1937–1994), Eishockeyspieler
- George Zweig (* 1937), US-amerikanischer Physiker und Neurobiologe
- Wiktor Zyplakow (* 1937), Eishockeyspieler und -trainer

#### 1938
- Andrei Amalrik (1938–1980), Historiker, Publizist, Schriftsteller und Dissident
- Juri Bakarinow (* 1938), Hammerwerfer
- Wiktor Bytschkow (* 1938), Sprinter
- Wiktor Danilow-Daniljan (* 1938), Umweltexperte
- Igor Dekonski (1938–2002), Eishockeyspieler
- Galina Dschugaschwili (1938–2007), Übersetzerin, Dolmetscherin und Linguistin
- Mark Freidlin (* 1938), russisch-amerikanischer Politiker
- Oleg Gordijewski (1938–2025), Geheimdienstagent
- Galina Gorochowa (* 1938), Fechterin und dreimalige Olympiasiegerin
- Boris Grischin (* 1938), Wasserballspieler
- Eduard Iwanow (1938–2012), Eishockeyspieler
- Wjatscheslaw Iwanow (1938–2024), Ruderer
- Nodar Kantscheli (1938–2015), Bauingenieur
- Alexei Kisseljow (1938–2005), Boxer
- Natalja Klimowa (* 1938), Schauspielerin
- Denis Koroljow (* 1938), Opernsänger
- Galina Kostenko (1938–2021), Hochspringerin
- Natalja Kratschkowskaja (1938–2016), Schauspielerin
- Ljudmila Krylova (* 1938), Schauspielerin
- Michail Kusmin (1938–2024), Geologe, Geochemiker und Hochschullehrer
- Natalja Kustinskaja (1938–2012), Schauspielerin
- Boris Lagutin (1938–2022), Boxer; Olympiasieger 1964 und 1968
- Valeri Lewenthal (1938–2015), russischstämmiger US-amerikanischer Bühnenbildner und Szenograph
- Pawel Ljubimow (1938–2010), Regisseur und Drehbuchautor
- Andrei Lukanow (1938–1996), bulgarischer Diplomat und Politiker
- Boris Majorow (* 1938), Eishockeyspieler
- Jewgeni Majorow (1938–1997), Eishockeyspieler
- Nikolai Manoschin (1938–2022), Fußballspieler und -trainer
- Michail Markow (1938–2012), Radrennfahrer
- Jewgeni Nesterenko (1938–2021), Opernsänger
- Margarita Nowgorodowa (* 1938), Mineralogin
- Wladimir Orlow (* 1938), Eisschnellläufer
- Jewgeni Petrow (* 1938), Sportschütze und Olympiasieger
- Ljudmila Petruschewskaja (* 1938), Schriftstellerin und Dramatikerin
- Michael Poladjan (* 1938), freier Künstler
- Alexander Ponomarenko (* 1938), Paläontologe und Entomologe
- Mark Rakita (* 1938), Säbelfechter, zweimaliger Olympiasieger
- Marina Ratner (1938–2017), russischstämmige US-amerikanische Mathematikerin
- Natalja Rjasanzewa (1938–2023), Drehbuchautorin und Hochschullehrerin
- Nikolai Rosow (1938–2020), Mathematiker und Hochschullehrer
- Wjatscheslaw Sawossin (1938–2014), Künstler und Grafiker
- Anatoli Schabotinski (1938–2008), Physiker, Entdecker der Belousov-Zhabotinsky-Reaktion
- Elwira Schatajewa (1938–1974), Bergsteigerin
- Wladimir Semjonow (1938–2016), Wasserballspieler
- Waleri Tschalidse (1938–2018), georgisch-US-amerikanischer Autor und Verleger
- Georgi Wainer (1938–2009), Kriminalschriftsteller
- Igor Worontschichin (1938–2009), Skilangläufer
- Leonid Wukolow (* 1938), Radrennfahrer
- Wladimir Wyssozki (1938–1980), Schauspieler, Dichter und Sänger
- Oxana Yablonskaya (* 1938), US-amerikanisch-israelische Pianistin und Klavierpädagogin

#### 1939
- Jewgeni Adamow (* 1939), Atomwissenschaftler und Politiker
- Wladimir Arlasarow (* 1939), Informatiker und Hochschullehrer
- Iwan Bortnik (1939–2019), Schauspieler
- Witali Dawydow (* 1939), Eishockeyspieler
- Boris Dubrowski (1939–2023), Ruderer
- Juri Galanskow (1939–1972), Dichter und Dissident
- Juri Glaskow (1939–2008), Kosmonaut
- Wladimir Gorjajew (* 1939), Dreispringer
- Juri Grigorowski (* 1939), Wasserballspieler
- Anatoli Grischin (1939–2016), Kanute
- Natalija Igumnowa (1939–2022), Bibliothekswissenschaftlerin
- Natalija Iwanowa-Kramskaja (* 1939), Gitarristin und Musikpädagogin
- Wladimir Iwaschow (1939–1995), Schauspieler
- Wladimir Jewsejew (1939–2012), Ruderer
- Nikolai Karassjow (* 1939), Kugelstoßer
- Eduard Kusnezow (1939–2024), Redakteur und Schriftsteller
- Michael Marinov (1939–2000), sowjetisch-israelischer Physiker
- Jekaterina Maximowa (1939–2009), Balletttänzerin
- Sergei Nemilow (* 1939), Physikochemiker und Hochschullehrer
- Boris Nikonorow (1939–2015), Boxer
- Waleri Nikitin (1939–2002), Eishockeyspieler
- Waleri Nikolajewski (* 1939), Poet, Schriftsteller und Historiker
- Galina Polskich (* 1939), Schauspielerin
- Walentina Ponomarjowa (* 1939), Sängerin
- Oleg Saizew (1939–1993), Eishockeyspieler
- Kirill Samarajew (1939–1996), Physikochemiker und Hochschullehrer
- Wiktor Schustikow (* 1939), Fußballspieler
- Alexei Simonow (* 1939), Autor, Regisseur und Menschenrechtsaktivist
- Andrei Slawnow (1939–2022), Physiker
- Oleg Stepanow (1939–2010), Judoka
- Julija Suworowa (1939–2009), Physikerin und Hochschullehrerin
- Jelena Tschaikowskaja (* 1939), Eiskunstlauftrainerin
- Igor Tschislenko (1939–1994), Fußballspieler
- Friedel von Wangenheim (1939–2001), deutscher Chanson- und Bühnenautor, Schauspieler und Dramaturg
- Gennadi Wolnow (1939–2008), Basketballspieler
- Waleri Woronin (1939–1984), Fußballspieler

#### 1940
- Boris Andrejew (1940–2021), Kosmonaut
- Wjatscheslaw Artjomow (* 1940), Komponist
- Alexei Fridman (1940–2010), Physiker
- Wjatscheslaw Glasytschew (1940–2012), Architekt, Kunsthistoriker und Publizist
- Larissa Golubkina (1940–2025), Schauspielerin und Sängerin
- Wjatscheslaw Ionow (1940–2012), Kanute und Olympiasieger 1964
- Marat Junussow (* 1940), usbekischer Chemiker
- Wladimir Jursinow (* 1940), Eishockeyspieler und -trainer
- Wadim Kapranow (1940–2021), Basketballspieler und -trainer
- Jurij Kramer (* 1940), deutscher Schauspieler, Drehbuchautor und Regisseur
- Jewgeni Kurotschkin (1940–2011), Wirbeltier-Paläontologe und Ornithologe
- Wiktor Kuskin (1940–2008), Eishockeyspieler
- Alexander Litwak (* 1940), Physiker und Hochschullehrer
- Xenija Muratowa (1940–2019), Kunsthistorikerin
- Ljudmila Murawjowa (* 1940), Diskuswerferin
- Robert Nigmatulin (* 1940), Physiker und Hochschullehrer
- Wiktor Pawlow (1940–2006), Schauspieler
- Jelena Petuschkowa (1940–2007), Dressurreiterin, Sportfunktionärin und Biochemikerin
- Dmitri Prigow (1940–2007), Maler
- Dmitri Rjutow (* 1940), theoretischer Plasmaphysiker
- Sergej Salov (* 1940), deutscher Schachspieler russischer Herkunft
- Oleg Sergejew (1940–1999), Fußballspieler
- Igor Sledsewski (* 1940), Historiker
- Weniamin Smechow (* 1940), Schauspieler und Regisseur
- Wjatscheslaw Starschinow (* 1940), Eishockeyspieler
- Vitali Stesin (1940–2012), Maler
- Andrei Tjurin (1940–2002), Mathematiker
- Dawid Tuchmanow (* 1940), Komponist

### 1941–1950

#### 1941
- Wiktor Agejew (* 1941), Boxer
- Nelly Akopian (1941–2025), Pianistin
- Natalja Bessmertnowa (1941–2008), Balletttänzerin
- Anatoli Firsow (1941–2000), Eishockeyspieler
- Jewgeni Frolow (* 1941), Boxer, Silbermedaillengewinner bei den Olympischen Spielen 1964
- Wadim Guljajew (1941–1998), Wasserballspieler
- Alla Kuschnir (1941–2013), russisch-israelische Schachgroßmeisterin
- Boris Kusmin (1941–2001), Ruderer
- Andrei Mironow (1941–1987), Schauspieler
- Jewgeni Mischakow (1941–2007), Eishockeyspieler
- Aljonna Möckel (* 1941), deutsche Übersetzerin und Schriftstellerin
- Jacob Murey (* 1941), israelischer Schachspieler
- Alexander Ragulin (1941–2004), Eishockeyspieler
- Olga Rjaschskaja (1941–2021), Physikerin
- Alexander Sacharow (* 1941), Physiker
- Albert Schesternjow (1941–1994), Fußballspieler und -trainer
- Alexander Schidlowski (* 1941), Wasserballspieler
- Boris Weisfeiler (* 1941), russischstämmiger US-amerikanischer Mathematiker

#### 1942
- Boris Budnikow (1942–2023), Segler
- Sergei Demidow (* 1942), Mathematiker und Wissenschaftshistoriker
- Swetlana Gannuschkina (* 1942), Menschenrechtlerin
- Walentin Lebedew (* 1942), Kosmonaut
- Lew Leschtschenko (* 1942), Sänger
- Gennadi Logofet (1942–2011), Fußballspieler
- Alexei Nassedkin (1942–2014), Pianist, Komponist und Hochschullehrer
- Jewgeni Penjajew (* 1942), Kanute
- Jewgeni Rudakow (1942–2011), Fußballspieler
- Sergei Schakurow (* 1942), Schauspieler
- Juri Sewidow (1942–2010), Fußballspieler und Sportkommentator

#### 1943
- Alexander Alexandrow (* 1943), Kosmonaut
- Tigran Alichanow (1943–2023), Pianist
- Leonid Baranow (1943–2022), Bildhauer und Hochschullehrer
- Pjotr Bojarski (1943–2022), sowjetisch-russischer Physiker, Wissenschaftshistoriker, Polarforscher und Kulturologe
- Andrei Bokow (* 1943), Architekt und Hochschullehrer
- Alexander Cholewo (* 1943), Mathematiker
- Galina Chowanskaja (* 1943), Informatikerin und Politikerin
- Wladimir Fedotow (1943–2009), Fußballspieler und -trainer
- Waleri Kaplan (* 1943), Eisschnellläufer
- Vitaly Komar (* 1943), US-amerikanischer Künstler
- Wjatscheslaw Lebedew (1943–2024), Vorsitzender des Obersten Gerichts der Russischen Föderation
- Irina Lein-Edelstein (1943–2018), russisch-deutsche Pianistin und Klavierpädagogin
- Irina Liebmann (* 1943), deutsche Schriftstellerin
- Alexander Martyschkin (1943–2021), Ruderer und Olympiateilnehmer
- Wiktor Nikolajew (1943–2017), Künstler und Kalligraph
- Jelena Opolownikowa (1943–2011), Architektin und Denkmalschützerin
- Leonid Ossipow (1943–2020), Wasserballspieler
- Nikolai Petrow (1943–2011), Pianist und Klavierpädagoge
- Valery Ponomarev (* 1943), US-amerikanischer Jazzmusiker
- Anu Raud (* 1943), estnische Künstlerin
- Michail Schemjakin (* 1943), Bildhauer und Regisseur
- Wiktor Semjonow (1943–2019), Schauspieler
- Tamara Sinjawskaja (* 1943), Mezzosopranistin und  Musikpädagogin
- Walentina Winogradowa (1943–2002), Volleyballnationalspielerin
- Alexander Wustin (1943–2020), Komponist

#### 1944
- Swetlana Aiwasowa (* 1944), Politologin
- Schanna Bitschewskaja (* 1944), Sängerin
- Igor Bril (* 1944), Jazz-Pianist, Bandleader und Komponist
- Dawid Chmelnizki (* 1944), Physiker
- Alexander Drewal (* 1944), Wasserballspieler
- Dawid Goloschtschokin (* 1944), Jazzmusiker und Komponist
- Nikolai Karatschenzow (1944–2018), Theater- und Filmschauspieler
- Igor Kio (1944–2006), Zauberkünstler und Großillusionist
- Nikolai Kralin (* 1944), Schachkomponist
- Alexei Ljubimow (* 1944), Pianist, Interpret, Cembalo- und Klavierlehrer
- Wiktor Logunow (1944–2022), Radrennfahrer
- Boris Michailow (* 1944), Eishockeyspieler
- Mark Anatoljewitsch Minkow (1944–2022), Komponist
- Alexander Paschkow (* 1944), Eishockeytorwart
- Wiktoria Postnikowa (* 1944), Pianistin
- Iwan Schtscherbakow (* 1944), Festkörperphysiker und Hochschullehrer
- Boris Seldowitsch (1944–2018), Physiker
- Sergei Semenichin (1944–2019), Informatiker
- Alexander Serebrow (1944–2013), Kosmonaut
- Alexei Sissakjan (1944–2010), Physiker
- Walentin Smirnitski (* 1944), Schauspieler
- Wadim Spiridonow (1944–1989), Schauspieler und Synchronsprecher
- Nina Statkewitsch (* 1944), Eisschnellläuferin
- Gennadi Strachow (1944–2020), Ringer
- Sergei Suslin (* 1944), Judoka
- Vladislavas Švedas (* 1944), russisch-litauischer Politiker
- Anastassija Wertinskaja (* 1944), Schauspielerin

#### 1945
- Nina Anarina (* 1945), Kunstwissenschaftlerin und Japanologin
- Wjatscheslaw Andrejuk (1945–2010), Fußballspieler
- Jelena Antonowa (* 1945), sowjetisch-russische Prähistorikerin
- Semjon Beliz-Geiman (* 1945), Schwimmer
- Joseph Bernstein (* 1945), israelischer Mathematiker
- Grisha Bruskin (* 1945), Maler, Bildhauer und Grafiker
- Boris Bystrow (1945–2024), Schauspieler und Synchronsprecher
- Anatoli Gerassimow (1945–2013), Jazzmusiker und Komponist
- Alexander Gorelik (1945–2012), Eiskunstläufer
- Alexander Iwannikow (* 1945), Skispringer
- Igor Iwanow (* 1945), Politiker und Diplomat; Außenminister Russlands 1998–2004
- Natalja Iwanowa (* 1945), Journalistin und Literaturwissenschaftlerin
- Wiktor Jaroslawzew (1945–1996), Eishockeyspieler
- Michail Jurowski (1945–2022), Dirigent
- Wiktor Kelner (1945–2021), Historiker
- Eleonora Kormyschewa (* 1945), sowjetisch-russische Ägyptologin, Sudanarchäologin und Hochschullehrerin
- Wladimir Kusnezow (* 1945), Radrennfahrer
- Alexander Martynjuk (1945–2022), Eishockeyspieler
- Alex Melamid (* 1945), US-amerikanischer Künstler
- Nikita Michalkow (* 1945), Schauspieler, Drehbuchautor, Filmregisseur und -produzent
- Alexander Migdal (* 1945), russisch-US-amerikanischer theoretischer Physiker und Software-Entwickler
- Wladimir Minejew (* 1945), theoretischer Festkörperphysiker
- Boris Orlov (1945–2018), Sporttrainer
- Alexander Poljakow (* 1945), Physiker
- Juri Rasuwajew (1945–2012), Schachspieler und -trainer, Journalist und Historiker
- Alexei Rybnikow (* 1945), Komponist
- Michail Woronin (1945–2004), Turner

#### 1946
- Natalja Arinbassarowa (* 1946), Schauspielerin und Ballerina
- Boris Beresowski (1946–2013), Unternehmer und Politiker
- Fjodor Bogomolow (* 1946), russisch-US-amerikanischer Mathematiker
- Wladimir Bortko (* 1946), Regisseur und Drehbuchautor
- Oleg Bowin (* 1946), Wasserballspieler
- Nikolai Burljajew (* 1946), Schauspieler und Filmregisseur
- Alexander Dolguschin (1946–2006), Wasserballspieler
- Boris Falkow (1946–2010), Schriftsteller
- Walentin Gawrilow (1946–2003), Hochspringer
- Jekaterina Genijewa (1946–2015), Anglistin und Bibliothekarin
- Alexander Gorschkow (1946–2022), Eiskunstläufer, Eistänzer, Eiskunstlauftrainer und Sportfunktionär
- Lew Gudkow (* 1946), Soziologe
- Alexander Jakowlew (1946–2016), Schauspieler
- Waleri Karassjow (* 1946), Kunstturner
- David Kazhdan (* 1946), israelischer Mathematiker
- Andrei Korsakow (1946–1991), Geiger, Lehrer und Dirigent
- Alexander Lebedew (* 1946), Sprinter
- Jewgeni Lichtman (* 1946), Physiker
- Grigori Margulis (* 1946), Mathematiker
- Ljudmila Pachomowa (1946–1986), mit Alexander Gorschkow erste Olympiasiegerin im Eistanzen
- Jakow Pessin (* 1946), Mathematiker
- Wiktor Polupanow (* 1946), Eishockeyspieler
- Soja Rudnowa (1946–2014), Tischtennisspielerin
- Tamara Safonowa (* 1946), Wasserspringerin
- Georgi Schulpin (1946–2023), Chemiker
- Nina Sinitschenkowa (* 1946), Paläoentomologin
- Wladimir Solowjow (* 1946), Ingenieur und Kosmonaut
- Alexander Tschaikowski (* 1946), Komponist, Hochschullehrer und Pianist
- Pjotr Tscherkassow (* 1946), Historiker
- Sergei Tschetweruchin (* 1946), Eiskunstläufer
- Alexander Varshavsky (* 1946), russisch-US-amerikanischer Biochemiker und Professor am California Institute of Technology
- Wladimir Wikulow (1946–2013), Eishockeyspieler
- Grigori Wolowik (* 1946), theoretischer Physiker
- Josef Zieleniec (* 1946), tschechischer Politiker und von 1992 bis 1997 Außenminister der Tschechischen Republik

#### 1947
- Waleri Afanassjew (* 1947), Pianist
- Anatoli Akimow (1947–2002), Wasserballspieler
- Dmitri Alexejew (* 1947), Pianist
- Galina Alexejewa (1947–2024), Wasserspringerin
- Natalja Baschanowa (1947–2014), Ökonomin und Historikerin
- Leonid Bunimowitsch (* 1947), Mathematiker
- Askold Chowanski (* 1947), Mathematiker
- Wadim Delone (1947–1983), Dichter und Dissident
- Geydar Dschemal (1947–2016), islamischer Revolutionär, Sozialaktivist, Philosoph und Poet
- Mark Dworezki (1947–2016), Schachtrainer
- Jelena Fatalibekowa (* 1947), Schachspielerin
- Wladimir Golizyn (1947–2023), Jurist
- Karen Grigorjan (1947–1989), Schachspieler
- Wladimir Grinin (* 1947), Diplomat und seit 2010 Botschafter der Russischen Föderation in der Bundesrepublik Deutschland
- Alexander Gussew (1947–2020), Eishockeyspieler
- Sergei Gussew (* 1947), Schwimmer
- Jelena Hoffmann (* 1947), deutsche Politikerin
- Alexander Jakuschew (* 1947), Eishockeyspieler
- Wiktor Jerofejew (* 1947), Schriftsteller
- Leonid Jusefowitsch (* 1947), Kriminalschriftsteller und Geschichtsprofessor
- Svetlana Katok (* 1947), russisch-US-amerikanische Mathematikerin
- Boris Kerner (* 1947), Begründer der Drei-Phasen-Verkehrstheorie
- Nikolai Korndorf (1947–2001), sowjetischer und kanadischer Musikwissenschaftler und klassischer Komponist
- Valeri Krivoborodov (* 1947), Cellist
- Galina Kudrjawzewa (1947–2006), Geochemikerin und Hochschullehrerin
- Natalja Lobanowa (1947–1998), Wasserspringerin
- Wiktor Masanow (* 1947), Schwimmer
- Arkadi Nemirovski (* 1947), israelischer Mathematiker
- Alexei Rodionow (* 1947), Kameramann
- Leonid Romanow (* 1947), Fechter
- Lew Rubinstein (1947–2024), Dichter und Essayist
- Alexander Schirokorad (* 1947), Sachbuchautor und Publizist
- Jewgeni Simin (1947–2018), Eishockeyspieler und -trainer
- Wladimir Smirnow (* 1947), Skispringer
- Gennadi Tarassow (* 1947), Diplomat
- Alexei Ulanow (* 1947), Eiskunstläufer
- Juri Uschakow (* 1947), Diplomat und außenpolitischer Berater des Präsidenten
- Wladimir Wassin (* 1947), Wasserspringer und Olympiasieger 1972
- Walentin Wlassow (1947–2017), KGB-Offizier

#### 1948
- Boris Berman (* 1948), Pianist, Cembalist und Musikpädagoge
- Waleri Charlamow (1948–1981), Eishockeyspieler; Mitglied der Hockey Hall of Fame
- Natalja Dubowa (* 1948), Eiskunstläuferin und Eiskunstlauftrainerin
- Natalja Gundarewa (1948–2005), Theater- und Filmschauspielerin
- Wladimir Iwanowski (1948–2016), Diplomat
- Alexander Kabanow (1948–2020), Wasserballspieler
- Igor Kostolewski (* 1948), Schauspieler
- Wiktor Krowopuskow (* 1948), Fechter und viermaliger Olympiasieger
- Tatjana Lematschko (1948–2020), bulgarische und Schweizer Schachspielerin russischer Herkunft
- Andrei Linde (* 1948), Kosmologe und einer der Begründer der Inflationstheorie des Universums
- Swetlana Malchasowa (* 1948), Biogeographin, Geomedizinerin und Hochschullehrerin
- Nikolai Melnikow (* 1948), Wasserballspieler
- Boris Mordukhovich (* 1948), russisch-US-amerikanischer Mathematiker
- Natalija Narotschnizkaja (* 1948), Historikerin, Politikerin und Diplomatin
- Wladimir Nossik (* 1948), Filmschauspieler, Verdienter Künstler und Volkskünstler der Russischen Föderation
- Swetlana Sawizkaja (* 1948), Kosmonautin
- Wladimir Schadrin (1948–2021), Eishockeyspieler
- Boris Schekassjuk (1948–2010), Germanist und Übersetzer
- Michail Schufutinski (* 1948), Chansonsänger und Entertainer
- Natalja Sedych (* 1948), Schauspielerin, Eiskunstläuferin und Balletttänzerin
- Lew Seljony (* 1948), Physiker
- Alexander Soifer (* 1948), russisch-US-amerikanischer Mathematiker
- Alexei Starobinski (1948–2023), Astrophysiker und Kosmologe
- Schamil Tarpischtschew (* 1948), Tennisspieler und Sportfunktionär
- Alexander Timoschinin (1948–2021), Ruderer und Olympiasieger 1968 und 1972
- Juri Tjurin (1948–2017), Eishockeyspieler

#### 1949
- Juri Baturin (* 1949), Kosmonaut und Politiker
- Juri Blinow (* 1949), Eishockeyspieler
- Nadeschda Dubowa (* 1949), Anthropologin, Ethnologin und Prähistorikerin
- Michail Fedotow (* 1949), Jurist, Journalist, Medienminister und UNESCO-Botschafter
- Alexander Grosberg (* 1949), Polymerphysiker, Biophysiker und Hochschullehrer
- Bernhard Gruber (* 1949), österreichischer Paläontologe
- Jelena Guskowa (* 1949), Historikerin und Hochschullehrerin
- Grigori Karasin (* 1949), Diplomat und Politiker
- Olga Karassjowa (* 1949), Kunstturnerin und Olympiasiegerin
- Wiktor Klimenko (* 1949), Kunstturner
- Wladimir Komarow (1949–2018), Eisschnellläufer
- Evgeni Koroliov (* 1949), Pianist und Musikpädagoge in Deutschland
- Nikolai Kowaljow (1949–2019), Politiker und Geheimdienstchef
- Natalja Lebedewa (* 1949), Hürdenläuferin
- Alexander Lukjanow (* 1949), Ruderer und Olympiasieger 1976
- Pawel Lungin (* 1949), Filmregisseur und Drehbuchautor
- Olga Morosowa (* 1949), Tennisspielerin
- Irina Murawjowa (* 1949), Schauspielerin
- Sergei Nowikow (1949–2021), Judoka und Olympiasieger 1976
- Alexander Orlow (* 1949), Wirtschaftsmathematiker, Kybernetiker und Hochschullehrer
- Nikolai Pankin (1949–2018), Schwimmer
- Anna Passocha (* 1949), Ruderin
- Michail Perejaslawez (1949–2020), Bildhauer und Hochschullehrer
- Alla Pugatschowa (* 1949), Sängerin und Komponistin
- Wladimir Repnjow (* 1949), Eishockeyspieler
- Irina Rodnina (* 1949), Eiskunstläuferin und mehrfache Olympiasiegerin
- Irina Scherbakowa (* 1949), Germanistin und Kulturwissenschaftlerin
- Wiktor Schnirelman (* 1949), Historiker, Ethnologe und Anthropologe
- Olga Sedakowa (* 1949), Slawistin, Kulturologin, Lyrikerin und Hochschullehrerin
- Natalja Sokolowa (* 1949), Sprinterin
- Yuri Stern (1949–2007), israelischer Politiker
- Anna Suworowa (1949–2023), Indologin und Übersetzerin
- Sergei Wolkow (1949–1990), Eiskunstläufer
- Pjotr Worobjow (* 1949), Eishockeyspieler und -trainer

#### 1950
- Nadeschda Besfamilnaja (* 1950), Sprinterin
- Andrei Bolibruch (1950–2003), Mathematiker
- Alexander Fiseisky (* 1950), Organist und Musikwissenschaftler
- Igor Ganikowskij (* 1950), russisch-deutscher Maler und Schriftsteller
- Andrei Golowin (* 1950), Komponist
- Sabir Gussein-Sade (* 1950), Mathematiker
- Andrei Jakubik (* 1950), Fußballspieler
- Gennadi Karponossow (* 1950), Eiskunstläufer
- Sergei Kisljak (* 1950), Diplomat
- Alexander Korschakow (* 1950), Offizier und Politiker
- Sergei Lawrow (* 1950), Politiker; russischer Außenminister seit 2004
- Vladímir Malyávi (* 1950), Sinologe, Doktor der Geschichtswissenschaften und Professor
- Boris Morukow (1950–2015), Kosmonaut
- Farchat Mustafin (* 1950), Ringer, mehrfacher Welt- und Europameister sowie Bronzemedaillen-Gewinner bei den Olympischen Spielen 1976
- Lev Natochenny (* 1950), russisch-US-amerikanischer Pianist und Klavier-Professor
- Sergei Nikitin (* 1950), Kriminalist und Bildhauer
- Tatjana Owetschkina (* 1950), Basketballspielerin
- Juri Piwowarow (* 1950), Historiker und Politikwissenschaftler
- Alexander Rukawischnikow (* 1950), Bildhauer
- Boris Scharkow (* 1950), Physiker
- Georgi Schenbrot (* 1950), Mammaloge
- Wjatscheslaw Schokurow (* 1950), Mathematiker
- Alexander Sidelnikow (1950–2003), Eishockeytorwart
- Alexander Stepanow (* 1950), Informatiker
- Sergei Suchinow (1950–2024), Kinderbuchautor
- Anatoli Torkunow (* 1950), Diplomat, Korea-Spezialist, Historiker und Politologe

### 1951–1960

#### 1951
- Wjatscheslaw Anissin (* 1951), Eishockeyspieler
- Natalja Belochwostikowa (* 1951), Schauspielerin
- Alexander Bodunow (1951–2017), Eishockeyspieler
- Ulrich Burkhardt (1951–1997), deutscher Theaterintendant
- Alexander Filippow (* 1951), Eishockeyspieler
- Alexander Ginzburg (* 1951), Mikrobiologe
- Konstantin Klimow (1951–1982), Eishockeyspieler
- Wiktor Kriwolapow (* 1951), Eishockeytorwart
- Lidija Krylowa (* 1951), Steuerfrau
- Alexander Laweikin (* 1951), Kosmonaut
- Juri Lebedew (* 1951), Eishockeyspieler
- Andrei Lobussow (1951–2010), Schachkomponist
- Alexei Malaschenko (1951–2023), Politikwissenschaftler
- Pjotr Mamonow (1951–2021), Rockmusiker, Liedermacher und Schauspieler
- Sonja Margolina (* 1951), Autorin
- Alexander Ostrowski (* 1951), Bauingenieur
- Wjatscheslaw Tschanow (* 1951), Fußballtorwart und Torwarttrainer
- Iwan Tscherednik (* 1951), Mathematiker
- Mira Waganowa (* 1951), Ruderin
- Alexander Winogradow (* 1951), Kanute und Olympiasieger
- Wiktor Wlassow (* 1951), Sportschütze und Olympiasieger

#### 1952
- Wera Anissimowa (* 1952), Sprinterin
- Darja Donzowa (* 1952), Kriminalautorin
- Boris Garlitsky (* 1952), Geiger und Musikpädagoge
- Arcadi Gaydamak (* 1952), israelischer Milliardär
- Wladimir Gussinski (* 1952), Medienunternehmer
- Sergei Ipatow (* 1952), Astronom und Asteroidenentdecker
- Sergei Karaganow (* 1952), Politikwissenschaftler
- Pawel Kogan (* 1952), Dirigent
- Michail Kusnezow (* 1952), Ruderer und Olympiasieger
- Wjatscheslaw Lemeschew (1952–1996), Boxer und Olympiasieger 1972
- Wladimir Lopuchin (1952–2020), Ökonom, Politiker und Minister
- Nikolai Makarow (* 1952), Maler
- Sergei Martschuk (1952–2016), Eisschnellläufer
- Nugsar Mschwenijeradse (* 1952), Wasserballspieler
- Jekaterina Nowizkaja (* 1952), russisch-belgische klassische Pianistin
- Pavel Polian (* 1952), Kulturgeograph und Historiker
- Wladimir Sawjalow (* 1952), Historiker und Archäologe
- Wladimir Scharow (1952–2018), Schriftsteller
- Marina Solodkin (1952–2013), israelische Politikerin russischer Herkunft
- Andrei Subow (* 1952), Historiker und Politologe
- Andranik Tangian (* 1952), russisch-deutscher Mathematiker, politischer Ökonom und Musiktheoretiker
- Witali Tschurkin (1952–2017), Diplomat
- Alexander Woltschkow (* 1952), Eishockeyspieler und -trainer

#### 1953
- Wladimir Iwanowitsch Akimow (1953–1987), Eisschnellläufer
- Alexander Barkaschow (* 1953), Gründer und Anführer der neonazistischen paramilitärischen Organisation Russische Nationale Einheit
- Alexander Chartschenkow (* 1953), Basketballspieler und -trainer
- Dmitrij Chmelnizki (* 1953), Architekt und Publizist
- Fjodor Chorochordin (* 1953), Diplomat
- Waleri Gergijew (* 1953), russischer Dirigent ossetischer Herkunft
- Kirill Geworgjan (* 1953), Diplomat
- Boris Issajew (* 1953), Radrennfahrer
- Sergei Jastrschembski (* 1953), Diplomat
- Wjatscheslaw Mosche Kantor (* 1953), russischer Unternehmer
- Sergei Kawagoe (1953–2008), Rockmusiker
- Wladimir Kowaljow (* 1953), Eiskunstläufer
- Nikolai Kusnezow (* 1953), Ruderer
- Wladimir Lobanow (1953–2007), Eisschnellläufer
- Sergei Makarytschew (* 1953), Schachgroßmeister
- Sergei Netschajew (* 1953), Diplomat und Botschafter
- Natalja Nowikowa (* 1953), Mathematikerin und Hochschullehrerin
- Oleg Orlow (* 1953), Leiter des Rechtszentrums der Menschenrechtsorganisation „Memorial“
- Alexander Podrabinek (* 1953), Journalist und Menschenrechtler
- Jelena Proklowa (* 1953), Schauspielerin
- Alexander Raskatow (* 1953), Komponist
- Nadeschda Sewostjanowa (* 1953), Ruderin
- Sergei Starostin (1953–2005), Linguist
- Olga Swiblowa (* 1953), Museumsdirektorin, Kuratorin und Filmregisseurin
- Ljubow Talajewa (1953–2021), Ruderin
- Georgi Tschistjakow (1953–2007), russisch-orthodoxer Geistlicher, Theologe, Historiker und Altphilologe

#### 1954
- Wassili Baran (1954–2015), Handballspieler
- Waleri Bardin (1954–2017), Informatiker und Unternehmer
- Boris Chawkin (* 1954), Politikwissenschaftler und Historiker
- Alexei Chochlow (* 1954), Polymerphysiker und Hochschullehrer
- Natalja Duschkina (* 1954), Architektin, Architekturhistorikerin und Hochschullehrerin
- Olesja Fokina (* 1954), Journalistin, Filmregisseurin und Hochschullehrerin
- Waleri Garkalin (1954–2021), Schauspieler, Schauspiellehrer und Puppenspieler
- Andrei Karlow (1954–2016), Diplomat und Botschafter
- Dmitri Kisseljow (* 1954), Journalist
- Alexei Kornienko (* 1954), österreichischer Dirigent, Pianist und Professor für Klavier und Kammermusik russischer Abstammung
- Alexander Korschunow (* 1954), Theater- und Filmschauspieler, Theaterregisseur, Leiter des Maly-Theaters und Schauspiellehrer
- Jelena Kotowa (* 1954), Ökonomin, Politikerin, Schriftstellerin und Publizistin
- Nadeschda Kriwoluzkaja (* 1954), Geologin
- Ljudmila Krochina (* 1954), Ruderin
- Anatoli Kudrjawizki (* 1954), Schriftsteller und Übersetzer
- Elena Lappin (* 1954), britische Schriftstellerin und Journalistin
- Andrei Malikow (* 1954), Eisschnellläufer
- Andrei Minenkow (* 1954), Eiskunstläufer
- Juri Poljakow (* 1954), Schriftsteller
- Taras Poljakow (* 1954), Museologe und Hochschullehrer
- Sergej O. Prokofieff (1954–2014), Anthroposoph
- Juri Rosum (* 1954), Pianist
- Walentina Sidorowa (1954–2021), Fechterin und Olympiasiegerin 1976
- Natalja Subarewitsch (* 1954), russische Wirtschaftsgeografin
- Andrei Welikanow (* 1954), Philosoph, Künstler und Kunsttheoretiker
- Michail Zfasman (* 1954), Mathematiker und Informatiker

#### 1955
- Anastassija Archipowa (* 1955), Illustratorin
- Sinetula Biljaletdinow (* 1955), Eishockeyspieler
- Alexander Brodski (* 1955), Architekt und Künstler
- Irina Chakamada (* 1955), Wirtschaftswissenschaftlerin, Politikerin, Autorin sowie Fernseh- und Radiomoderatorin
- Michail Charit (* 1955), Wissenschaftler und Architekt
- Andrej Dugin (* 1955), Illustrator in Deutschland
- Alexander Dworkin (* 1955), Historiker und Theologe
- Andrei Gawrilow (* 1955), Pianist
- Alexander Gruschko (* 1955), Diplomat und Politiker
- Galina Jerschowa (* 1955), Historikerin, Anthropologin, Epigraphikerin
- Juri Kidjajew (* 1955), Handballspieler und Olympiasieger
- Nadeschda Kossarewa (* 1955), Ökonomin und Hochschullehrerin
- Wladimir Kusmin (* 1955), Rockmusiker und Komponist
- Sergei Mawrodi (1955–2018), Unternehmer und Wirtschaftskrimineller
- Irina Moissejewa (* 1955), Eiskunstläuferin
- Alex Nepomniaschy (* 1955), russisch-US-amerikanischer Kameramann
- Pjotr Olev (* 1955), Schauspieler und Regisseur in Deutschland
- Sergei Petrenko (* 1955), Fußballspieler und -trainer
- Waleri Rubakow (1955–2022), Physiker
- Alexander Sawjalow (* 1955), Skilangläufer
- Salawat Schtscherbakow (* 1955), Bildhauer, Professor, Akademiker der Russischen Kunstakademie und Volkskünstler der Russischen Föderation
- Irina Sedakowa (* 1955), Slawistin, Ethnolinguistin und Hochschullehrerin
- Marina Staden (* 1955), deutsche Volleyballspielerin russischer Abstammung
- Nikolai Swanidse (1955–2024), Fernsehjournalist
- Boris Tichomirow (* 1955), Diplomat, Manager und Mitarbeiter im russischen Umweltministerium
- Dmitri Trenin (* 1955), Politologe, promovierter Historiker und ehemaliger Oberst der Streitkräfte
- Wladimir Tschamow (* 1955), Diplomat
- Waleri Tschechow (* 1955), Schachgroßmeister
- Dmitri Tugarinow (* 1955), Bildhauer und Hochschullehrer
- Margarita Tupitsyn (* 1955), Kunsthistorikerin

#### 1956
- Natalja Andreitschenko (* 1956), Schauspielerin
- Michail Burzew (1956–2015), Fechter und Olympiasieger
- Michail Dronow (* 1956), Bildhauer
- Jewgeni Dulejew (* 1956), Ruderer
- Juri Felschtinski (* 1956), Historiker
- Jegor Gaidar (1956–2009), Politiker und Ökonom
- Wera Glagolewa (1956–2017), Theater- und Filmschauspielerin, Drehbuchautorin und Regisseurin
- Jekaterina Jegorowa (* 1956), Psychologin, Politologin und Hochschullehrerin
- Sergei Kalinitschew (* 1956), Schachspieler und -trainer
- Ljubow Kasarnowskaja (* 1956), Sopranistin und Opernsängerin
- Jewgeni Kisseljow (* 1956), Fernsehjournalist
- Eugene Koonin (* 1956), Biologe und Senior-Forscher
- Nikita Koschkin (* 1956), klassischer Gitarrist und Komponist
- Leonid Lebedew (* 1956), zypriotisch-russischer Geschäftsmann
- Platon Lebedew (* 1956), Unternehmer
- Michail Lifschitz (* 1956), Mathematiker und Hochschullehrer
- Natalja Linitschuk (* 1956), Eiskunstläuferin
- Wladislaw Listjew (1956–1995), Journalist und Generaldirektor des Fernsehsenders ORT
- Dmitri Lossew (1956–2023), Schachspieler
- Wjatscheslaw Nikonow (* 1956), Politiker
- Michail Pogosjan (* 1956), Flugzeugbauer
- Ali Polossin (* 1956), Wissenschaftler und Politiker
- Alexander Rogow (1956–2004), Kanute und Olympiasieger
- Alexander Rosenblatt (* 1956), Komponist
- Igor Schestkow (* 1956), russisch-deutscher Schriftsteller
- Arkadi Schilkloper (* 1956), Jazzmusiker
- Alexander Schukow (* 1956), Politiker und Ökonom
- Natasha Shneider (1956–2008), Rockmusikerin und Schauspielerin
- Nikolai Sidorow (* 1956), Leichtathlet und Olympiasieger
- Andrei Smirnow (* 1956), Multimediakünstler und Performer, Komponist, Instrumentenbauer und Musikpädagoge
- Olga Solomina (* 1956), Glaziologin und Hochschullehrerin
- Sergei Starostin (* 1956), Jazz- und Weltklarinettist und -sänger
- Marina Sujewa (* 1956), Eistänzerin und Eistanztrainerin
- Konstantin Sweschnikow (1956–2023), Physiker
- Alexander Taratynow (* 1956), sowjetisch-russisch-niederländischer Bildhauer
- Olga Tokarewa (* 1956), Schauspielerin, Schauspiellehrerin und Synchronsprecherin
- Andrei Tolstoi (1956–2016), Kunsthistoriker
- Alexei Uljukajew (* 1956), Politiker, amtierender Minister für wirtschaftliche Entwicklung der Russischen Föderation
- Wiktor Wassiljew (* 1956), Mathematiker
- Alexander Woloschin (* 1956), Politiker, Unternehmer und Staatsmann

#### 1957
- Alexandra Aichenwald (* 1957), russisch-australische Sprachwissenschaftlerin
- Leonard Blavatnik (* 1957), US-amerikanischer Unternehmer (Milliardär)
- Larissa Brytschewa (* 1957), Juristin und Politikerin
- Andrei Bukin (* 1957), Eiskunstläufer
- Gleb Gamasin (1957–2014), bildender Künstler, Grafiker und Designer
- Maxim Kantor (* 1957), Maler und Graphiker
- Michail Kassjanow (* 1957), Politiker, Ministerpräsident von Russland (2000–2004)
- Konstantin Kokora (1957–2025), Eiskunstläufer
- Wladimir Kotenjow (* 1957), Diplomat und russischer Botschafter in Deutschland von 2004 bis 2010
- Alexander Lasutkin (* 1957), Kosmonaut
- Shlomo Mintz (* 1957), israelischer Geiger, Bratschist und Dirigent
- Wiktor Pankraschkin (1957–1993), Basketballspieler
- Sergei Prichodko (1957–2021), Politiker
- Alexander Reichstein (* 1957), russisch-finnischer Künstler, Illustrator und Designer
- Boris Sokolow (* 1957), Historiker und Literaturwissenschaftler
- Nikita Sokolow (* 1957), Historiker, Publizist und Journalist
- Wiktor Tjumenew (1957–2018), Eishockeyspieler
- Elena Zaremba (* 1957), Opernsängerin

#### 1958
- Alexander Balujew (* 1958), Schauspieler
- Jelena Baschkirowa (* 1958), Pianistin
- Olga Burjakina (* 1958), Basketballspielerin
- Konstantin Chrabzow (* 1958), Radrennfahrer
- Ekaterina Degot (* 1958), Kunsthistorikerin und Kuratorin
- Wjatscheslaw Fetissow (* 1958), Sportminister und ehemaliger Eishockeyspieler
- Boris Fjodorow (1958–2008), Ökonom und Politiker
- Michail Iwanow (* 1958), Wasserballspieler
- Dov-Ber Kerler (* 1958), jiddischsprachiger Schriftsteller, Dichter und Sprachwissenschaftler
- Michail Leontjew (* 1958), Fernsehjournalist
- Jelena Lukjanowa (* 1958), Juristin
- Anna Maluchina (* 1958), Sportschützin
- Walentin Manuilow (* 1958), Journalist, Verleger und Politologe
- Sergei Michailow (* 1958), Geschäftsmann
- Juri Pimenow (1958–2019), Ruderer
- Grigori Rodtschenkow (* 1958), ehemaliger Direktor des Moskauer Anti-Doping-Zentrums
- Marina Rumjanzewa (* 1958), Journalistin und Autorin
- Sergei Schachrai (* 1958), Eiskunstläufer
- Wiktor Schenderowitsch (* 1958), Satiriker, Journalist und Drehbuchautor
- Anna Schtschetinina (* 1958), Architektin und Künstlerin
- Sergei Sernow (* 1958), Filmproduzent und Schauspieler
- Waleri Sjutkin (* 1958), Sänger
- Wladimir Subkow (* 1958), Eishockeyspieler
- Konstantin Swesdotschotow (* 1958), Künstler
- Wassili Tichonow (1958–2013), Eishockeytrainer und -spieler
- Welwel Tschernin (* 1958), jiddischer Schriftsteller und Journalist
- Pawel Tschilin (* 1958), Orgelbauer
- Natalja Tschmyrjowa (1958–2015), Tennisspielerin
- Tatjana Walowaja (* 1958), Wirtschaftswissenschaftlerin, Journalistin, Politikerin und UN-Beamtin

#### 1959
- Andrei Beloussow (* 1959), Wirtschaftswissenschaftler und Politiker
- Olga Donzowa (* 1959), Biochemikerin und Hochschullehrerin
- Anna Dybo (* 1959), Linguistin, Komparatistin und Hochschullehrerin
- Sergei Golowkin (1959–1996), Serienmörder
- Jewgeni Grischin (* 1959), Wasserspringer
- Andrey Gurkov (* 1959), Journalist und Publizist
- Wladimir Jakowlew (* 1959), Journalist
- Michail Jurjew (1959–2019), Unternehmer, Politiker, Journalist und Autor
- Juri Kaschirin (* 1959), Radrennfahrer und Olympiasieger 1980
- Sergei Korjaschkin (* 1959), Säbelfechter
- Alexander Koschkin (1959–2012), Boxer
- Andrei Krioukov (* 1959), russisch-deutscher Maler und Grafikdesigner
- Nikolai Kudrjawzew (* 1950), Physiker und Hochschullehrer
- Elena Kuschnerova (* 1959), Pianistin
- Olga Lapina (* 1959), Architektin
- Alexander Lebedew (* 1959), Unternehmer
- Andrei Leonow (* 1959), Theater- und Filmschauspieler
- Wladimir Mau (* 1959), Wirtschaftler
- Olga Meerson (* 1959), Slawistin und Hochschullehrerin
- Alexei Meschkow (* 1959), Botschafter
- Simon Nabatov (* 1959), russisch-US-amerikanischer Jazzpianist
- Juri Neretin (* 1959), Mathematiker
- Leonid Newslin (* 1959), russisch-israelischer Unternehmer
- Andrei Nikolski (1959–1995), Pianist
- Dmitri Pissarenko (1959–2021), Schauspieler und Synchronsprecher
- Fedor Poljakov (* 1959), Slawist
- Alexei Rastorgujew (1958–2023), Kunsthistoriker
- Alexander Rymanow (* 1959), Handballspieler und -trainer
- Jelena Sarowa (* 1959), Statistikerin und Hochschullehrerin
- David Thomas (* 1959), britischer Journalist und Schriftsteller
- Fjodor Tscherenkow (1959–2014), Fußballspieler und -trainer
- Andrei Woinowski (1959–2015), Filmschauspieler und Romanautor

#### 1960
- Ljudmila Berlinskaja (* 1960), Pianistin
- Natalja Bestemjanowa (* 1960), Eiskunstläuferin
- Marija Burganowa (* 1960), Bildhauerin
- Sergei Danilin (1960–2021), Rennrodelweltmeister und Olympiateilnehmer
- Polina Daschkowa (* 1960), Kriminalautorin
- Nona Dronowa (* 1960), Juwelierin und Hochschullehrerin
- Juri Fedkin (* 1960), Sportschütze
- Pavel Feinstein (* 1960), Maler in der Bundesrepublik Deutschland
- Wassili Golowanow (1960–2021), Schriftsteller, Journalist und Fotograf
- Pawel Grudinin (* 1960), Agrarunternehmer und Politiker
- Dmitri Gutow (* 1960), Künstler
- Sanassar Howhannisjan (* 1960), armenischer Ringer
- Rinat Ibragimow (1960–2020), Kontrabassist, Dirigent und Musikpädagoge
- Artur Jussupow (* 1960), deutscher Schauspieler
- Alexey Karpov (* 1960), Historiker, Sozialwissenschaftler und Kulturologe
- Juri Kljujew (* 1960), Eisschnellläufer
- Andrej Kobjakow (* 1960), belarussischer Politiker
- Marina Koschewaja (* 1960), Schwimmerin und Olympiasiegerin
- Wladimir Krutow (1960–2012), Eishockeyspieler
- Alexander Mamut (* 1960), Politiker und Unternehmer
- Lew Manowitsch (* 1960), russisch-US-amerikanischer Medientheoretiker, Kritiker und Künstler
- Jelena Muchina (1960–2006), Kunstturnerin
- Igor Nikulin (1960–2021), Leichtathlet
- Oleg Perwakow (* 1960), Schachgroßmeister
- Wladimir Plungjan (* 1960), Sprachwissenschaftler
- Sergei Ponomarenko (* 1960), Eiskunstläufer
- Igor Presnyakov (* 1960), Gitarrist
- Sergei Sagni (* 1960), Musiker und Komponist
- Weronika Skworzowa (* 1960), Ärztin und Politikerin
- Viviana Sofronitsky (* 1960), russisch-kanadische Pianistin
- Mark Spivakovsky (* 1960), Mathematiker
- Alexander Sybin (* 1960), Eishockeyspieler und -trainer
- Katia Tchemberdji (* 1960), Komponistin und Pianistin
- Boris Titow (* 1960), Unternehmer und Politiker
- Dmitri Wrubel (1960–2022), Maler
- Alexei Wyschmanawin (1960–2000), Schachmeister
- Ilya Zaslavskiy (* 1960), Politiker

### 1961–1970

#### 1961
- Victor Batyrev (* 1961), Mathematiker
- Oleg Boschjew (* 1961), Eisschnellläufer
- Andrei Breschnew (1961–2018), Politiker, Ökonom und Ingenieur
- Alexander Danilin (1961–2019), Eisschnellläufer
- Anna Gerassimowa (* 1961), Übersetzerin, Liedermacherin und  Lyrikerin
- Igor Glek (* 1961), Schachgroßmeister
- Walentin Iwanow (* 1961), Fußballschiedsrichter
- Andrei Korotajew (* 1961), Historiker
- Irina Kusnezowa (* 1961), Polarforscherin und Fotografin
- Juri Milner (* 1961), Unternehmer
- Alexei Morosow (* 1961), Physiker
- Igor Muchin (* 1961), Fotograf
- Sergei Wladimirowitsch Paramonow (1961–1998), Sänger
- Wladimir Potanin (* 1961), Unternehmer
- Igor Rivin (* 1961), kanadischer Mathematiker
- Michail Schischkin (* 1961), Schriftsteller und Journalist
- Andrei Shleifer (* 1961), US-amerikanischer Wirtschaftswissenschaftler und Professor an der Harvard University
- André Sikojev (* 1961), deutsch-russischer Priester und Filmproduzent
- Iolanda Tschen (* 1961), Leichtathletin
- Michail Wassiljew (1961–2025), Handballtrainer und -spieler

#### 1962
- Igor Aschmanow (* 1962), Mathematiker, Informatiker und Unternehmer
- Jewgeni Beloussow (1962–2023), Rennrodler
- Jelena Besborodowa (* 1962), Bildhauerin
- Julia Dolgorukowa (* 1962), Malerin und Designerin
- Alexander Dugin (* 1962), Philosoph, Soziologe und Politologe
- Jelisaweta Glinka (1962–2016), humanitäre Aktivistin und Notfallärztin
- Olga Golodez (* 1962), Ökonomin und Politikerin
- Nikolai Jewmenow (* 1962), Admiral, Kommandeur der Nordflotte
- Wladimir Kassatonow (* 1962), Offizier der russischen Marine
- Marija Korowina (* 1962), Mathematikerin und Hochschullehrerin
- Wladimir Kotin (* 1962), Eiskunstläufer
- Irina Kuleschowa-Kowrowa (* 1962), Eisschnellläuferin
- Natalja Kurowa (* 1962), Eisschnellläuferin
- Eduardo del Llano (* 1962), kubanischer Schriftsteller, Kinoregisseur, Schauspieler und Filmproduzent
- Sergei Naumow (* 1962), Wasserballspieler
- Wiktor Pelewin (* 1962), Schriftsteller
- Sergei Rodionow (* 1962), Fußballspieler und -trainer
- Dmitri Selenin (* 1962), Politiker
- Anatoli Semjonow (* 1962), Eishockeyspieler
- Marina Suprun (* 1962), Ruderin
- Galina Timtschenko (* 1962), Journalistin
- Sergei Woronin (* 1962), Radrennfahrer

#### 1963
- Alexei Abakumow (* 1963), Journalist und Medienmanager
- Andrei Bachwalow (* 1963), Eisschnellläufer
- Jelena Baturina (* 1963), Unternehmerin und Milliardärin
- José Biriukov (* 1963), spanisch-russischer Basketballspieler
- Georgi Boos (* 1963), Politiker und Geschäftsmann deutscher Abstammung; Gouverneur der Oblast Kaliningrad (2005–2010)
- Maria Chekhova (* 1963), Physikerin
- Michail Chodorkowski (* 1963), Unternehmer und früherer Oligarch
- Elena Denisova (* 1963), österreichische Violinistin und Festivalintendantin russischer Abstammung
- Wladimir Graudyn (* 1963), Mittelstreckenläufer
- Kira Iwanowa (1963–2001), Eiskunstläuferin
- Michail Jefremow (* 1963), Filmschauspieler und Theaterregisseur
- Michail Jewstafjew (* 1963), Maler, Fotograf und Schriftsteller
- Michał Krasenkow (* 1963), polnischer Schachmeister russischer Abstammung
- Andrei Kurajew (* 1963), religiöse und öffentliche Persönlichkeit, Philosoph, Theologe, Schriftsteller und Missionar
- Marija Mednikowa (* 1963), Anthropologin und Hochschullehrerin
- Sergei Mitrochin (* 1963), Politiker
- Igor Nak (* 1963), Politiker und Unternehmer
- Natalja Negoda (* 1963), Schauspielerin
- Paul Nikitchenko (* 1963), Maler
- Maxim Ossipow (* 1963), Autor und Kardiologe
- Wera Pawlowa (* 1963), US-amerikanische Dichterin und Librettistin
- Dmitry Peregudov (* 1963), Balletttänzer, Choreograf und Regisseur
- Dmitri Pewzow (* 1963), Schauspieler
- Leonid Polterovich (* 1963), russischstämmiger israelischer Mathematiker
- Sergei Prjachin (* 1963), Eishockeyspieler
- Dmitri Rogosin (* 1963), Politiker und Diplomat; von 2008 bis 2011 ständiger Vertreter bei der NATO
- Alexei Schulgin (* 1963), Medienkünstler (bekannt als 386 DX)
- Anton Siluanow (* 1963), Ökonom und Politiker
- Wladimir Solowjow (* 1963), Journalist, Fernseh- und Radiomoderator, Publizist, Sänger und Gesellschaftsaktivist
- Igor Stelnow (1963–2009), Eishockeyspieler und -trainer
- Maxim Suchanow (* 1963), Theater- und Filmschauspieler
- Igor Tichomirow (* 1963), sowjetisch-kanadischer Degenfechter
- Katja Vassilieva (* 1963), russisch-österreichische Kulturmanagerin, Grafikerin und Malerin
- Jelena Wodoresowa (* 1963), Eiskunstläuferin und Trainerin
- Cathy Young (* 1963), US-amerikanische Journalistin und Autorin

#### 1964
- Jelena Batalowa (* 1964), Freestyle-Skierin
- Igor Boldin (* 1964), Eishockeyspieler
- Oleg Boyko (* 1964), Unternehmer, Manager und internationaler Investor
- Irina Bussygina (* 1964), Ökonomin, Politikwissenschaftlerin und Hochschullehrerin
- Juri Chmyljow (* 1964), Eishockeyspieler
- Olga Dugina (* 1964), Illustratorin in Deutschland
- Bakhtiyar Gulyamov (* 1964), usbekischer Diplomat
- Laine Jänes (* 1964), estnische Politikerin
- Sergei Kozlov (* 1964), russisch-US-amerikanischer Kameramann
- Tatjana Lebonda (* 1964), Mittelstreckenläuferin
- Jelena Manajenkowa (* 1964), Geografin und Meteorologin
- Alexei Marjin (1964–2016), Eishockeytorwart
- Marija Masina (* 1964), Fechterin
- Zvi Meniker (* 1964), israelischer Cembalist, Organist, Fortepianist und Musikwissenschaftler
- Sergei Nemtschinow (* 1964), Eishockeyspieler und -trainer
- Alexandra Pawlowa (1964–2013), Architektin, Künstlerin und Hochschullehrerin
- Vladimir Romanov (* 1964), russisch-deutscher Komponist und Pianist
- Sergei Sagrajewski (1964–2020), Architekturhistoriker und Autor
- Igor Schpilband (* 1964), sowjetischer Eistänzer und US-amerikanischer Eiskunstlauftrainer
- Dmitri Schabanow (* 1964), Segler
- Jewgeni Schwidler (* 1964), Unternehmer; Öl-Milliardär
- Alexei Serebrjakow (* 1964), Theater- und Filmschauspieler
- Marina Tscherkassowa (* 1964), Eiskunstläuferin
- Yuri Tschinkel (* 1964), deutsch-russischer Mathematiker
- Olga Uskowa (* 1964), Informatikerin, Hochschullehrerin und Unternehmerin
- Alexander Wedernikow (1964–2020), Dirigent

#### 1965
- Alexei Alexejew (* 1965), Handballtrainer
- Sergei Basarewitsch (* 1965), Basketballtrainer
- Swetlana Baskowa (* 1965), Filmregisseurin
- Igor Choroschew (* 1965), Musiker
- Jekaterina Dewlet (1965–2018), Prähistorikerin und Hochschullehrerin
- Alex Eskin (* 1965), russischstämmiger US-amerikanischer Mathematiker
- Amina Gusner (* 1965), deutsche Schauspielerin, Regisseurin und Autorin
- Aschot Jegiasarjan (* 1965), Politiker
- Olga Jewkowa (* 1965), Basketballspielerin
- Igor Jijikine (* 1965), Schauspieler
- Anna Kondraschowa (* 1965), Eiskunstläuferin
- Andrei Koslow (1965–2006), Politiker; Leiter der Bankaufsichtsbehörde 2002–2006
- Nikolai Kowsch (* 1965), Radrennfahrer
- Dmitri Kusnezow (* 1965), Fußballspieler und -trainer
- Alexander Matownikow (* 1965), Militärführer
- Dmitri Mironow (* 1965), Eishockeyspieler
- Michail Prochorow (* 1965), Unternehmer
- Wjatscheslaw Rasbegajew (* 1965), Theater- und Filmschauspieler
- Juri Sawitschew (* 1965), Fußballspieler
- Inna Schelannaja (* 1965), Musikerin
- Michail Schtalenkow (* 1965), Eishockeytorwart
- Boris Schumatsky (* 1965), russisch-deutscher Schriftsteller und Publizist
- Maria Serebriakova (* 1965), russisch-deutsche Künstlerin
- Igor Sutjagin (* 1965), Atomphysiker
- Nikolai Sykow (* 1965), Schauspieler, Regisseur, Künstler, Puppen-Designer und Puppenspieler
- German Titow (* 1965), Eishockeyspieler
- Inna Woljanskaja (1965–2025), Eiskunstläuferin
- Natalja Woronowa, geb. Pomoschtschnikowa (* 1965), Sprinterin
- Lilya Zilberstein (* 1965), Pianistin

#### 1966
- Dmitri Alexandrov (* 1966), Synchronsprecher und Schauspieler
- Ilarion Alfejew (* 1966), russisch-orthodoxer Metropolit von Wolokolamsk und Leiter des Außenamtes des Moskauer Patriarchats
- Darja Beloussowa (* 1966), Theater- und Filmschauspielerin
- Marina Belozerskaya (* 1966), US-amerikanische Kunsthistorikerin und Sachbuchautorin
- Dmitri Bilosertschew (* 1966), Kunstturner
- Anna Bogouchevskaia (* 1966), deutsch-russische Bildhauerin
- Stanislaw Bunin (* 1966), Pianist
- Maxim Dlugy (* 1966), russisch-US-amerikanischer Großmeister im Schach
- Orhan Dschemal (1966–2018), Journalist
- Natalja Jegorowa (* 1966), Tennisspielerin
- Natalja Kasperskaja (* 1966), Unternehmerin
- Tigran Keossajan (* 1966), Filmregisseur, Schauspieler, Fernsehmoderator, Journalist, Drehbuchautor, Moderator, Produzent und Bühnenregisseur armenischer Herkunft
- Olga Krjutschkowa (* 1966), Schriftstellerin
- Wassili Kulkow (1966–2020), Fußballspieler und -trainer
- Julija Latynina (* 1966), Schriftstellerin und Journalistin
- Anton Nossik (1966–2017), Journalist, Sozialaktivist und Blogger
- Andrei Olchowski (* 1966), Tennisspieler
- Witali Prochorow (* 1966), Eishockeyspieler
- Arsen Rewasow (* 1966), Schriftsteller
- Sergei Rewin (* 1966), Kosmonaut
- Maxim Schewtschenko (* 1966), Journalist und Fernsehmoderator
- Alexandra Tabakowa (* 1966), Schauspielerin
- Andrei Tschesnokow (* 1966), Tennisspieler
- Igor Wjasmikin (1966–2009), Eishockeyspieler
- Wladimir Wojewodski (1966–2017), Mathematiker
- Dmitri Wolkow (1966–2025), Radrennfahrer

#### 1967
- Anna Akhmanova (* 1967), Zellbiologin
- Dmitri Bagrjanow (1967–2015), Weitspringer
- Jaroslaw Blanter (* 1967), Physiker
- Fjodor Bondartschuk (* 1967), Filmregisseur, Drehbuchautor und Schauspieler
- Andrei Borodin (* 1967), Bankier
- Pjotr Botschkarjow (* 1967), Stabhochspringer
- Ekaterina Derzhavina (* 1967), Pianistin und Hochschullehrerin
- Masha Gessen (* 1967), russisch-US-amerikanische Journalistin und Schriftstellerin
- Dmitri Gorschkow (* 1967), Wasserballspieler
- Sergei Grinkow (1967–1995), Eiskunstläufer
- Jelena Guljajewa (* 1967), Hochspringerin
- Andrei Iwanow (1967–2009), Fußballspieler
- Igor Jaworski (* 1967), Bildhauer
- Wladimir Kaminer (* 1967), deutscher Schriftsteller und Kolumnist
- Anna Kandinskaja (* 1967), russisch-österreichische Geigerin
- Lidija Kawina (* 1967), Musikerin
- Igor Kornejew (* 1967), Fußballspieler und -trainer
- Psoi Korolenko (* 1967), Liedermacher und Performancekünstler
- Boris Kozlov (* 1967), Jazzmusiker
- Michail Lewin (* 1967), russisch-israelischer Handballspieler
- Dmitri Liwanow (* 1967), Politiker und Physiker
- Dmitri Ljubinski (* 1967), Diplomat
- Pavel Lychnikoff (* 1967), russisch-US-amerikanischer Schauspieler
- Igor Markin (* 1967), Unternehmer und Kunstsammler
- Wiktorija Milwidskaja (* 1967), Tennisspielerin
- Wadim Moschkowitsch (* 1967), Unternehmer
- Oleg Nikitinski (1967–2015), Klassischer und neulateinischer Philologe
- Jelena Panfilowa (* 1967), Politologin und Hochschullehrerin
- Dmitri Peskow (* 1967), Diplomat und der Pressesprecher des russischen Präsidenten
- Dmitri Schewtschenko (* 1967), Fechter und Olympiasieger
- Misha Stefanuk (* 1967), Komponist, Pianist und Musikpädagoge
- Maxim Topilin (* 1967), Politiker
- Anton Utkin (* 1967), Schriftsteller
- Marina Weis (* 1967), deutsch-russische Schauspielerin
- Tichon (* 1967), russisch-orthodoxer Bischof
- Dmitri Zakharine (* 1967), deutscher Medienwissenschaftler
- Anna Zlotovskaya (* 1967), Violinistin und Performerin

#### 1968
- Leonid Agutin (* 1968), Sänger und Musiker
- Dmitri Charin (* 1968), Fußballtorwart und Fußballtrainer
- Dmitri Dugin (* 1968), Wasserballspieler
- Rubén Gallego (* 1968), russischer Schriftsteller spanischer Herkunft
- Julija Garajewa (* 1968), Fechterin
- Wsewolod Griwnow (* 1968), Tenor
- Alexei Jemelin (* 1968), Hochspringer
- Wladislaw Kalarasch (* 1968), Handballspieler
- Witali Karamnow (* 1968), Eishockeyspieler
- Igor Kolywanow (* 1968), Fußballspieler und -trainer
- Ilja Lagutenko (* 1968), Schauspieler und Musiker
- Jewgenija Manjukowa (* 1968), Tennisspielerin
- Sjarhej Martynau (* 1968), belarussischer Sportschütze
- Katerina Medvedeva (* 1968), Schauspielerin
- Michail Nestrujew (* 1968), Sportschütze und Olympiasieger
- Nikolai Pissarew (* 1968), Fußballspieler und -trainer
- Michail Pronitschew (* 1968), Fußballspieler
- Oxana Robski (* 1968), Schriftstellerin
- Leonid Sluzki (* 1968), Politiker
- Julia Soubbotina (* 1968), Designerin, Kostüm- und Bühnenbildnerin sowie Malerin
- Alexander Tchigir (* 1968), deutscher Wasserballtorwart russischer Herkunft
- Wsewolod Tschaplin (1968–2020), Erzpriester der Russisch-Orthodoxen Kirche
- Sergei Tschapnin (* 1968), Journalist, Verleger und eine Persönlichkeit des russisch-orthodoxen Glaubens
- Andrei Tschernyschow (* 1968), Fußballspieler und -trainer

#### 1969
- Boris Beresowski (* 1969), Pianist
- Xenia Chairowa (* 1969), Schauspielerin
- Léonid Karev (* 1969), Komponist in Frankreich
- Pawel Kolobkow (* 1969), Degenfechter
- Olga Konkova (* 1969), Jazzpianistin
- Jelena Kononowa (1969–2014), Fußballspielerin
- Alexei Krawtschenko (* 1969), Schauspieler
- Inna Lassowskaja (* 1969), Dreispringerin
- Weronika Martschenko (* 1969), Aktivistin
- Maxim Michailowski (* 1969), Eishockeytorwart
- Stas Misseschnikow (* 1969), israelischer Politiker
- Ilja Moschtschanski (* 1969), Militärhistoriker
- Kirill Nemoljajew (* 1969), Balletttänzer, Schauspieler, Radio- und Fernsehmoderator, Sänger und Musikproduzent
- Alexander Nitzberg (* 1969), deutsch-russischer Autor und Übersetzer
- Andrei Okunkow (* 1969), Mathematiker
- Anatoli Osmolowski (* 1969), Künstler, Theoretiker und Kurator
- Wladimir Pronin (* 1969), Hindernis- und Langstreckenläufer
- Igor Schalimow (* 1969), Fußballspieler
- Eduard Senowka (* 1969), Pentathlet
- Jelena Timina (* 1969), Tischtennisspielerin
- Pjotr Tolstoi (* 1969), Journalist, Schauspieler und Politiker
- Anya Verkhovskaya (* um 1969), Filmproduzentin und Menschenrechtsaktivistin

#### 1970
- Denis Burgaslijew (* 1970), Schauspieler und Musiker
- Sergei Charkow (* 1970), Turner
- Sergei Filin (* 1970), Balletttänzer und Leiter des Bolschoi-Balletts
- Wadim Garanin (* 1970), Fußballspieler und -trainer
- Irina Gerassimjonok (* 1970), Sportschützin
- Igor Girkin (* 1970), einer der militärischen Führer der Volksrepublik Donezk
- Julija Graudyn (* 1970), Hürdenläuferin
- Aliona van der Horst (* 1970), niederländische Dokumentarfilmerin und Regisseurin
- Georgi Jewtjuchin (* 1970), Eishockeyspieler
- Alexander Karpowzew (1970–2011), Eishockeyspieler
- Pjotr Klimow (* 1970), Komponist und Dichter
- Igor Koroljow (1970–2011), Eishockeyspieler und -trainer
- Leonid Kruglow (* 1970), sowjetisch-russischer Fotograf, Forschungsreisender und Ethnograph
- Sergei Krylow (* 1970), Violinist
- Marianna Maximowskaja (* 1970), Fernsehjournalistin
- Galina Melnik (* 1970), Tischtennisspielerin
- Ruth Olshan (* 1970), deutsche Filmproduzentin und -regisseurin sowie Drehbuchautorin
- Oleg Owsjannikow (* 1970), Eiskunstläufer
- Sergei Owtschinnikow (* 1970), Fußballtorwart
- Irina Palina (* 1970), Tischtennisspielerin
- Kirill Preobraschenski (* 1970), Künstler
- Leonid Pumalainen (* 1970), Hochspringer
- Anton Rovner (* 1970), russischstämmiger US-amerikanischer Komponist, Musikkritiker und Musiktheoretiker
- Alexei Schamnow (* 1970), Eishockeyspieler
- Igor Skalin (* 1970), Segler
- Sergei Slobin (* 1970), Autorennfahrer
- Juta Strīķe (1970–2020), lettische Politikerin
- Sergei Subow (* 1970), Eishockeyspieler
- Natalija Swerewa (* 1970), Ökonomin und Unternehmerin
- Genndy Tartakovsky (* 1970), US-amerikanischer Animator
- Wladimir Timoschinin (1970–2023), Wasserspringer
- Dmitri Tschernjakow (* 1970), Theaterregisseur und Bühnenbildner
- Igor Tschugainow (* 1970), Fußballspieler und -trainer

### 1971–1980

#### 1971
- Alexei Aigi (* 1971), Musiker, Komponist und Geiger
- Stanislaw Belkowski (* 1971), russischer Politikwissenschaftler polnisch-jüdischer Herkunft
- Lena Bloch (* 1971), Jazzmusikerin
- Sergei Bodrow (1971–2002), Filmschauspieler und Regisseur
- Pawel Bure (* 1971), Eishockeyspieler
- Natalja Derjugina (* 1971), Handballspielerin
- Margarita Drobiazko (* 1971), litauische Eiskunstläuferin
- Vadim Eilenkrig (* 1971), Jazztrompeter und Musikpädagoge
- Wladimir Fjodorow (* 1971), Eiskunstläufer
- Kirill Gerassimow (* 1971), Pokerspieler
- Alexander Geringas (* 1971), deutscher Musikproduzent
- Jekaterina Gordejewa (* 1971), Eiskunstläuferin und Olympiasiegerin
- Marija Kalinina (* 1971), Model
- Anton Kapustin (* 1971), russisch-amerikanischer Physiker
- Jewgeni Kissin (* 1971), Pianist
- Lena Klassen (* 1971), deutsche Autorin
- Denis Kriwoschlykow (* 1971), Handballspieler
- Wladislaw Kulikow (* 1971), Schwimmer
- Jelena Lebedenko (* 1971), Siebenkämpferin und Dreispringerin
- Olia Lialina (* 1971), Journalistin und Netzkünstlerin
- Michail Lukin (* 1971), russisch-amerikanischer Physiker
- Witali Lunkin (* 1971), Pokerspieler
- Boris Margolin (* 1971), deutscher Schachspieler
- Kristina Orbakaite (* 1971), Popsängerin und Schauspielerin
- Igor Paschkewitsch (1971–2016), Eiskunstläufer
- Wladislaw Pawlowitsch (* 1971), Fechter
- Georgij Pestov (* 1971), deutsch-russischer Kameramann
- Oleg Petrow (* 1971), Eishockeyspieler
- Katerina Poladjan (* 1971), russisch-deutsche Schauspielerin, Hörspielsprecherin und Schriftstellerin
- Alexander Prokopjew (* 1971), Eishockeyspieler
- Jelena Schewtschenko (* 1971), Turnerin
- Oleg Schewzow (* 1971), Eishockeytorwart
- Maxim Schmyrjow (* 1971), Tischtennisspieler
- Alexander Seliwanow (* 1971), Eishockeyspieler und -trainer
- Katia Skanavi (* 1971), Pianistin
- Andrei Skopinzew (* 1971), Eishockeyspieler
- Dmitri Swatkowski (* 1971), Moderner Fünfkämpfer
- Sergei Swjagin (* 1971), Eishockeytorwart
- Juri Tischkow (1971–2003), Fußballspieler
- Anita Zoi (* 1971), Sängerin

#### 1972
- Michail Antonow (* 1972), Korrespondent und Moderator des Fernsehsenders Rossija 1
- Wladimir Aschurkow (* 1972), Bankier und Oppositionspolitiker
- Juri Bogdanow (* 1972), Pianist und Hochschullehrer
- Alexander Borodai (* 1972), Politiker der Volksrepublik Donezk
- Maria Butyrskaja (* 1972), Eiskunstläuferin
- Damir Chairetdinow (* 1972), Historiker und Ethnologe
- Alexander Chawanow (* 1972), Eishockeyspieler
- Boris Chlebnikow (* 1972), Filmregisseur und Drehbuchautor
- Arkadi Dworkowitsch (* 1972), Ökonom und Politiker
- Michail Fischman (* 1972), Journalist
- Yuri Goloubev (* 1972), Musiker
- Sergei Gordejew (* 1972), Immobilienunternehmer und Politiker
- Irina Grigorjewa (* 1972), Fußballspielerin
- Jelena Jegoschina (* 1972), Ringerin
- Wladimir Jurowski (* 1972), Dirigent
- Alexei Kudrjawzew (* 1972), Schwimmer
- Oxana Kuschtschenko (* 1972), Freestyle-Skierin
- Michail Kuschnerjow (* 1972), Beachvolleyballspieler
- Olga Kusnezowa (* 1972), Wirtschaftsgeographin, Humangeographin und Hochschullehrerin
- Igor Lebedew (* 1972), Politiker; Sohn von Wladimir Schirinowski
- Michael Lucas (* 1972), US-amerikanischer Pornodarsteller und -regisseur
- Nikolai Luganski (* 1972), Pianist
- Nikolai Maximow (* 1972), kasachisch-russischer Wasserballspieler
- Irena Mazin (* 1972), israelische Triathletin
- Boris Mironow (* 1972), Eishockeyspieler
- Nikolai Mitrochin (* 1972), Journalist und Historiker
- Ildar Muchometow (* 1972), Eishockeytorwart
- Olga Müller-Omeltchenko (* 1972), deutsche Tänzerin
- Sergej Newski (* 1972), Komponist
- Hanjar Ödäýew (* 1972), turkmenischer Schachspieler
- Jakow Okun (* 1972), Jazzmusiker
- Natalja Orechowa (* 1972), Freestyle-Skierin
- Olena Petrowa (* 1972), russisch-ukrainische Biathletin
- Alexander Pljuschtschew (* 1972), Journalist, Blogger und Radio- und Nachrichtensprecher
- Alexei Popogrebski (* 1972), Filmregisseur und Drehbuchautor
- Alexandr Porchomowski (* 1972), israelischer Sprinter russischer Herkunft
- Swetlana Samochwalowa (* 1972), Radrennfahrerin
- Alexander Schirschow (* 1972), Säbelfechter; Olympiasieger 1992
- Olga Sedakowa (* 1972), Synchronschwimmerin
- Lisa Smirnova (* 1972), österreichische Pianistin
- Konstantin Sonin (* 1972), Wirtschaftswissenschaftler
- Marija Stepanowa (* 1972), Schriftstellerin, Lyrikerin und Essayistin
- Andrei Talalajew (* 1972), Fußballspieler und -trainer
- Wiktorija Tolstoganowa (* 1972), Schauspielerin
- Marina Tscherkassowa (* 1972), Freestyle-Skierin
- Alexei Wassiljew (* 1972), Autorennfahrer

#### 1973
- Igor Alexandrow (* 1973), deutsch-russischer Eishockeyspieler
- Jelena Asarowa (* 1973), Synchronschwimmerin, Olympiasiegerin 2000 und 2004
- Ilja Awerbuch (* 1973), Eistänzer
- Sergei Besrukow (* 1973), Schauspieler
- Sergei Brin (* 1973), Informatiker und „President of Technology“ bei Google
- Igor Burganow (* 1973), sowjetisch-russischer Bildhauer
- Lena Dąbkowska-Cichocka (* 1973), polnische Politikerin
- Natalja Gorelowa (* 1973), Mittelstreckenläuferin
- Leo Hao (* 1973), Maler und Grafikdesigner
- Maria Kaz (* 1973), Sängerin
- Leo Khasin (* 1973), deutscher Regisseur
- Denis Kljujew (* 1973), Fußballspieler und -trainer
- Natascha Korsakowa (* 1973), Violinistin
- Iwan Korschew (* 1973), Bildhauer
- Jelisaweta Koschewnikowa (* 1973), Freestyle-Skierin
- Anschelika Krylowa (* 1973), Eiskunstläuferin
- Alexander Kusnezow (* 1973), Mathematiker
- Jelena Leonowa (* 1973), Eiskunstläuferin
- Irina Lobatschowa (* 1973), Eistänzerin
- Jelena Makarowa (* 1973), Tennisspielerin
- Alexander Melnikow (* 1973), Pianist
- Marija Mironowa (* 1973), Schauspielerin
- Nikita Nekrassow (* 1973), Physiker
- Maria Rybakova (* 1973), Schriftstellerin
- Igor Simutenkow (* 1973), Fußballspieler und -trainer
- Ekaterina Tarnopolskaja (* 1973), Pianistin
- Swetlana Timoschinina (* 1973), Wasserspringerin
- Vladislav Tkachiev (* 1973), französischer Schachmeister russischer Herkunft
- Leon Tsoukernik (* 1973), tschechischer Unternehmer, Casinobesitzer, Pokerspieler und Kunstsammler
- Anya Ulinich (* 1973), russisch-US-amerikanische Malerin und Schriftstellerin
- Jana Michailowna Wagner (* 1973), Schriftstellerin
- Alexei Woropajew (1973–2006), Turner

#### 1974
- Andrey Andreev (* 1974), russisch-britischer Unternehmer
- Marina Andrievskaia (* 1974), russische, später schwedische Badmintonspielerin
- Jelena Antonowa (* 1974), Synchronschwimmerin, Olympiasiegerin 2000
- Alla Bastert-Tkachenko (* 1974), Profitänzerin, Tanzsporttrainerin, Wertungsrichterin und Choreographin
- Wladimir Bestschastnych (* 1974), Fußballspieler
- Alexander Braverman (* 1974), israelischer Mathematiker
- Uri Brener (* 1974), israelischer Komponist
- Sergei Brylin (* 1974), Eishockeyspieler
- Waleri Bure (* 1974), Eishockeyspieler
- Oxana Dorodnowa (* 1974), Ruderin
- Schanna Friske (1974–2015), Schauspielerin und Sängerin
- Wera Iljina (* 1974), Wasserspringerin
- Marina Jakuschewa (* 1974), Badmintonspielerin
- Dmitri Jemez (* 1974), Autor von Kinder- und Jugend-Fantasyliteratur
- Sergei Krawzow (* 1974), Erziehungswissenschaftler und seit 2020 Bildungsminister der Russischen Föderation
- Elena Langer (* 1974), russisch-britische Komponistin
- Georgij Makazaria (* 1974), österreichischer Musiker und Schauspieler russischer Herkunft
- Stanislaw Markelow (1974–2009), Jurist und Menschenrechtsanwalt
- Sergei Maximow (* 1974), deutsch-russischer Hacker
- Jelena Miroschina (1974–1995), Wasserspringerin
- Mikhail Nemirovsky (* 1974), deutsch-russischer Eishockeyspieler
- Nestor (* 1974), Bischof der Russisch-Orthodoxen Kirche
- Nikolaj Nikitin (* 1974), Gründer und Leiter des Projektes SOFA – School of Film Agents und des Filmfestivals Filmplus
- Olga Nowokschtschenowa (* 1974), Synchronschwimmerin, Olympiasiegerin 2000 und 2004
- Sergei Rjasanski (* 1974), Kosmonaut
- Filipp Rukawischnikow (* 1974), Bildhauer
- Sergei Scharikow (1974–2015), Säbelfechter, zweifacher Olympiasieger und dreifacher Weltmeister
- Klavdia Smola (* 1974), deutsche Literaturwissenschaftlerin und Slawistin
- Jewgeni Stytschkin (* 1974), Theater- und Filmschauspieler
- Vicca (* 1974), Pornodarstellerin und Model
- Julia Worobjowa (* 1974), Eiskunstläuferin

#### 1975
- Alexei Alipow (* 1975), Sportschütze
- Marina Anissina (* 1975), Eiskunstläuferin und Olympiasiegerin 2002 im Eistanzen
- Alexei Barannikow (* 1975), nordischer Kombinierer
- Pawel Boitschenko (* 1975), Eishockeyspieler
- Alek Epstein (* 1975), Wissenschaftler, Soziologe, Politologe und Historiker
- Natalia Filatkina (* 1975), Germanistin in Deutschland
- Alexei Gluschkow (* 1975), Ringer
- Konstantin Golowskoi (* 1975), Fußballspieler
- Oleg Grischkin (* 1975), Radrennfahrer
- Timur Iwanow (* 1975), stellvertretender Verteidigungsminister der Russischen Föderation
- Anait Karpowa (* 1975), Pianistin
- Olga Kern (* 1975), Pianistin
- Jelena Kiper (* 1975), Musikproduzentin
- Andrei Lissowski (* 1975), Zoologe und Mammaloge
- Kirill Medwedew (* 1975), Dichter, Essayist, Übersetzer, politischer Aktivist, Sänger und Gitarrist
- Maxim Menschikow (* 1975), Bogenläufer und Bogenbiathlet
- Nikolai Morosow (* 1975), russisch-belarussischer Eiskunstläufer und Eistanztrainer
- Ilja Ponomarjow (* 1975), IT-Unternehmer, Blogger und Politiker
- Natalija Rasumowskaja (* 1975), Freestyle-Skierin
- Eleonora Reznik (* 1975), deutsch-russische klassische Pianistin, Kammermusikerin und Korrepetitorin
- Sergei Sachnowski (* 1975), israelischer Eiskunstläufer
- Anna Skryleva (* 1975), Pianistin und Dirigentin
- Dima Slobodeniouk (* 1975), russisch-finnischer Dirigent
- Andrej Soldatow (* 1975), investigativer Journalist und Geheimdienstexperte
- Andrei Solomatin (* 1975), Fußballspieler
- Katia Tangian (* 1975), Kunsthistorikerin, Künstlerin und Schriftstellerin
- Wiktor Tschistjakow (* 1975), Stabhochspringer

#### 1976
- Alexander Abt (* 1976), Eiskunstläufer
- Jelena Bunina (* 1976), Mathematikerin, Managerin und Hochschullehrerin
- Alexander Charitonow (* 1976), Eishockeyspieler
- Anton Dolin (* 1976), Journalist, Filmkritiker, Buchautor und Radiomoderator
- Alexei Dudukalo (* 1976), Rennfahrer
- Grégory Engels (* 1976), deutscher Politiker (Piratenpartei)
- Leonid Kanareikin (* 1976), Eishockeyspieler
- Denis Karzew (* 1976), Eishockeyspieler
- Wassili Kljukin (* 1976), Bildhauer, Architekt, Geschäftsmann und Bankier
- Alexander Koroljuk (* 1976), Eishockeyspieler
- Dmitri Kurljandski (* 1976), Komponist
- Daniil Markow (* 1976), Eishockeyspieler
- Tatjana Panowa (* 1976), Tennisspielerin
- Dmitri Rjabykin (* 1976), Eishockeyspieler
- Roman Scharonow (* 1976), Fußballspieler
- Alexander Seidel (* 1976), deutscher Countertenor und Dirigent
- Roman Serow (* 1976), russisch-israelischer Eiskunstläufer
- Wadim Swjaginzew (* 1976), Schachmeister
- Jegor Titow (* 1976), Fußballspieler
- Jewgenija Tschirikowa (* 1976), Luftfahrtingenieurin, Unternehmerin und Aktivistin
- Alexander Winogradow (* 1976), Opernsänger
- Jelena Worona (* 1976), Freestyle-Skierin
- Anna Zassimova (* um 1976), deutsche Pianistin, Musikwissenschaftlerin, Kunsthistorikerin und Musikpädagogin
- Olga Zlatkin-Troitschanskaia (* 1976), deutsch-russische Wirtschaftspädagogin und Hochschullehrerin

#### 1977
- Nikolai Alexejew (* 1977), Jurist, LGBT-Aktivist und Publizist
- Arkadi Babtschenko (* 1977), Journalist und Autor
- Warwara Baryschewa (* 1977), Eisschnellläuferin
- Boris Bernaskoni (* 1977), Architekt, Ingenieur und Verleger
- Jegor Berojew (* 1977), Film- und Theaterschauspieler und TV-Moderator
- Zoulikha Bouabdellah (* 1977), algerische Künstlerin
- Andrei Dunajew (* 1977), Rechtsanwalt, Politiker und ehemaliger FSB-Mitarbeiter
- Ljudmila Dymtschenko (* 1977), Freestyle-Skierin
- Alexei Fadejew (* 1977), nordischer Kombinierer
- Elena Fokina (* 1977), Balletttänzerin, Choreografin und Tanzpädagogin
- Sergei Gukow (* 1977), Physiker und Mathematiker
- Greg Kasavin (* 1977), russisch-US-amerikanischer Computerspiel-Journalist und -entwickler
- Roman Kostomarow (* 1977), Eiskunstläufer
- Lika Kremer (* 1977), Schauspielerin, Moderatorin und Medienunternehmerin
- Ilja Kulik (* 1977), Eiskunstläufer; Olympiasieger 1998
- Sergei Kusnezow (* 1977), Architekt
- Alex Miller (* 1977), israelischer Politiker
- Michail Mordwinow (* 1977), Pianist
- Alexander Morosewitsch (* 1977), Schachspieler
- Alexei Morosow (* 1977), Eishockeyspieler
- Jewgeni Najer (* 1977), Schachgroßmeister
- Stanislaw Puchow (* 1977), Badmintonspieler
- Alina Schidkowa (* 1977), Tennisspielerin
- Roman Silantjew (* 1977), Soziologe, Religionshistoriker und Islamwissenschaftler
- Ljubow Sokolowa-Schaschkowa (* 1977), Volleyballspielerin
- Ksenia Svetlova (* 1977), israelische Journalistin und Politikerin
- Amir Tebenichin (* 1977), kasachischer Pianist
- Sergei Udalzow (* 1977), oppositioneller Politiker
- Alexander Woltschkow (* 1977), Eishockeyspieler

#### 1978
- Alexei Badjukow (* 1978), Eishockeyspieler
- Julija Barsukowa (* 1978), Sportlerin der Rhythmischen Sportgymnastik
- Denis Bojarinzew (* 1978), Fußballspieler
- Olga Brusnikina (* 1978), Synchronschwimmerin, dreifache Olympiasiegerin, viermalige Weltmeisterin und zehnmalige Europameisterin
- Michael Fichtenholz (* 1978), Musikwissenschaftler und Operndirektor
- Pjotr Fradkow (* 1978), Ökonom und Banker
- Alexei Frossin (* 1978), Fechter
- Ruslan Grizan (* 1978), Ski-Orientierungsläufer und Mountainbike-Orientierungsfahrer
- Jekaterina Klimowa (* 1978), Schauspielerin
- Dmitri Kogan (1978–2017), Geiger
- Jewgeni Koroljow (* 1978), Eishockeyspieler
- Jewgenija Kulikowskaja (* 1978), Tennisspielerin
- Oleg Kwascha (* 1978), Eishockeyspieler
- Alexander Leonow (* 1978), Boxer
- Jegor Michailow (* 1978), Eishockeyspieler
- Alexei Ogrintschuk (* 1978), Oboist
- Alexei Pechow (* 1978), Fantasy- und Science-Fiction-Schriftsteller
- Andrei Prokunin (* 1978), Biathlet
- Olena Resnir (* 1978), ukrainische Handballspielerin
- Andrei Saitschenko (* 1978), Pokerspieler
- Olga Saizewa-Augustin (* 1978), Biathletin
- Sergei Samsonow (* 1978), Eishockeyspieler
- Lew Schurbin (* 1978), Komponist und Bratschist
- Igor Semschow (* 1978), Fußballspieler
- Andrij Sokolowskyj (* 1978), ukrainischer Hochspringer
- Anton Sorokow (* 1978), russisch-österreichischer Violinist und Violinpädagoge
- Maxim Spiridonow (* 1978), Eishockeyspieler
- Andrei Strachow (* 1978), deutsch-russischer Eishockeyspieler
- Alexei Swirin (* 1978), Ruderer und Olympiasieger 2004
- Pawel Trachanow (1978–2011), Eishockeyspieler
- Lila Tretikov (* 1978), US-amerikanische Informatikerin und Managerin russischer Herkunft; Geschäftsführerin der Wikimedia Foundation
- Julija Wassiljewa (* 1978), Synchronschwimmerin und Olympiasiegerin 2000

#### 1979
- Maxim Afinogenow (* 1979), Eishockeyspieler
- Denis Alimow (* 1979), Naturbahnrodler
- Sofia Bogdanova (* 1979), deutsche Tänzerin
- Dmitri Bulykin (* 1979), Fußballspieler
- Julija Bytschkowa (* 1979), Architektin und Landschaftsarchitektin
- Dmitri Djomuschkin (* 1979), Rechtsextremist
- Jelena Fomina (* 1979), Fußballspielerin und -trainerin
- Alexander Fomitschow (* 1979), Eishockeytorwart
- Dmitri Gluchowski (* 1979), Schriftsteller
- Jekaterina Gubanowa (* 1979), Opernsängerin
- Sergei Ignaschewitsch (* 1979), Fußballspieler
- Dmitri Jurowski (* 1979), russisch-deutscher Dirigent
- Anastassija Kapatschinskaja (* 1979), Sprinterin
- Sergei Karassjow (* 1979), Fußballschiedsrichter
- Olga Koroljowa (* 1979), Freestyle-Skierin
- Semjon Koschin (* 1979), Künstler, Maler, Grafiker und Dekorateur
- Alexei Markow (* 1979), Radrennfahrer
- Alexander Michailin (* 1979), Judoka
- Natalja Nasarowa (* 1979), Leichtathletin
- Konstantin Pal (* 1979), deutscher Rabbiner
- Anna Parkina (* 1979), Künstlerin
- Igor Pawlow (* 1979), Stabhochspringer
- Alexander Petschen (* 1979), Physiker und Mathematiker
- Sessil Plesche (* 1979), Theater- und Filmschauspielerin
- Nikolai Pronin (* 1979), Eishockeyspieler
- Alexander Ratnikow (* 1979), Schauspieler
- Andrei Romanow (* 1979), Rennfahrer
- Andrei Rytschagow (* 1979), Schachspieler
- Maksut Schadajew (* 1979), Politiker
- Olga Scharkowa (* 1979), Curlerin
- Irina Sluzkaja (* 1979), Eiskunstläuferin, Weltmeisterin und Olympiateilnehmerin
- Maxim Solowjow (* 1979), Eishockeyspieler
- Maria Solozobova (* 1979), Violinistin
- Igor Spassowchodski (* 1979), Leichtathlet
- Alexander Stepanow (* 1979), Eishockeyspieler
- Alexander Znamenskiy (* 1979), österreichisch-russischer Dirigent und Kammermusiker

#### 1980
- Irina Abyssowa (* 1980), Triathletin
- Alexandra Antonowa (* 1980), Hürdenläuferin
- Xenia Beliayeva (* 1980), Electro-Musikerin
- Dmitri Berestow (* 1980), Gewichtheber
- Dmitri Efetov (* 1980), russisch-deutscher Physiker und Hochschullehrer
- Sofia Falkovitch (* um 1980), Kantorin
- Swetlana Feofanowa (* 1980), Leichtathletin
- Jekaterina Gordon (* 1980), Journalistin, Singer-Songwriterin und politische Aktivistin
- Alexander Jerjomenko (* 1980), Eishockeytorwart
- Avi Kazarnovski (* 1980), israelischer Basketballspieler
- Ilja Klimkin (* 1980), Eiskunstläufer
- Wiktorija Kljugina (* 1980), Hochspringerin
- Alexander Kobrin (* 1980), Pianist und Hochschullehrer
- Juri Kolokolnikow (* 1980), Schauspieler
- Olga Ljubimowa (* 1980), Politikerin
- Tatjana Logunowa (* 1980), Degenfechterin
- Andrei Markow (* 1980), Bogenbiathlet
- Jelena Orlowa (* 1980), Leichtathletin
- Waleri Pankow (* 1980), Theater- und Filmschauspieler
- Tatjana Rjabkina (* 1980), Orientierungsläuferin
- Alexander Rjasanzew (* 1980), Eishockeyspieler
- Igor Rubzow (* 1980), Tischtennisspieler
- Marat Safin (* 1980), Tennisspieler
- Sergei Schargunow (* 1980), Schriftsteller
- Igor Schtschadilow (* 1980), Eishockeyspieler
- Anna Semenowitsch (* 1980), Eistänzerin, Sängerin, Schauspielerin und Model
- Andrei Sidelnikow (* 1980), russisch-kasachischer Fußballtorhüter
- Slava, eigtl. Anastasia Wladimirowna Slanewskaja (* 1980), Sängerin, Schauspielerin und Model
- Jelena Sokolowa (* 1980), Eiskunstläuferin
- Regina Spektor (* 1980), US-amerikanische Sängerin und Pianistin sowjetisch-jüdischer Herkunft
- Darja Timoschenko (* 1980), russisch-aserbaidschanische Eiskunstläuferin
- Michail Tschipurin (* 1980), Handballspieler
- Vladimir Tsvetkov (* 1980), russisch-deutscher Eiskunstläufer, Trainer und Choreograf
- Andrei Wladimirowitsch Tyrtyschnikow (* 1980), Bildhauer
- Roman Vasyanov (* 1980), Kameramann

### 1981–1990

#### 1981
- Ruschan Abbjassow (* 1981), Persönlichkeit des Islam
- Martin Bemmann (* 1981), deutscher Historiker und Hochschullehrer
- Jewgenija Brik (1981–2022), Schauspielerin und Model
- Alexander Buturlin (* 1981), Eishockeyspieler
- Elwira Chassjanowa (* 1981), Synchronschwimmerin und mehrfache Europameisterin, Weltmeisterin und Olympiasiegerin
- Jelena Dementjewa (* 1981), Tennisspielerin
- Iwan Demidow (* 1981), Pokerspieler
- Alexander Drosdezki (* 1981), Eishockeyspieler
- Wassili Filippow (* 1981), Handballspieler
- Sergio Galoyan (* 1981), russischer Musikproduzent, Songschreiber und DJ armenischer Herkunft
- Katja Huhn (* 1981), deutsche Pianistin
- Natalja Iwanowa (* 1981), Hürdenläuferin und Sprinterin
- Wladimir Kara-Mursa (* 1981), Politiker und Journalist
- Konstantin Kljujew (* 1981), Radrennfahrer
- Liza Kos (* 1981), deutsche Komikerin, Kabarettin und Songwriterin
- Weronika Książkiewicz (* 1981), polnische Schauspielerin
- Marina Kupzowa (* 1981), Hochspringerin
- Anna Kurnikowa (* 1981), Tennisspielerin
- Oleg Kusmin (* 1981), Fußballspieler
- Julia Lautowa (* 1981), österreichische Eiskunstläuferin
- Sergei Lebedew (* 1981), Journalist und Autor
- Alexander Libman (* 1981), Wirtschaftswissenschaftler
- Maria Markina (* 1981), Opernsängerin
- Nikita Morgatschow (* 1981), Ruderer
- Anastassia Myskina (* 1981), Tennisspielerin
- Pjotr Nalitsch (* 1981), Komponist und Sänger
- Sergei Nowizki (* 1981), Eistänzer
- Anna Pjatych (* 1981), Leichtathletin
- Roman Russinow (* 1981), Automobilrennfahrer
- Maxim Rybin (* 1981), Eishockeyspieler
- Oleg Saprykin (* 1981), Eishockeyspieler
- Wera Schimanskaja (* 1981), rhythmische Sportgymnastin und Olympiasiegerin 2000
- Darja Schukowa (* 1981), Kunstmäzenin, Modedesignerin und Medienunternehmerin
- Pawel Sofjin (* 1981), Kugelstoßer
- Jelena Soja (* 1981), Synchronschwimmerin und Olympiasiegerin 2000
- Julija Soldatowa (* 1981), Eiskunstläuferin
- Olga Sorkine-Hornung (* 1981), Professorin für Informatik
- Ali Sunyaev (* 1981), Professor für Informatik
- Michail Sygar (* 1981), Journalist
- Jekaterina Syssojewa (* 1981), Tennisspielerin
- Masha Tokareva (* 1981), deutsch-russische Schauspielerin
- Marina Toybina (* 1981), US-amerikanische Kostüm- und Modedesignerin
- Alexei Tschadow (* 1981), Schauspieler

#### 1982
- Tamilla Abassowa (* 1982), Bahnradsportlerin
- Tatjana Antoschina (* 1982), Radrennfahrerin
- Aljaksandr Baraukou (* 1982), russisch-belarussischer Eishockeyspieler
- Alexei Beresuzki (* 1982), Fußballspieler
- Wassili Beresuzki (* 1982), Fußballspieler
- Bobina, eigtl. Dmitri Almasow (* 1982), Trance-Produzent und DJ
- Ania Bukstein (* 1982), israelische Schauspielerin
- Lucy Dubinchik (* 1982), israelische Schauspielerin
- Gjulnara Fattachetdinowa (* 1982), Tennisspielerin
- Iwan Filippow (* 1982), Schriftsteller, Journalist und Filmschaffender
- Pjotr Fjodorow (* 1982), Schauspieler und Synchronsprecher
- Alexander Frolow (* 1982), Eishockeyspieler
- Marija Gaidar (* 1982), russische und ukrainische Politikerin
- Wladimir Gorbunow (* 1982), Eishockeyspieler
- Julia Ioffe (* 1982), US-amerikanische Journalistin
- Marat Ismailow (* 1982), Fußballspieler
- Ljudmila Jeschowa (* 1982), Kunstturnerin
- Michail Juschny (* 1982), Tennisspieler
- Pawel Kanarski (* 1982), Eishockeyspieler
- Sergei Konkow (* 1982), Eishockeyspieler
- Michail Kuklew (* 1982), Eishockeyspieler
- Alexej Manvelov (* 1982), schwedischer Schauspieler
- Martín Meléndez (* 1982), kubanischer Jazzmusiker
- Ilja Nikulin (* 1982), Eishockeyspieler
- Maxim Oreschkin (* 1982), Manager und Politiker, Wirtschaftsminister der Russischen Föderation
- Jelena Owtschinnikowa (* 1982), Synchronschwimmerin; Olympiasiegerin 2008
- Juri Paschtschinski (* 1982), Billardspieler; Weltmeister 2005
- Nadeschda (Nadja) Petrowa (* 1982), Tennisspielerin
- Jewgeni Plechow (* 1982), Skispringer
- Jewgeni Ponasenkow (* 1982), Historiker, Journalist, Theaterproduzent, Fernsehmoderator, Darsteller und Sänger
- Andrei Rubzow (* 1982), Oboist, Dirigent und Komponist
- Olga Saizewa (* 1982), Schauspielerin
- Irina Sakurdjajewa (* 1982), Schachgroßmeisterin
- Jelena Samolodtschikowa (* 1982), Turnerin; zweifache Olympiasiegerin 2000
- Jekaterina Samuzewitsch (* 1982), Aktivistin
- Anna Scheps (* 1982), Pianistin
- Anna Schewzowa (* 1982), Skeletonpilotin
- Anna Schorina (* 1982), Synchronschwimmerin; Olympiasiegerin 2004 und 2008
- Boris Schpilewski (* 1982), Radrennfahrer
- Kristina Schuldt (* 1982), deutsche Malerin
- Anna Siwkowa (* 1982), Fechterin
- Sergei Soin (* 1982), Eishockeyspieler
- Anna Taratorkina (* 1982), Schauspielerin
- Dmitri Tursunow (* 1982), Tennisspieler
- Alica Valiulova (* 1982), deutsche Rechtsanwältin und Schauspielerin mit russischen Wurzeln
- Alexei Werbow (* 1982), Volleyballspieler
- Anton Woltschenkow (* 1982), Eishockeyspieler

#### 1983
- Alexander Andrejew (* 1983), Pianist
- Igor Andrejew (* 1983), Tennisspieler
- Jewgeni Artjuchin (* 1983), Eishockeyspieler
- Denis Bajew (* 1983), Eishockeyspieler
- Nadja Bobyleva (* 1983), deutsche Schauspielerin
- Alex Bogomolow (* 1983), US-amerikanisch-russischer Tennisspieler
- Jelena Bowina (* 1983), Tennisspielerin
- Swetlana Chodtschenkowa (* 1983), Fernseh- und Filmschauspielerin sowie Model
- Iwan Chutorskoi (1983–2009), antifaschistischer Aktivist
- Anastassija Dawydowa (* 1983), Synchronschwimmerin
- Marina Dewjatowa (* 1983), Sängerin
- Zoya Douchine (* 1983), russisch-deutsche Eiskunstläuferin
- Daria Gaiazova (* 1983), kanadische Skilangläuferin
- Julija Golubtschikowa (* 1983), Stabhochspringerin
- Iwan Golunow (* 1983), Journalist
- Alexander Grischtschuk (* 1983), Schachmeister der Weltelite
- Alexander Iljin (* 1983), Schauspieler und Sänger
- Ilja Jaschin (* 1983), Politiker
- Anastassia Jermakowa (* 1983), Synchronschwimmerin und vierfache Olympiasiegerin
- Nkeiruka Jesech (* 1983), Curlerin
- Vika Jigulina (* 1983), moldawische Musikproduzentin, Sängerin und DJ
- Grigori Judin (* 1983), Sozialwissenschaftler und Philosoph
- Juri Kljutschnikow (* 1983), Eishockeytorwart
- Sergei Komarow (* 1983), Skirennläufer
- Jewgeni Korotyschkin (* 1983), Schwimmer
- Jekaterina Koschokina (* 1983), Tennisspielerin
- Vitaly Kunin (* 1983), deutscher Schachgroßmeister russischer Herkunft
- Olessja Kurotschkina (* 1983), Fußballspielerin
- Sergei Lasarew (* 1983), Sänger und Schauspieler
- Igor Lebedenko (* 1983), Fußballspieler
- Marina Lisorkina (* 1983), Sängerin der Girlband Serebro
- Renat Mamaschew (* 1983), Eishockeyspieler
- Pawel Pogrebnjak (* 1983), Fußballspieler
- Jewgenija Poljakowa (* 1983), Sprinterin und Staffel-Olympiasiegerin
- Michail Roschkow (* 1983), russisch-kasachischer Fußballspieler
- Karina Sarkissova (* 1983), russisch-österreichische Balletttänzerin mit armenischen Wurzeln
- Wiktor Schaitar (* 1983), Autorennfahrer
- Abdulhakim Schapijew (* 1983), kasachischer Ringer
- Klim Schipenko (* 1983), Filmregisseur, Drehbuchautor, Schauspieler, Filmproduzent und Raumfahrer
- Timofej Schischkanow (* 1983), Eishockeyspieler
- Natalja Schljapina (* 1983), Fußballspielerin
- Denis Sergejew (* 1983), Eishockeyspieler
- Alexander Sitkowetski (* 1983), russisch-britischer Violinist
- Dmitri Sjomin (* 1983), Eishockeyspieler
- Konstantin Stepanow (* 1983), Poolbillardspieler
- Sergei Suborew (* 1983), Eishockeyspieler
- Alexandra Sukhareva (* 1983), Plastikerin und Installationskünstlerin
- Swetlana Swetikowa (* 1983), Sängerin und Schauspielerin
- Timati (* 1983), Rapper und Unternehmer
- Nikolai Tokarew (* 1983), Pianist
- Sergei Tschudinow (* 1983), Skeletonpilot
- Swetlana Wassiljewa (* 1983), Skeletonpilotin

#### 1984
- Andrei Aschmarin (* 1984), Badmintonspieler
- Alexei Bardukow (* 1984), Schauspieler
- Galina Fokina (* 1984), Tennisspielerin
- Michail Galaktionow (* 1984), Fußballtrainer
- Valeria Gai Germanika (* 1984), Regisseurin
- Boris Giltburg (* 1984), israelischer Pianist
- Sergei Gimajew (* 1984), Eishockeyspieler
- Michael Ginsburg (* 1984), deutscher Schauspieler
- Alexander Gratschow (* 1984), Eiskunstläufer
- Maria Gromowa (* 1984), Synchronschwimmerin
- Alexei Jachin (* 1984), Eishockeytorwart
- Marina Karpunina (* 1984), Basketballspielerin
- Dmitri Kasionow (* 1984), Eishockeyspieler
- Jelena Katina (* 1984), Popsängerin
- Maxim Jewgenjewitsch Katz (* 1984), liberaler Politiker und YouTuber
- Sergei Kempo (* 1984), Schauspieler und Drehbuchautor
- Maria Konnikova (* 1984), russisch-amerikanische Schriftstellerin, Journalistin und Psychologin
- Konstantin Kornejew (* 1984), Eishockeyspieler
- Leonid Kritz (* 1984), deutscher Schachspieler russischer Herkunft
- Alexei Krutow (* 1984), Eishockeyspieler in der Schweiz
- Wassili Lakejew (* 1984), Tischtennisspieler
- Jewgeni Lapenkow (* 1984), Eishockeyspieler
- Maxim Marzinkewitsch (1984–2020), neonazistischer Aktivist und Vlogger
- Andrei Maximischin (* 1984), Eistänzer
- Wiktorija Nikischina (* 1984), Florettfechterin und Olympiasiegerin
- Fjodor Olev (* 1984), deutscher Schauspieler, Synchronsprecher und Hörspielsprecher
- Martin Pätzold (* 1984), deutscher Politiker (CDU)
- Ekaterina Potego (* 1984), österreichische Sopranistin
- Michail Raschin (* 1984), Shorttracker
- Artjom Rebrow (* 1984), Fußballtorwart
- Jelena Romanowskaja (* 1984), Eiskunstläuferin
- Goscha Rubtschinski (* 1984), Modedesigner und Fotograf
- Alexander Samedow (* 1984), Fußballspieler
- Ilja Schneider (* 1984), deutscher Schachspieler
- Polina Semionowa (* 1984), Tänzerin
- Jewgeni Skatschkow (* 1984), Eishockeyspieler
- Jewgeni Sokolow (* 1984), Radrennfahrer
- Wera Swonarjowa (* 1984), Tennisspielerin
- Jekaterina Warnawa (* 1984), Schauspielerin, Komikerin, Choreographin und Fernsehmoderatorin
- Galina Woskobojewa (* 1984), russisch-kasachische Tennisspielerin

#### 1985
- Leyla Əliyeva (* 1985), Tochter des aserbaidschanischen Präsidenten İlham Əliyev und Autorin
- Jekaterina Andrjuschina (* 1985), Handballspielerin
- Julianna Awdejewa (* 1985), Konzertpianistin
- Dinijar Biljaletdinow (* 1985), Fußballspieler
- Sergei Borissow (* 1985), Eishockeytorwart
- Jekaterina Bytschkowa (* 1985), Tennisspielerin
- Zlata Chochieva (* 1985), Pianistin
- Jana Chochlowa (* 1985), Eistänzerin
- Gleb Galperin (* 1985), Wasserspringer
- Alissa Ganijewa (* 1985), Schriftstellerin und Literaturkritikerin
- Swetlana Iwanowa (* 1985), Schauspielerin
- Gintaras Januševičius (* 1985), litauischer Pianist
- Dimitri Jiriakov (* 1985), Liechtensteiner Radrennfahrer
- Jaroslaw Koschkarjow (* 1985), Beachvolleyballspieler
- Danila Koslowski (* 1985), Film- und Theaterschauspieler
- Konstantin Krawtschuk (* 1985), Tennisspieler
- Boris Kusnezow (* 1985), russisch-deutscher klassischer Pianist
- Daniil Mowe (* 1985), Rennfahrer
- Alexander Nesterow (* 1985), Eishockeyspieler
- Alexander Owetschkin (* 1985), Eishockeyspieler
- Sascha Piwowarowa (* 1985), Highfashion-Model
- Walerija Potjomkina (* 1985), Shorttrackerin
- Anastassija Rjabowa (* 1985), Künstlerin, Kuratorin, Lehrerin und Autorin
- Alexander Rjasanzew (* 1985), Schachspieler
- Konstantin Romanow (* 1985), Eishockeyspieler
- Renat Sabitow (* 1985), Fußballspieler
- Olga Serjabkina (* 1985), Sängerin der Girlband Serebro
- Konstantin Shumov (* 1985), finnischer Volleyballspieler
- Jekaterina Sotschnewa (* 1985), Fußballspielerin
- Marjana Spiwak (* 1985), Film- und Fernsehschauspielerin, Regisseurin und Sprecherin
- Surho Sugaipov (* 1985), deutscher Schauspieler
- Denis Tolpeko (* 1985), Eishockeyspieler
- Alexei Tscheremissinow (* 1985), Florettfechter und Weltmeister
- Anastassija Tschulkowa (* 1985), Radrennfahrerin
- Alexander Wolkow (* 1985), Volleyballspieler
- Julia Wolkowa (* 1985), Popsängerin und Schauspielerin

#### 1986
- Lyes Arfa (* 1986), kanadischer Fußballschiedsrichterassistent
- Rafael Batyrschin (* 1986), Eishockeyspieler
- Denis Bodrow (* 1986), Eishockeyspieler
- Juri Bogatow (* 1986), Beachvolleyballspieler
- Michail Boizow (* 1986), Historiker
- Valeria Bystritskaia (* 1986), deutsche Schönheitskönigin, Model und Schauspielerin
- Natalja Chorjowa (* 1986), Rennrodlerin
- Sergei Dorofejew (* 1986), Eishockeyspieler
- Wera Duschewina (* 1986), Tennisspielerin
- Eugenia Dushina (* 1986), Opernsängerin
- Alexander Goroschanski (* 1986), Eishockeyspieler
- Boris Gratschow (* 1986), Schachspieler
- Qədir Hüseynov (* 1986), aserbaidschanischer Schachspieler
- Oleg Iwanow (* 1986), Fußballspieler
- Jelena Jantschuk (* 1986), Politikerin
- Anton Kamenew (* 1986), Nordischer Kombinierer
- Yury Kharchenko (* 1986), deutsch-russischer Maler
- Jelena Kirillowa (* 1986), Basketballspielerin
- Stanislawa Komarowa (* 1986), Schwimmerin
- Alexander Kostrizyn (* 1986), Pokerspieler
- Tatjana Kurbakowa (* 1986), Turnerin
- Nikita Kurbanow (* 1986), Basketballspieler
- Darja Kustawa (* 1986), belarussische Tennisspielerin
- Anna Lapuschtschenkowa (* 1986), Tennisspielerin
- Jewgenija Linezkaja (* 1986), russisch-israelische Tennisspielerin
- Enwer Lissin (* 1986), Eishockeyspieler
- Kirill Ljamin (* 1986), Eishockeyspieler
- Natalja Matwejewa (* 1986), Skilangläuferin
- Natalja Michailowa (* 1986), Eistänzerin
- Jelena Muratowa (* 1986), Freestyle-Skierin
- Kirill Nababkin (* 1986), Fußballspieler
- Mariya Ocher (* 1986), russisch-israelische Musikerin, Lyrikerin, Regisseurin und Künstlerin
- Natalja Ossipowa (* 1986), Balletttänzerin
- Olga Paschtschenko (* 1986), klassische Pianistin, Fortepianistin, Cembalistin und Organistin
- Anastassia Platonowa (* 1986), Eistänzerin
- Ljudmila Priwiwkowa (* 1986), Curlerin
- Sergei Prokopjew (* 1986), Beachvolleyballspieler
- Alexei Rebko (* 1986), Fußballspieler
- Alexander Rjasanzew (* 1986), Fußballspieler
- Olesya Rulin (* 1986), US-amerikanische Schauspielerin
- Maxim Rybalko (* 1986), Eishockeyspieler
- Dinara Safina (* 1986), Tennisspielerin
- Anton Saruzki (* 1986), Ruderer
- Olga Scheps (* 1986), Pianistin
- Sergei Schirokow (* 1986), Eishockeyspieler
- Maxim Sidorow (* 1986), Kugelstoßer
- Anton Singow (* 1986), E-Sportler
- Andrei Stepanow (* 1986), Eishockeyspieler
- Anna Stoeva (* 1986), russisch-bulgarische Filmproduzentin and Drehbuchautorin
- Gennadi Stoljarow (* 1986), Eishockeyspieler
- Alexander Suchow (* 1986), Fußballspieler
- Iwan Tutukin (* 1986), Triathlet
- Maria Wertschenowa (* 1986), Profigolferin
- Nina Wislowa (* 1986), Badmintonspielerin

#### 1987
- Michail Aljoschin (* 1987), Automobilrennfahrer
- Roman Anoschkin (* 1987), Kanute
- Wassilissa Bardina (* 1987), Tennisspielerin
- Nikolai Below (* 1987), Eishockeyspieler
- Nikita Bespalow (* 1987), Eishockeytorwart
- Dani Bondarv (* 1987), israelischer Fußballspieler
- Jekaterina Bukina (* 1987), Ringerin
- Wjatscheslaw Burawtschikow (* 1987), Eishockeyspieler
- Vladimir Burlakov (* 1987), deutscher Schauspieler russischer Herkunft
- Jewgeni Bussygin (* 1987), Eishockeyspieler
- Alexander Dowbnja (* 1987), Fußballspieler
- Roman Eremenko (* 1987), finnischer Fußballspieler
- Polina Gagarina (* 1987), Sängerin
- Artjom Gorlow (* 1987), Fußballtrainer
- Kristina Griwatschewa-Kim (* 1987), Taekwondoin
- Pawel Jakuschewski (* 1987), Radsportler
- Anatoli Kaschirow (* 1987), Basketballspieler
- Andrey Kaydanovskiy (* 1987), Balletttänzer und Choreograph
- Maria Kirilenko (* 1987), Tennisspielerin
- Dmitri Kombarow (* 1987), Fußballspieler
- Kirill Kombarow (* 1987), Fußballspieler
- Jewgeni Korotkow (* 1987), Eishockeyspieler
- Alla Kudrjawzewa (* 1987), Tennisspielerin
- Alexander Kutscherjawenko (* 1987), Eishockeyspieler
- Adi Kvetner (* 1987), israelischer Schauspieler, Filmschaffender, Moderator und Model
- Walerija Lanskaja (* 1987), Schauspielerin
- Alexander Lebedew (* 1987), Eisschnellläufer
- Jekaterina Lopes (* 1987), Tennisspielerin
- Igor Makarow (* 1987), Eishockeyspieler
- Alexander Mereskin (* 1987), Eishockeyspieler
- Igor Mussatow (* 1987), Eishockeyspieler
- Olga Naidjonowa (* 1987), Eiskunstläuferin
- Nika Neelova (* 1987), russisch-britische Künstlerin
- Tatjana Newsorowa (* 1987), Rennrodlerin
- Denis Ossipow (* 1987), Eishockeyspieler
- Olga Ovtchinnikova (* 1987), kanadische Fechterin
- Denis Parfjonow (* 1987), Politiker und Abgeordneter der Duma
- Julija Prochorowa (* 1987), Tischtennisspielerin
- Olga Putschkowa (* 1987), Tennisspielerin
- Julia Jasmin Rühle (* 1987), deutsche Sängerin und Laiendarstellerin
- Xenia Sadorina (* 1987), Sprinterin
- Nelli Schiganschina (* 1987), Eiskunstläuferin
- Anton Schunin (* 1987), Fußballtorwart
- Jaroslawa Schwedowa (* 1987), Tennisspielerin
- Max Snegirjow (* 1987), Rennfahrer
- Olga Strelzowa (* 1987), Bahnradsportlerin
- Dmitri Tarassow (* 1987), Fußballspieler
- Wjatscheslaw Truchno (* 1987), Eishockeyspieler
- Pjotr Tschaadajew (* 1987), russisch-belarussischer Skispringer
- Anna Tschakwetadse (* 1987), russische Tennisspielerin georgischer Abstammung
- Anna Tschipowskaja (* 1987), Schauspielerin
- Alexander Uspenski (* 1987), Eiskunstläufer
- Anastassija Wassina (* 1987), Beachvolleyballspielerin
- Sergei Woronow (* 1987), Eiskunstläufer
- Mischa Zverev (* 1987), deutscher Tennisspieler
- Xenia Zybutowitsch (* 1987), Fußballspielerin

#### 1988
- Sergei Afanassjew (* 1988), Rennfahrer
- Marija Aljochina (* 1988), politische Aktivistin und Performancekünstlerin
- Michail Anissin (* 1988), Eishockeyspieler
- Sergei Belokon (* 1988), Eishockeyspieler
- Andrei Bykov (* 1988), Schweizer Eishockeyspieler
- Nikita Chakimow (* 1988), Badmintonspieler
- Artjom Dsjuba (* 1988), Fußballspieler
- Nikita Efremov (* 1988), Film- und Bühnenschauspieler
- Alexandra Fedoriwa (* 1988), Sprinterin, Hürdenläuferin und Staffel-Olympiasiegerin (2008)
- Anatoli Filatow (* 1988), Pokerspieler
- Jekaterina Galkina (* 1988), Curlerin
- Tatiana Golovin (* 1988), französische Tennisspielerin
- Anastasia Grishutina (* 1988), Pianistin
- Diana Jakowlewa (* 1988), Florettfechterin
- Ilja Kablukow (* 1988), Eishockeyspieler
- Andrej Kogut (* 1988), deutscher Handballspieler
- Anton Koroljow (* 1988), Eishockeyspieler
- Jewgeni Koroljow (* 1988), kasachischer Tennisspieler
- Jelena Kotulskaja (* 1988), Mittelstreckenläuferin
- Jekaterina Krasnowa (* 1988), Ringerin
- Alexander Lesnoi (* 1988), Kugelstoßer
- Jekaterina Makarowa (* 1988), Tennisspielerin
- Pawel Mamajew (* 1988), Fußballspieler
- Dmitri Monja (* 1988), Eishockeyspieler
- Olga Motritsch (* 1988), Beachvolleyballspielerin
- Anna Nero (* 1988), deutsche Malerin
- Kristina Neuwert (* 1988), deutsche Sängerin
- Wassili Papin (* 1988), Schachgroßmeister
- Alexandra Pazkewitsch (* 1988), Synchronschwimmerin und Olympiasiegerin 2012 und 2016
- Alexei Rubzow (* 1988), Sportkletterer
- Iwan Samarin (* 1988), Rennfahrer
- Giorgi Schelija (* 1988), Fußballspieler
- Jewgeni Serjajew (* 1988), Eisschnellläufer
- Maria Sournatcheva (* 1988), Oboistin
- Jekaterina Stoljarowa (* 1988), Freestyle-Skierin
- Pawel Tschechow (* 1988), Tennisspieler
- Kirill Tulupow (* 1988), Eishockeyspieler

#### 1989
- Nick Afanasiev (* 1989), US-amerikanischer Schauspieler und Filmemacher russischer Herkunft
- Michail Antonenko (* 1989), Pianist und Dirigent
- Nastja Antonewitch (* 1989), russisch-deutsche Handballspielerin
- Anastasia Baranova (* 1989), russisch-US-amerikanische Schauspielerin
- Warwara Borodina (* 1989), Schauspielerin
- Ilja Brener (* 1989), deutscher Schachspieler
- Alexandra Brodski (* 1989), deutsch-russische Regisseurin und Drehbuchautorin
- Pawel Charitonow (* 1989), Snowboarder
- Maxim Chudjakow (* 1989), Beachvolleyballspieler
- Dascha Dauenhauer (* 1989), deutsche Filmkomponistin
- Wesna Dolonz (* 1989), serbisch-russische Tennisspielerin
- Alexei Dostoinow (* 1989), russisch-US-amerikanischer Eishockeyspieler
- Denis Juskow (* 1989), Eisschnellläufer
- Witali Karamnow (* 1989), Eishockeyspieler
- Alissa Kleibanowa (* 1989), Tennisspielerin
- Nelli Korowkina (* 1989), Fußballspielerin
- Nikolai Kostitschkin (* 1989), Eishockeyspieler
- Jewgeni Kowaljow (* 1989), Bahn- und Straßenradrennfahrer
- Nastia Liukin (* 1989), russisch-US-amerikanische Kunstturnerin
- Anton Nebylizki (* 1989), Automobilrennfahrer
- Sergei Parschiwljuk (* 1989), Fußballspieler
- Alexei Pastuchow (* 1989), Beachvolleyballspieler
- Andrei Pateitschuk (* 1989), Pokerspieler
- Marija Prussakowa (* 1989), Snowboarderin
- Anna Rakitina (* 1989), Dirigentin
- Jewgenija Rodina (* 1989), Tennisspielerin
- Swetlana Romaschina (* 1989), Synchronschwimmerin und Olympiasiegerin
- Makar Saporoschski (* 1989), Theater- und Filmschauspieler
- Wadim Schelobnjuk (* 1989), Eishockeytorwart
- Alla Schischkina (* 1989), Synchronschwimmerin und Olympiasiegerin
- Andrei Semjonow (* 1989), Fußballnationalspieler
- David Sigacev (* 1989), Rennfahrer
- Dmitri Solowjow (* 1989), Eistänzer
- Oleg Tikhomirov (* 1989), russisch-deutscher Schauspieler
- Maria Ugolkova (* 1989), Schweizer Schwimmerin
- Jewgenija Ukolowa (* 1989), Beachvolleyballspielerin
- Wladimir Uspenski (* 1989), Eiskunstläufer
- Aristarch Wenes (* 1989), Theater- und Filmschauspieler
- Darja Wirolainen (* 1989), Biathletin
- Ilya Zhitomirskiy (1989–2011), Softwareentwickler
- Misha Zilberman (* 1989), israelischer Badmintonspieler russischer Herkunft

#### 1990
- Pawel Akolsin (* 1990), russisch-kasachischer Eishockeyspieler
- Ljubow Aksjonowa (* 1990), Schauspielerin
- Reem Alabali-Radovan (* 1990), deutsche Politikerin (SPD), MdB
- Elladj Baldé (* 1990), kanadischer Eiskunstläufer
- Ilja Beljajew (* 1990), Tennisspieler
- Lilija Biktagirowa (* 1990), Eiskunstläuferin
- Jekaterina Bobrowa (* 1990), Eistänzerin
- Anastassija Buchanko (* 1990), Tennisspielerin
- Sergei Denissow (* 1990), Eishockeytorwart
- Jewgeni Donskoi (* 1990), Tennisspieler
- Xenia Doronina (* 1990), Eiskunstläuferin
- Alexey Ekimov (* 1990), deutscher Schauspieler
- Nikita Filatow (* 1990), Eishockeyspieler
- Swetlana Filippowa (* 1990), Wasserspringerin
- Lukas Geniušas (* 1990), litauisch-russischer Pianist
- Igor Golowkow (* 1990), Eishockeyspieler
- Iwan Jankowski (* 1990), Schauspieler
- Gleb Kalarasch (* 1990), Handballspieler
- Aljona Konstantinowa (* 1990), Schauspielerin
- Xenija Lykina (* 1990), Tennisspielerin
- Michail Mamkin (* 1990), Eishockeyspieler
- Arina Martynowa (* 1990), Eiskunstläuferin
- Nick Matuhin (* 1990), deutscher Ringer
- Njuscha eigtl. Anna Wladimorowna Schurotschkina (* 1990), Popsängerin
- Jewgeni Nowikow (* 1990), Rallyefahrer
- Marija Pirogowa (* 1990), Schauspielerin
- Igor Poljanski (* 1990), Profi-Triathlet

### 1991–2000

#### 1991
- Julija Abalakina (* 1991), Beachvolleyballspielerin
- Artiom Arshansky (* 1991), israelischer Judoka
- Filipp Avdeev (* 1991), Schauspieler und Regisseur
- Jaroslaw Beloussow (* 1991), Angeklagter im „Bolotnaja-Prozess“
- Mario Bilate (* 1991), niederländischer Fußballspieler
- Alexander Deneschkin (* 1991), Eishockeyspieler
- Misha Ge (* 1991), usbekischer Eiskunstläufer
- Ljubow Iljuschetschkina (* 1991), Eiskunstläuferin
- Marina Jachlakowa (* 1991), klassische Pianistin
- Nikita Kazalapow (* 1991), Eiskunstläufer
- Wera Kitschanowa (* 1991), Journalistin, Bloggerin und Politikerin
- Iwan Lukaschewitsch (* 1991), Rennfahrer
- Andrei Lunjow (* 1991), Fußballtorwart
- Marija Mauer (* 1991), deutsche Schauspielerin und Sprecherin
- Anna Morgina (* 1991), Tennisspielerin
- Çingiz Mustafayev (* 1991), aserbaidschanischer Sänger
- Iwan Nowosselzew (* 1991), Fußballspieler
- Alexey Pavlov (* 1991), deutscher Poolbillardspieler
- Wjatscheslaw Pimenow (* 1991), Profi-Triathlet
- Juri Rewitsch (Jury Revich) (* 1991), Geiger
- Ivan Righini (* 1991), italienisch-russischer Eiskunstläufer
- Jekaterina Rjasanowa (* 1991), Eistänzerin
- Anastassija Rybatschenko (* 1991), politische Aktivistin
- Nikita Saizew (* 1991), Eishockeyspieler
- Georgi Schtschennikow (* 1991), Fußballspieler
- Anna Sidorowa (* 1991), Curlerin
- Anschelika Sidorowa (* 1991), Stabhochspringerin
- Marta Sirotkina (* 1991), Tennisspielerin
- Daniil Tarassow (* 1991), Eishockeyspieler
- Aleksandre Wassiltschenko (* 1991), georgisch-russischer Eishockeyspieler
- Artjom Woronin (* 1991), Eishockeyspieler
- Stanislaw Wowk (* 1991), Tennisspieler

#### 1992
- Aljona Adanitschkina (* 1992), Triathletin
- Wiktor Baluda (* 1992), Tennisspieler
- Sergei Barbaschow (* 1992), Eishockeyspieler
- Michail Birjukow (1992–2019), Tennisspieler
- Julija Chlynina (* 1992), Schauspielerin
- Stanislaw Galijew (* 1992), Eishockeyspieler
- Nikita Glaskow (* 1992), Degenfechter
- Alexandra Gontscharowa (* 1992), Radsportlerin
- Nikita Gussew (* 1992), Eishockeyspieler
- Kirill Kabanow (* 1992), Eishockeyspieler
- Erika Kirpu (* 1992), estnische Degenfechterin
- Dmitri Kulagin (* 1992), Basketballspieler
- Alexei Martschenko (* 1992), Eishockeyspieler
- Alexei Nikitin (* 1992), Fußballspieler
- Jelena Nikitina (* 1992), Skeletonpilotin
- Wjatscheslaw Podberjoskin (* 1992), Fußballspieler
- Olga Podtschufarowa (* 1992), Biathletin
- Diana Ringo (* 1992), Filmregisseurin und Komponistin
- Alexandra Saitowa (* 1992), Curlerin
- Anastassija Sawina (* 1992), Schachspielerin
- Grigori Scheldakow (* 1992), Eishockeyspieler
- Alexander Schurbin (* 1992), Tennisspieler
- Tatjana Segina (* 1992), Bogenschützin
- Nikolay Sidorenko (* 1992), Theater- und Filmschauspieler
- Irina Wladimirowna Starschenbaum (* 1992), Schauspielerin
- Alexander Tschernyschow (* 1992), Biathlet
- Ruslan Tschinachow (* 1992), Poolbillardspieler
- Alexandra Yangel (* 1992), Geigerin und Mezzosopranistin

#### 1993
- Timur Ajupow (* 1993), Fußballspieler
- Artjom Antonevitch (* 1993), russisch-deutscher Handballspieler
- Artjom Batrak (* 1993), Eishockeyspieler
- Sergei Bida (* 1993), Degenfechter
- Anastassija  Brjuchanowa (* 1993), Oppositionspolitikerin
- Iwan Bukin (* 1993), Eistänzer
- Alexander Chochlatschow (* 1993), Eishockeyspieler
- Đặng Văn Lâm (* 1993), vietnamesischer Fußballspieler
- Ilja Dragunov (* 1993), Wrestler
- Natela Dsalamidse (* 1993), Tennisspielerin
- Witali Dsiow (* 1993), russisch-georgischer Eishockeyspieler
- Georgi Dschikija (* 1993), Fußballspieler
- Marija Fomina (* 1993), Theater- und Filmschauspielerin
- Romina Gabdullina (* 1993), Badmintonspielerin
- Artur Gatschinski (* 1993), Eiskunstläufer
- Nikolai Kalinski (* 1993), Fußballspieler
- Alina Kaschlinskaja (* 1993), Schachspielerin
- Nodar Kawtaradse (* 1993), Fußballspieler
- Alexander Koslow (1993–2022), Fußballspieler
- Aleksandra Krunić (* 1993), serbische Tennisspielerin
- Michail Naumenkow (* 1993), Eishockeyspieler
- Rawil Netfullin (* 1993), Fußballspieler
- Dennis Novikov (* 1993), US-amerikanischer Tennisspieler
- Darja Popowa (* 1993), französische Eiskunstläuferin
- Anastassija Protassenja (* 1993), Profi-Triathletin
- Andrei Rogozine (* 1993), kanadischer Eiskunstläufer
- Julija Romanowa (* 1993), Skilangläuferin
- Aglaja Schilowskaja (* 1993), Musicaldarstellerin, Schauspielerin und Sängerin
- Anton Slobin (* 1993), Eishockeyspieler
- Alexander Starodubez (* 1993), Biathlet
- Polina Tschernyschowa (* 1993), Schauspielerin
- Artyom Verny (* 1993), russisch-israelischer Eishockeyspieler
- Anastassija Woinowa (* 1993), Radsportlerin

#### 1994
- Anna Bikbajewa (* 1994), Tischtennisspielerin
- Marija Borsunowa (* 1994), Journalistin
- Gleb Botschkow (* 1994), Schauspieler
- Anar Chalilow (* 1994), Schauspieler und Model
- Xenija Dabischa (* 1994), Beachvolleyballspielerin
- Olga Doroschina (* 1994), Tennisspielerin
- Margarita Gasparjan (* 1994), Tennisspielerin
- Darja Gawrilowa (* 1994), Tennisspielerin
- Jewgeni Karlowski (* 1994), Tennisspieler
- Denis Kostin (* 1994), Counter-Strike-Spieler
- Polina Leikina (* 1994), Tennisspielerin
- Ilja Ljubuschkin (* 1994), Eishockeyspieler
- Wadim Manson (* 1994), Fußballspieler
- Artjom Markelow (* 1994), Automobilrennfahrer
- Roman Mawlanow (* 1994), Automobilrennfahrer
- Andrei Mironow (* 1994), Eishockeyspieler
- Michail Nasarow (* 1994), Skispringer
- Jana Noskowa (* 1994), Tischtennisspielerin
- Andrei Panjukow (* 1994), Fußballspieler
- Jelena Prokofjewa (* 1994), Synchronschwimmerin und Olympiasiegerin 2016
- Jegor Schamow (* 1994), Fußballspieler
- Alexander Scharapow (* 1994), Radsportler
- Darja Schmeljowa (* 1994), Bahnradsportlerin
- Mikalaj Schumau (* 1994), belarussischer Radrennfahrer
- Jana Sisikowa (* 1994), Tennisspielerin
- Alexei Sutormin (* 1994), Fußballspieler
- Alexander Taschajew (* 1994), Fußballspieler
- Konstantin Tereschtschenko (* 1994), Automobilrennfahrer
- Gelena Topilina (* 1994), Synchronschwimmerin und Olympiasiegerin 2016

#### 1995
- Nikita Awtanejew (* 1995), Snowboarder
- Iwan Barbaschow (* 1995), Eishockeyspieler
- Irina Chromatschowa (* 1995), Tennisspielerin
- Anna Danilina (* 1995), Tennisspielerin
- Denis Dawydow (* 1995), Fußballspieler
- Xenija Gaidarschi (* 1995), Tennisspielerin
- Swjatoslaw Georgijewski (* 1995), Fußballspieler
- Nikolai Goldobin (* 1995), Eishockeyspieler
- Alexander Juschin (* 1995), Fußballspieler
- Wjatscheslaw Karawajew (* 1995), Fußballspieler
- Darja Lebeschawa (* 1995), belarussische Tennisspielerin
- Maxim Mamin (* 1995), Eishockeyspieler
- Margarita Mamun (* 1995), rhythmische Sportgymnastin und Olympiasiegerin 2016
- Maxim Martussewitsch (* 1995), Fußballspieler
- Alexandra Merkulowa (* 1995), Rhythmische Sportgymnastin
- Olga Morosowa (* 1995), Badmintonspielerin
- Marija Passeka (* 1995), Turnerin
- Julia Putinzewa (* 1995), Tennisspielerin
- Moris Qwitelaschwili (* 1995), Eiskunstläufer
- Jekaterina Rogowaja (* 1995), Bahnradsportlerin
- Nikita Sadorow (* 1995), Eishockeyspieler
- Igor Schestjorkin (* 1995), Eishockeytorwart
- Nikita Schtscherbak (* 1995), Eishockeyspieler
- Marija Schurotschkina (* 1995), Synchronschwimmerin und Olympiasiegerin 2016
- Aleksandre Schuschunaschwili (* 1995), georgisch-russischer Eishockeyspieler
- Wiktorija Sinizina (* 1995), Eiskunstläuferin
- Sergei Sirotkin (* 1995), Autorennfahrer
- Nina Sublatti (* 1995), georgische Sängerin, Komponistin und Model
- Pawel Tabakow (* 1995), Theater- und Filmschauspieler
- Sergei Toltschinski (* 1995), Eishockeyspieler
- Anastassija Weschtschikowa (* 1995), Skispringerin

#### 1996
- Said-Ali Achmajew (* 1996), Fußballspieler
- Karen Chatschanow (* 1996), Tennisspieler
- Alexander Dowbnja (* 1996), Fußballspieler
- Daniil Dubow (* 1996), Schachmeister
- Pavel Dykmann (* 1996), deutscher Kunstturner
- Warwara Flink (* 1996), Tennisspielerin
- Iwan Gachow (* 1996), Tennisspieler
- Georgi Gongadse (* 1996), Fußballspieler
- Ajas Gulijew (* 1996), Fußballspieler aserbaidschanischer Abstammung
- Leyla Hirsch (* 1996), US-amerikanische Wrestlerin
- Dasha Ivanova (* 1996), US-amerikanische Tennisspielerin
- Juri Jelissejew (1996–2016), Schachspieler
- Igor Leschtschuk (* 1996), Fußballtorwart
- Daniil Medwedew (* 1996), Tennisspieler
- Diana Mironowa (* 1996), Billardspielerin und Weltmeisterin
- Taras Myskiw (* 1996), Beachvolleyballspieler
- German Onugkha (* 1996), russisch-nigerianischer Fußballspieler
- Kristina Reszowa (* 1996), Biathletin
- Rifat Schemaletdinow (* 1996), Fußballspieler
- Roland Schwarz (* 1996), deutscher Ringer im griechisch-römischen Stil
- Danila Slessarew (* 1996), Eishockeyspieler
- Nikita Slobin (* 1996), Automobilrennfahrer
- Adelina Sotnikowa (* 1996), Eiskunstläuferin; Olympiasiegerin von 2014
- Oleg Stojanowski (* 1996), Beachvolleyballspieler
- Kirill Strelzow (* 1996), Biathlet
- Alexander Troschetschkin (* 1996), Fußballspieler
- Margarita Tschernomyrdina (* 1996), Fußballspielerin
- Taissija Wilkowa (* 1996), Theater- und Filmschauspielerin

#### 1997
- Timur Akmursin (* 1997), Fußballspieler
- Michail Antipow (* 1997), Schachspieler
- Egor Bogachev (* 1997), deutscher Volleyballspieler
- Konstantin Kharkov (* 1997), kroatischer Wasserballspieler
- Anastassija Komardina (* 1997), Tennisspielerin
- Jana Kudrjawzewa (* 1997), rhythmische Sportgymnastin
- Artūras Laukaitis (* 1997), litauischer Eishockeyspieler
- Natalia Maschina (* 1997), Fußballspielerin
- Georgi Melkadse (* 1997), Fußballspieler
- Daniil Miromanow (* 1997), Eishockeyspieler
- Weronika Miroschnitschenko (* 1997), Tennisspielerin
- Delicious Orie (* 1997), britischer Boxer
- Alexandra Orlowa (* 1997), Freestyle-Skierin
- Andrei Rubljow (* 1997), Tennisspieler
- Ilja Samoschnikow (* 1997), Fußballspieler
- Sergei Sborowski (* 1997), Eishockeyspieler
- Timur Schamaletdinow (* 1997), Fußballspieler
- Artjom Sokol (* 1997), Fußballspieler
- Anton Tschupkow (* 1997), Schwimmer
- Alexander Wolkow (* 1997), Eishockeyspieler

#### 1998
- Anna Blinkowa (* 1998), Tennisspielerin
- Alexander Donchenko (* 1998), deutscher Schachspieler
- Anastassija Fedotowa (* 1998), Wasserballspielerin
- Sofja Fjodorowa (* 1998), Snowboarderin
- Ramasan Gadschimuradow (* 1998), Fußballspieler
- Matewos Issaakjan (* 1998), Automobilrennfahrer
- Anna Kalinskaja (* 1998), Tennisspielerin
- Sofia Kenin (* 1998), US-amerikanische Tennisspielerin
- Pawel Kotow (* 1998), Tennisspieler
- Kristina Kutscherenko (* 1998), Theater- und Filmschauspielerin sowie Ballerina
- Daniil Lessowoi (* 1998), Fußballspieler
- Alexander Lomowizki (* 1998), Fußballspieler
- Edgars Mise (* 1998), lettischer Biathlet
- Olga Nikitina (* 1998), Säbelfechterin
- Dawid Parawjan (* 1998), Schachspieler armenischer Abstammung
- Anna Pogorilaja (* 1998), Eiskunstläuferin
- Alexandra Pospelowa (* 1998), Tennisspielerin
- Dmitri Rybtschinski (* 1998), Fußballspieler
- Alexander Samarin (* 1998), Eiskunstläufer
- Aljona Schwidenkowa (* 1998), Schauspielerin
- Michail Tichonow (* 1998), Fußballspieler
- Julija Timoschinina (* 1998), Wasserspringerin
- Fjodor Tschalow (* 1998), Fußballspieler
- Jegor Schukow (* 1998), Journalist, Blogger und Regierungskritiker

#### 1999
- Aiko (* 1999), tschechische Sängerin
- Denis Chodykin (* 1999), Eiskunstläufer
- Polina Komar (* 1999), Synchronschwimmerin
- Sergei Mark Kossorotow (* 1999), Handballspieler
- Dmitri Landakow (* 1999), Fußballspieler
- Nikita Masepin (* 1999), Automobilrennfahrer
- Jewgenija Medwedewa (* 1999), Eiskunstläuferin
- Anastasia Nefedova (* 1999), US-amerikanische Tennisspielerin
- Jegor Proschkin (* 1999), Fußballspieler
- Jelena Radionowa (* 1999), Eiskunstläuferin
- Jelena Rybakina (* 1999), Tennisspielerin
- Sofja Schuk (* 1999), Tennisspielerin
- Anastassija Talysina (* 1999), Schauspielerin
- Kristina Tkatsch (* 1999), Poolbillardspielerin
- Semjon Treskunow (* 1999), Schauspieler
- Anfissa Wistingausen (* 1999), Schauspielerin

#### 2000
- Jekaterina Alexandrowskaja (2000–2020), russisch-australische Eiskunstläuferin
- Ivan Batanov (* 2000), deutscher Volleyballspieler
- Sawrijan Danilow (* 2000), Tennisspieler
- Walerija Demidowa (* 2000), Freestyle-Skierin
- Ruslan Fischtschenko (* 2000), Fußballspieler
- Fjodor Gorst (* 2000), Poolbillardspieler und Weltmeister
- Warwara Gratschowa (* 2000), Tennisspielerin
- Michail Ignatow (* 2000), Fußballspieler
- Konstantin Iwlijew (* 2000), Shorttracker
- Michail Jakowlew (* 2000), Bahnradsportler
- Kliment Kolesnikow (* 2000), Schwimmer
- Kristian Kostow (* 2000), bulgarisch-russischer Sänger
- Sofja Lansere (* 2000), Tennisspielerin
- Konstantin Maradischwili (* 2000), Fußballspieler
- Alexei Mironow (* 2000), Fußballspieler
- Wladimir Moskwitschow (* 2000), Fußballspieler
- Adil Osmanov (* 2000), moldauischer Judoka
- Alisa Ozhogina (* 2000), spanische Synchronschwimmerin
- Artjom Poplewtschenkow (* 2000), Fußballspieler
- Danila Proschljakow (* 2000), Fußballspieler
- Alexander Romanow (* 2000), Eishockeyspieler
- Alexei Sarana (* 2000), Schachmeister
- Anton Schitow (* 2000), Fußballspieler
- Leonid Surkov (* 2000), Oboist
- Anastassija Tatalina (* 2000), Freestyle-Skifahrerin
- Elisabet Tursynbajewa (* 2000), kasachische Eiskunstläuferin
- Kirill Uschatow (* 2000), Fußballspieler

#### Datum unbekannt
- Anya Benton (* 20. Jh.), US-amerikanisch-russische Schauspielerin und Model
- Elena Braslavsky, Pianistin und Musikpädagogin
- Yelena Eckemoff (* um 1962), Jazzpianistin
- Irina Samoilova (* 20. Jh.), Sängerin (Sopran)
- Alexander Shnirelman (* 20. Jh.), russisch-kanadischer Mathematiker
- Marina Sorokowa (* 20. Jh.–2015), österreichische Violinistin und Musikpädagogin russischer Herkunft

## 21. Jahrhundert

### 2001–2010

#### 2001
- Aubri Ibrag (* 2001), russisch-australische Schauspielerin, Model und Webvideoproduzentin
- Alexander Malofejew (* 2001), Pianist
- Dmitri Markitessow (* 2001), Fußballspieler
- Jewgeni Morosow (* 2001), Fußballspieler
- Walerija Oljanowskaja (* 2001), Tennisspielerin
- Jekaterina Reingold (* 2001), Tennisspielerin
- Edgar Sewikjan (* 2001), Fußballspieler
- Alexander Siljanow (* 2001), Fußballspieler
- Anastassija Tichonowa (* 2001), Tennisspielerin

#### 2002
- Irina Alexejewa (* 2002), Kunstturnerin
- Alina Babak (* 2002), Schauspielerin
- Luka Berulawa (* 2002), georgischer Eiskunstläufer
- Grigori Borissenko (* 2002), Fußballspieler
- Jekatierina Kurakowa (* 2002), russisch-polnische Eiskunstläuferin
- Alexander Kutizki (* 2002), Fußballspieler
- Stepan Melnikow (* 2002), Fußballspieler
- Konstantin Nischegorodow (* 2002), russisch-ukrainischer Fußballspieler
- Alexander Orechow (* 2002), Fußballspieler
- Darja Pawljutschenko (* 2002), Eiskunstläuferin
- Maxim Turischtschew (* 2002), Fußballspieler
- Jegor Uschakow (* 2002), Fußballspieler

#### 2003
- Xenija Aljoschina (* 2003), Tennisspielerin
- Polina Bogussewitsch (* 2003), Sängerin
- Aljona Kostornaja (* 2003), Eiskunstläuferin
- Artjom Muamba (* 2003), Fußballspieler
- Petar Nesterow (* 2003), bulgarischer Tennisspieler
- Michail Smirnow (* 2003), Kindersänger und Schauspieler
- Wladislaw Torop (* 2003), Fußballspieler

#### 2004
- Daniil Chudjakow (* 2004), Fußballspieler
- Artemi Gunko (* 2004), Fußballspieler
- Pawel Meljoschin (* 2004), Fußballspieler
- Daniil Sorin (* 2004), Fußballspieler

#### 2005
- Jaroslaw Djomin (* 2005), Tennisspieler
- Alewtina Ibragimowa (* 2005), Tennisspielerin
- Wiktorija Listunowa (* 2005), Kunstturnerin
- Kristina Pimenowa (* 2005), Fotomodell und Schauspielerin

#### 2006
- Anastassija Schabotowa (* 2006), russisch-ukrainische Eiskunstläuferin

#### 2007
- Sofja Akatjewa (* 2007), Eiskunstläuferin
- Alina Kornejewa (* 2007), Tennisspielerin
- Adelija Petrossjan (* 2007), Eiskunstläuferin

#### 2008
- Daniil Murawjew-Isotow (* 2008), Schauspieler
- Vera Tugolukova (* 2008), russisch-zyprische Rhythmische Sportgymnastin

#### 2009
- Ksenia Efremova (* 2009), französische Tennisspielerin